# Belgrad
Belgrad (serbisch Београдⓘ Beograd, übersetzt „weiße Stadt“, daher der alte Name Griechisch Weißenburg) ist die Hauptstadt der Republik Serbien. Die Stadt gliedert sich in zehn Stadtgemeinden und sieben Vorstadtgemeinden. Die Kernstadt hat eine Fläche von 359,96 km², die umgebenden Vorstadtgebiete 2862,72 km², wobei die Fläche einiger Gemeinden teilweise zur Kernstadt und teilweise zur Vorstadt gehört. Zusammen bilden sie den Grad Beograd mit 1,71 Millionen Einwohnern (Zensus 2011) und gehört somit zu den größten Metropolregionen in Südosteuropa. Mit 1.344.844 Einwohnern ist sie außerdem die serbische Primatstadt.
Mit den Universitäten, Hochschulen und wissenschaftlichen Einrichtungen ist Belgrad das Bildungszentrum und mit zahlreichen Verlagen, Rundfunk- und Fernsehanstalten sowie Tages- und Monatszeitungen auch das dominierende Medienzentrum des Landes. Belgrad ist Sitz der Serbisch-Orthodoxen Kirche und Residenz des Serbischen Patriarchen. Das größte christliche Gotteshaus der Balkanhalbinsel, der Dom des Heiligen Sava, steht in Belgrad. Die Stadt ist Zentrum der Kreativwirtschaft und Gastronomie, die sich in den Vierteln Savamala und Skadarlija konzentrieren.
Die Messestadt Belgrad ist an der Nordgrenze der Balkanhalbinsel am Schnittpunkt zwischen den Großlandschaften der fruchtbaren Pannonischen Tiefebene und den jungalpidischen Dinariden gelegen. Dank ihrer zentralen Lage in der Großregion des Balkanraums und der verkehrsgünstigen Position an der Mündung der Save in die Donau ist sie Knotenpunkt kontinentaler Verkehrsverbindungen im Schienen- und Autobahnnetz. Der schon seit der Jungsteinzeit besiedelte historische Siedlungskern ist die in der Geschichte häufig umkämpfte, über der Save-Mündung in die Donau thronende Burg von Belgrad, die häufig als „Tor zum Balkan“ bezeichnet wurde.
Belgrad war erstmals zu Anfang des 15. Jahrhunderts Hauptstadt der mittelalterlichen Serbischen Herrscherdynastien und ist seit dem 19. Jahrhundert Residenzstadt Serbiens. Im 20. Jahrhundert war es neben seiner Funktion als Hauptstadt Serbiens zugleich die Hauptstadt des Königreichs Jugoslawien und des sozialistischen Jugoslawien. Durch die jugoslawische Ablehnung sowjetischer Hegemonie und Stalinismus und als Versammlungsort der Bewegung der Blockfreien Staaten erlangte Belgrad in der Zeit des kommunistischen Jugoslawiens die Funktion eines internationalen politischen Zentrums. Im Zeitabschnitt des sozialistischen Jugoslawiens hat sich Belgrad so zu einer europäischen Metropole entwickelt. Im städtebaulichen Großprojekt Novi Beograd, das zum repräsentativen Zentrum des sozialistischen Jugoslawiens werden sollte, wurden nach der Wende Aspekte zunehmender Verdichtung mit starken Impulsen für die wirtschaftliche und kulturelle Dynamik der Stadt verbunden. Das hier 1977–1979 erbaute Save-Kongresszentrum ist das größte Kongresszentrum aller Balkanländer, die 1991–2004 errichtete Štark-Arena eine der größten Sporthallen der Welt. Durch das auf 30 Jahre Dauer geschätzte Stadterneuerungsprojekt Belgrade Waterfront auf dem aufgelösten Areal des alten Bahnhofs „Beograd“ erfährt die Stadt ihre tiefstgreifende Veränderung nach dem Zweiten Weltkrieg.

## Geographie

### Lage

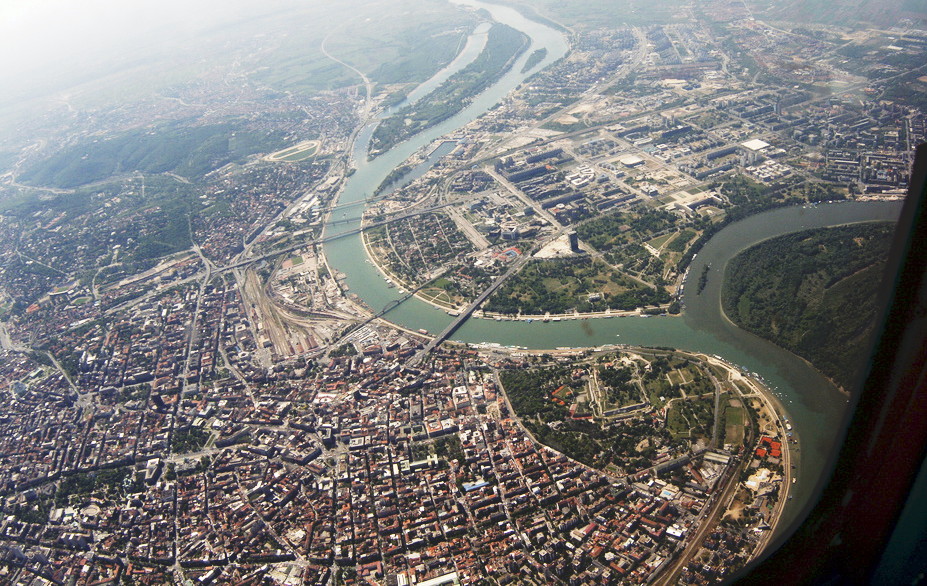
Luftbild mit Zusammenfluss von Save und Donau an der Festung von Belgrad

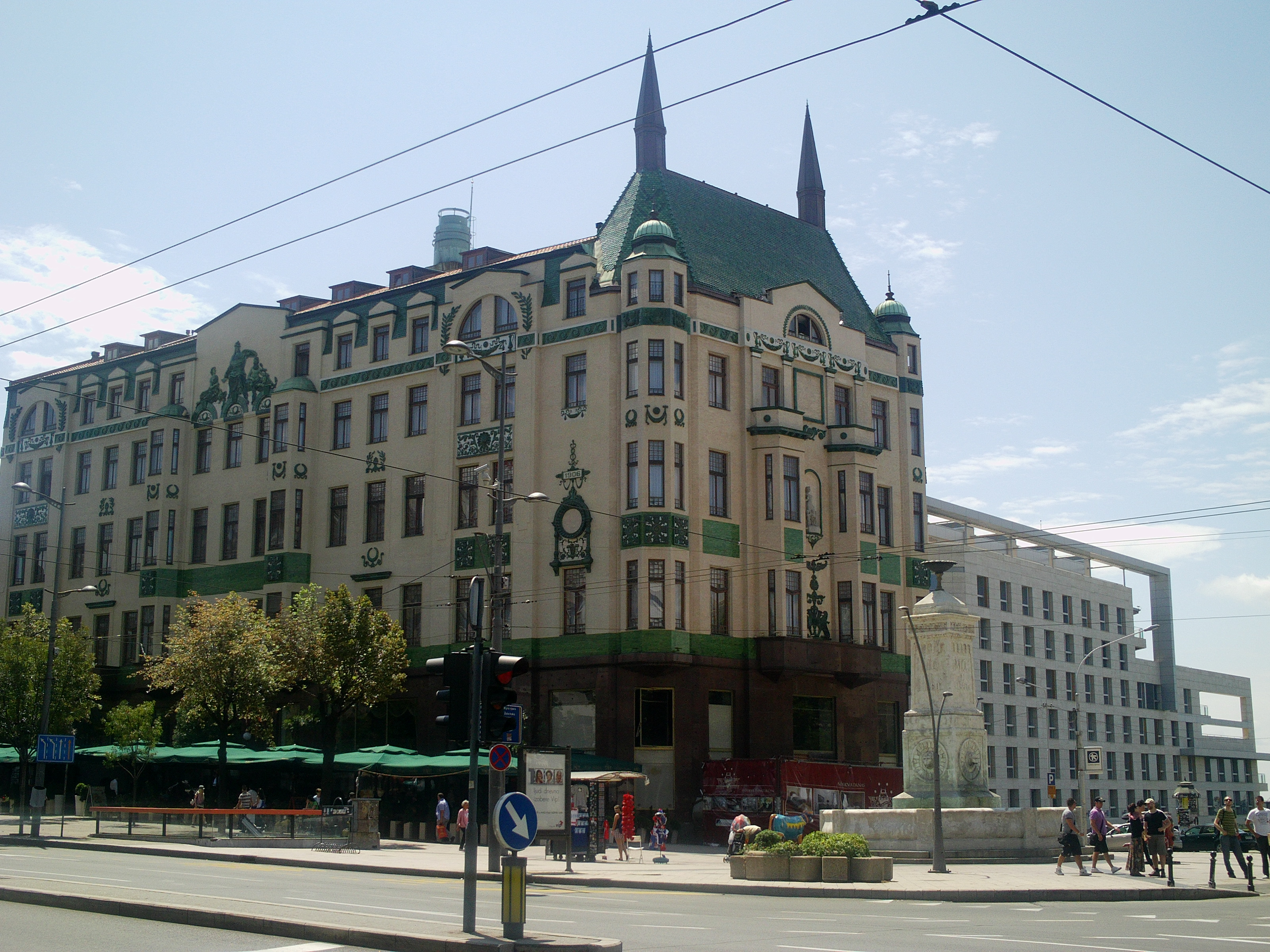
Hauptplatz und geographischer Mittelpunkt Belgrads ist der Terazije mit der Terazijska česma

Die günstige Lage im Südosten Europas an zwei schiffbaren Flüssen und an der Kreuzung mehrerer Handels- und Wanderungswege brachten Belgrad den Titel „Pforte des Balkans“ und „Tor Mitteleuropas“ ein. Auch lokalgeografisch und strategisch ist die Stadt begünstigt, vor allem durch die Topografie hoch über der weiten Sremer und Banater Niederung. Sie grenzt an die Landschaftsräume der äolisch und fluvial geformten Pannonischen Tiefebene und der jungalpidischen Faltengebirgssysteme der Balkanhalbinsel.
Das Flussbett der Donau in der Unterstadt (Donji grad) war bereits im Mittelalter besiedelt. Im 19. und 20. Jahrhundert wuchs das Siedlungsgebiet in den Hängen und Plateaus der hügeligen Šumadija. Erst nach dem Zweiten Weltkrieg dehnte sich die Stadt weiter nach Westen in die Ebenen des Srem aus.
Der geografische Mittelpunkt der Stadt ist am Ende der Altbelgrader Prachtstraße Knez Mihailova ulica (Fürst-Michael-Straße) festgelegt. Diese folgt dem antiken Cardo von der Festung kommend bis zur Einmündung in den langgezogenen Platz Terazije (⊙). Hier beginnen die zwei in der ersten Hälfte des 20. Jahrhunderts als Hauptstraßen ausgebauten Alleen, die Ulica Kralja Milana mit dem wichtigsten Verkehrsknoten Belgrads, der Slavija, und der Bulevar Kralja Aleksandra. Von diesen südöstlich in die Šumadija führenden, eben auf dem Plateau verlaufenden Hauptstraßen fallen die teils sehr steilen Querstraßen am Save- und Donauhang ab (Brankova ulica, Kamenička ulica, Balkanska ulica, Nemanjina ulica, Ulica Kneza Miloša, Bulevar Despota Stefana, Takovska ulica und Ruzveltova ulica).
Vier Straßenbrücken (Brankov most, Savski most, Gazela, Adabrücke), eine Eisenbahn- und eine stillgelegte Eisenbahnbrücke (Alte- und Neue Belgrader Eisenbahnbrücke) führen über die hier etwa 400 Meter breite Save, und die Pančevo-Brücke quert die zirka 750 Meter breite Donau. Diese Bauwerke verbinden die Altstadt mit den gegenüberliegenden Stadtteilen wie der Neustadt Novi Beograd, die erst nach dem Zweiten Weltkrieg im ehemaligen Überschwemmungsgebiet im Winkel zwischen Donau und Save-Delta errichtet wurde. Novi Beograd ist mit dem ein Stück donauaufwärts gelegenen historischen Stadtteil Zemun (deutsch auch Semlin), zur Zeit der Türkenkriege eine habsburgische Donaustadt und heute Gemeinde von Belgrad, zusammengewachsen. In Zemun wurde 2014 die Mihajlo-Pupin-Brücke als zweite Donaubrücke eröffnet.

### Topografie

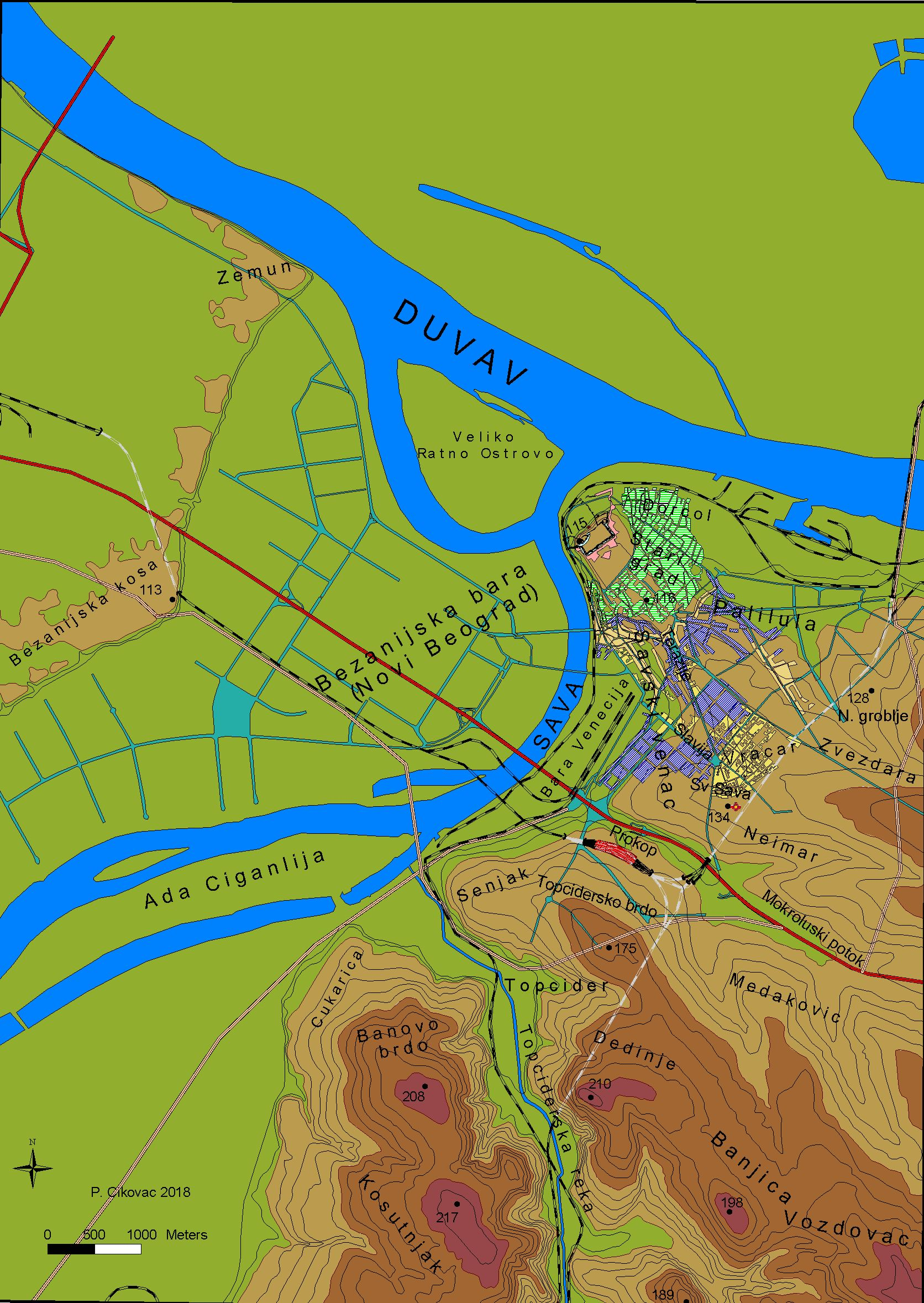
Topographie, Relief und Toponyme Belgrads

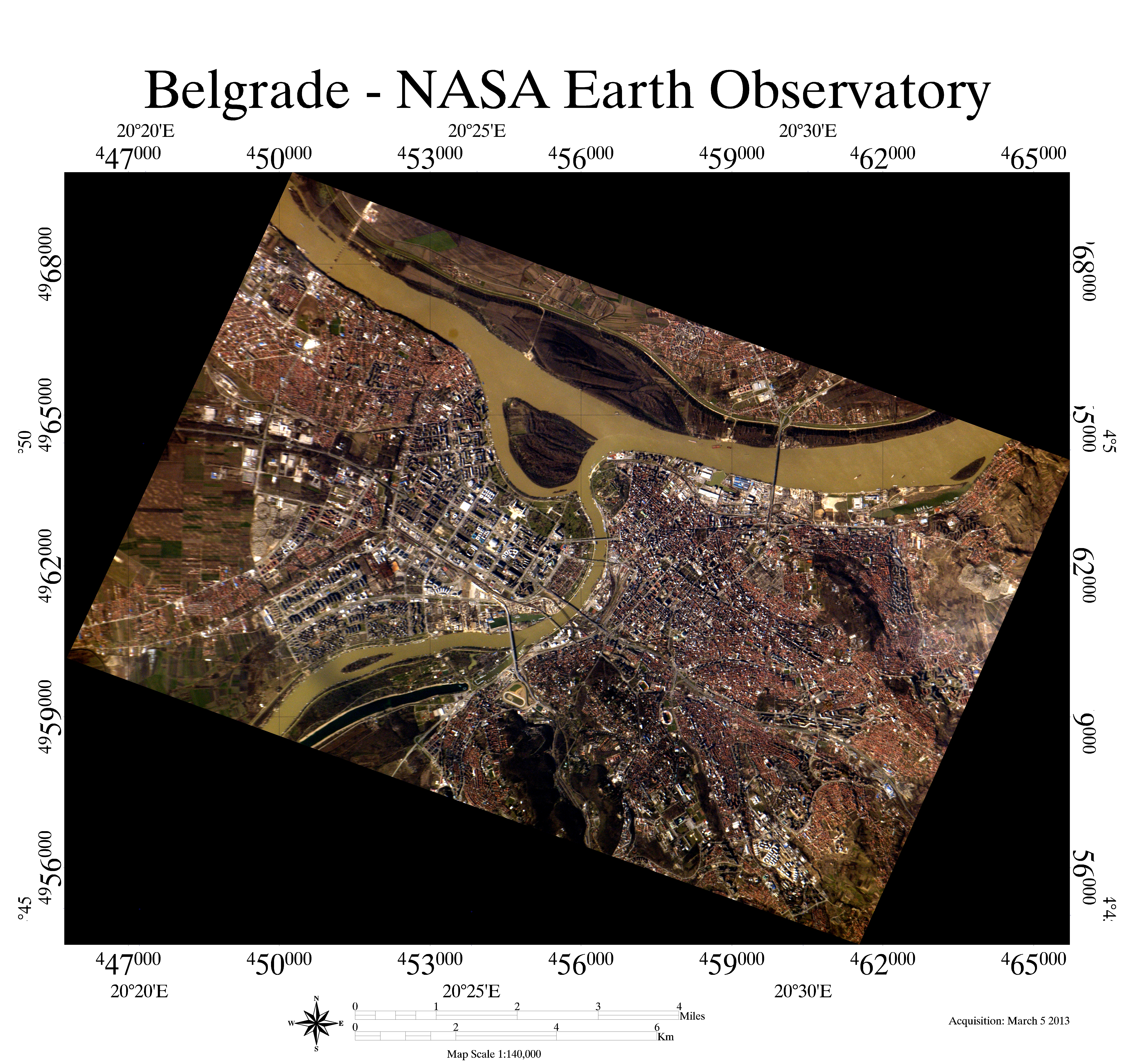
Belgrad in einer Aufnahme von der ISS (Aufnahmedatum: 5. März 2013)

Belgrad breitet sich über die am linken Ufer der Save und Donau gelegenen Ebenen des Banats und Syrmiens, mit ihren großen Getreide- und Maisfeldern, und auf dem rechtsseitig liegenden, waldreichen hügeligen Mittelgebirge der Šumadija, mit ihren Obst- und Weingärten, aus.
Die Altstadt Stari Grad und die Festung liegen auf den 115 m. i. J. hohen nordwestlichsten Ausläufern des Terazije Plateaux der Šumadija 50 Meter über der Savemündung, die ihrerseits nur 71 Meter über dem Meeresspiegel liegt. Als amtliche Durchschnittshöhe Belgrads gilt die Höhe der Wetterwarte mit 132 m. i. J. Die strategisch günstige Position der Festung von Belgrad ist durch ihre Lage am aus Kalksteinen aufgebauten Steilhang über Save- und Donauniederung gegeben. Das ca. 300 m breite Terazije-Plateau zieht von der Festung in 4 km Länge zum Vračar-Hügel und bildete das eigentliche Kerngebiet der zivilen Entwicklung der Stadt. Nach Süd-Osten wird die Altstadt durch den Tal-Einschnitt des Mokroluški potok eingegrenzt. Der rechtsseitige Talhang des Mokroluški potok bildete seit dem 18. Jahrhundert aus der Befestigung im sogenannten „Laudanov-šanac“ (Schanze des Laudon) die eigentliche engere Stadtgrenze innerhalb derer sich das zivile Leben der in einzelne Mahalen gegliederten Stadt vollzog. Außerhalb dieses Verteidigungsrings bildeten sich periphere Mahalen der Roma, insbesondere Sava-mala in der „Bara Venecija“ sowie Jatagan-mala im Mokroluški potok. Nach Osten und Süden wird das Relief der Stadt lebendiger, Taleinschnitte und sanfte Berghänge des Topčidersko brdo und Dedinje werden durch die Residential-Komplexe der serbischen Könige und Jugoslawischen Präsidenten, sowie Košutnjak und Banjica durch große Militär-Kasernen geprägt.
Die 350 m breite Sava sowie die über 500 m breite Donau waren über Jahrhunderte wesentliche Entwicklungsgrenzen der Stadt, insbesondere als das linksseitige Save-Ufer auch durch die weitläufigen Sümpfe der Bežanijska bara erst durch Melioration Mitte des 20. Jahrhunderts siedlungsfähig gemacht wurde. Die einförmigen alluvialen Ebenen der Save und Donauauen werden durch den 20–25 Meter hohen Steilhang der äolischen Löss-Terrasse der Bežanijska kosa strukturiert. Das Löss-Plateau bildete von Westen die Grenze zur alluvialen Überschwemmungszone. Auf ihr entstand schon als antike Gründung die Schwesterstadt Belgrads, Zemun.
Der landschaftliche Gegensatz zwischen der Niederung der Überschwemmungsebene und den von Flüssen und Hügeln zerteilten Flächen innerhalb des Stadtgebietes bewirkt ein abwechslungsreiches Relief. Namentlich verlaufen hier die Flüsse und Bäche Topčiderska reka, Željeznička reka, Ostružnička reka, Mirijevski potok, Kummodražki potok, Mokroluški potok, Bolečica und die Bergrücken der Šumadija (Banovo brdo, Lekino brdo, Topčidersko brdo, Kanarevo brdo, Julino brdo, Petlovo brdo, Zvezdara, Vračar und Dedinje). Als wesentlichster Tal-Einschnitt in der Berglandschaft Belgrads entwässert die Topčiderska reka die Erhebungen der Šumadija im Kosmaj (628 m) und Avala (511 m). Sie ist mit dem Einschnitt des Mokroluški potok das wichtigste kommunikative Ein-/Ausfallstor Belgrads.
Somit prägen kleinräumige Kammerung und weitläufige Überschwemmungszonen sowie relativ große Höhenunterschiede die Stadt. Das höchstgelegene Gebäude, die Dreifaltigkeitskirche auf dem 303,1 Meter hohen Torlak (Voždovac), erhebt sich mehrere hundert Meter über dem mit 70,15 m tiefstgelegenen Punkt, der Insel Ada Huja an der Donau. Der hypsometrische Höhenunterschied beträgt daher im Bezirk maximal 450 Meter und innerhalb der engeren Stadt noch 175 Meter.

### Geologie

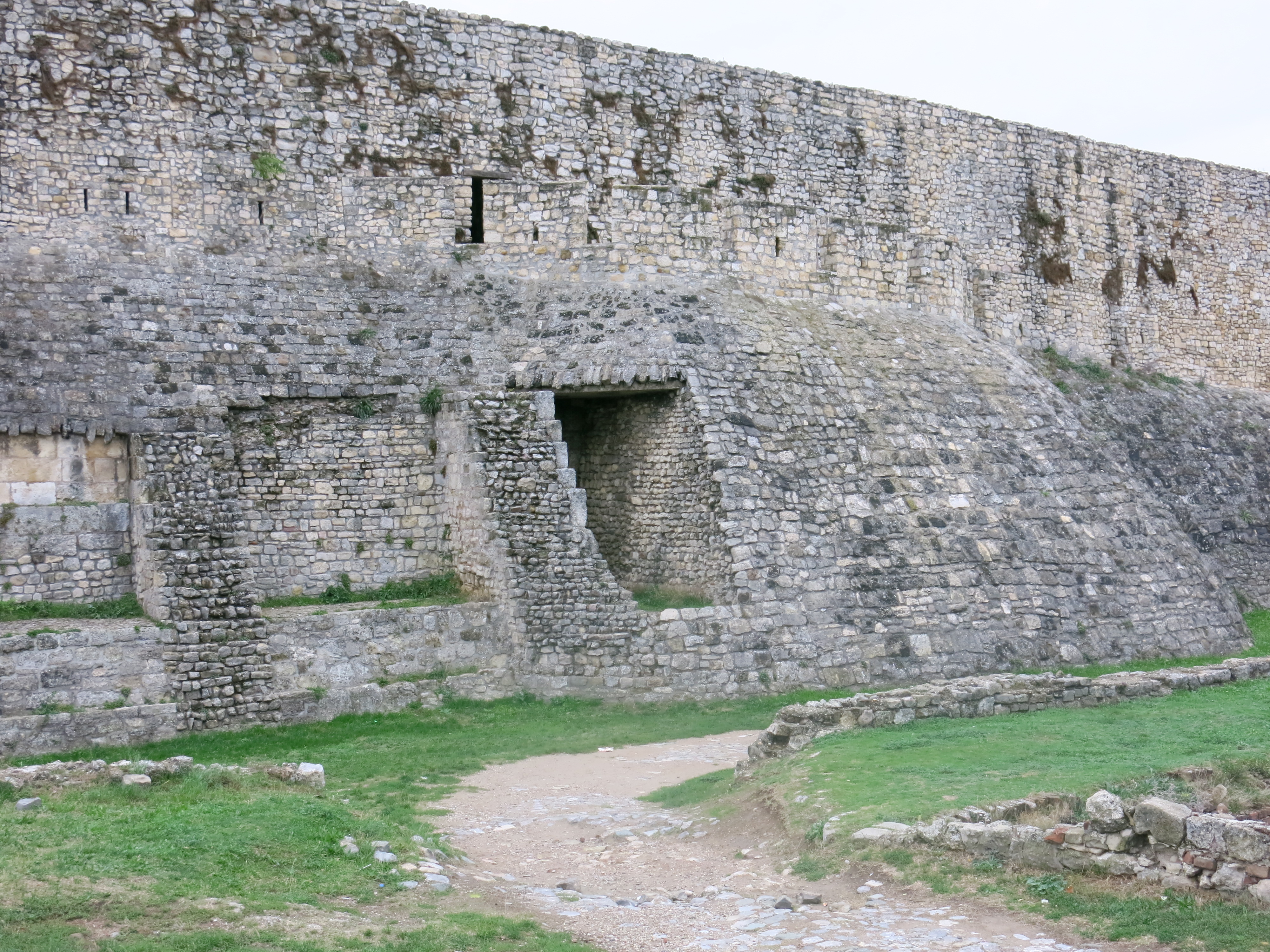
Weißlich-gelbliche Kalksteine des Badeniums sind der älteste Baustein Belgrads. Sie wurden aus dem Steinbruch Tašmajdan beschafft. Hier im Kastron Singidunum (untere Zone) und der mittelalterlichen Burg (obere Zone)

Drei geomorphologisch höhere Einheiten bilden das weitere Stadtgebiet von Belgrad:
- die alluvialen Bereiche an den Niederungsflüssen Sava und Donau in 68 bis 75 m. i. J. Hierüber lagern in Höhen von 80 bis 115 m. i. J. Lösse als Deckschichten, die der „urbanen“ Zone und den als Ebenen ausgebildeten Reliefbestandteilen aufliegen
- der Šumadija-Kamm mit der horstartigen Antikline des „Belgrader Kaps“, die in der Festung von Belgrad abrupt ausklingt. Diese Einheit ist durch fluviale Erosion und Sedimentation stark modifiziert. Proluviale- (Talus) und deluviale- (periglaziale, solifludiale) Decken liegen an den Hängen 25–35 m über alluvialen Niederungen. Diese Einheit ist durch die Avala mit 506 m. i. J. als höchsten Punkt der Stadt begrenzt
- das neogene Becken des Mokri lug. Durch quartärzeitlich gebildete proluviale/deluviale Decken und Lösse bedeckt, liegt es durchschnittlich 120–190 m. i. J., einzelne Bergrücken erreichen noch 250 m. i. J.
Diese geomorphologischen Einheiten differenzieren sich geologisch weiter. In zunehmender Tiefe gliedern sie sich durch ansteigende geologische Komplexität.
Das Stadtzentrum Belgrads gehört zur zentralen Vardar-Subzone, die mit dem Šumadija-Kamm im „Belgrader Kap“ ausklingt. Älteste Fazien der Šumadija bauen sich aus kreidezeitlich-jurassischen Kalksteinen und klastische Sedimenten des Mesozoikums auf. Hierüber lagern klastische Sedimente (Sandsteine, Tonsteine, Mergel, Tonmergel, Schiefer) und Kalksteine des Neogens. Deckschichten bestehen aus alluvialen, marschigen, proluvial-diluvialen und äolischen Sedimenten. Äolische Lösse lagern u. a. als bis zu 15 m mächtige Schichten (im Durchschnitt 3–6 m) dem Altstadtzentrum auf.
Das Territorium Belgrads bildete sich im Neogen überwiegend aus den Serien der Paratethys. Die ältesten Schichten sind Stufen des Badenium, einer Phase der Paratethys vor über 15 Millionen Jahren. Im Badenium bestand hier ein warmes und flaches Salzmeer. Hieraus entstammen die gebankten Kalke der Belgrader Höhenrücken in der Festung und im Tašmajdan für die Rotalgen und Moostierchen charakteristisch sind. Im Raum nordwestlich des Tašmajdan lagern weiß-gelbliche Badener Kalksteine. Sie bedecken die Altstadt von der Belgrader Festung, über Slavija und bis zur Čubura, der Anlegestelle der Save über Kalemegdan, Zoologischer Garten und Straße des Gavrilo Princip (Ul. Gavrila Principa). Im Tašmajdaner Kalkstein-Steinbruch fand sich der Grundbaustein des alten Belgrad wie der mittelalterlichen Burg. Als Aufschluss steht er an der Festung sowie im Park Tasmajdan oberflächlich an, an einigen zentralen Straßen – Krunska, Kumanovska, Georgi Dimitrova, Borska – unmittelbar unterhalb des Asphalts, liegt er dann in bis zu 40 m Tiefe (Kosovoska ul.) und tritt anschließend am Tašmajdan wieder hervor.
Während des Sarmatiums erfuhr die Paratethys vermehrt Zufuhr von Süßwasser, die Salinität sank, was sie in ein brackiges Meer umwandelte. Die Meeresfauna starb großteils aus, es dominierten Schnecken, Krustentiere und Fische. Die Kalksteine des Sarmatiums sind in Belgrad daher oft von sichtbaren Kalkschalen dominiert. Sie sind die einzigen verkarstungsfähigen Karbonatgesteine im Belgrader Stadtgebiet. Einige flache Dolinen sowie früher noch vorhandene kurze Höhlen kamen in diesen vor. Durch anthropogene Überformung wurden sie wie die ehemaligen Ponore einzelner Dolinen völlig degradiert und zugeschüttet. In Kalken des Sarmatiums wurden einige Belgrader Straßentunnel, wie in der Belgrader Umgehungsstraße (Senjak-Tunnel), angelegt. Auch das höchste Hochhaus im alten Stadtgebiet, die Beograđanka, fundiert in Kalken des Sarmatiums. Sie sind allgemein nur gering mächtig. Einrichtungen der unterirdischen militärischen Infrastruktur wie die Kommandozentrale der integrierten Luftverteidigung (VOJIN) in Straževica sowie der Kommandostelle des Generalstabs im Objekt Karaš in der Kaserne Topčider wurden daher in mächtigeren mesozoischen Jurakalken der Šumadija angelegt.
Oberhalb des Sarmatiums lagern neogene Tonmergel und Mergel des Pannoniums. Im Pannonium trennte sich das Pannonischen Meer im Bereich des Eisernen Tors von der Paratethys. Es bildete sich der Süßwasser-Binnensee des Pannonischen Meeres. Der Rest der Sarmatischen Meeresfauna starb aus. Die oberen Mergel des Pannoniums sind stark ausgelaugt, als hydrologischer Kollektor führen sie Grundwasser. Der darunter liegende als hydrologischer Isolator fungierende unausgelaugte Mergelstein war im Bau der Durchmesserlinien im Belgrader Eisenbahnknoten und von über 6 km langen Tunneln (Vračar- und Dedinje-Tunnel) sowie der tiefliegenden unterirdischen Eisenbahnstation (Bahnhof Vukov spomenik) von großer Bedeutung.
Den sarmatischen Tonmergeln und Mergel liegt eine im Durchschnitt 3–6 m, lokal 10–15 m mächtige Lössschicht des Quartärs auf. Sie stammt aus dem frühen Pleistozän (850.000 a BP). Die mächtigen Lössschichten des südlichen Pannonien wurden während der Eiszeiten als äolisches Sediment abgelagert. In Belgrader ist der Löss oberflächlich durch Bildung von Schwarzerde, Mergel des Pannoniums durch die Braunlehm gekennzeichnet.

### Hydrologie

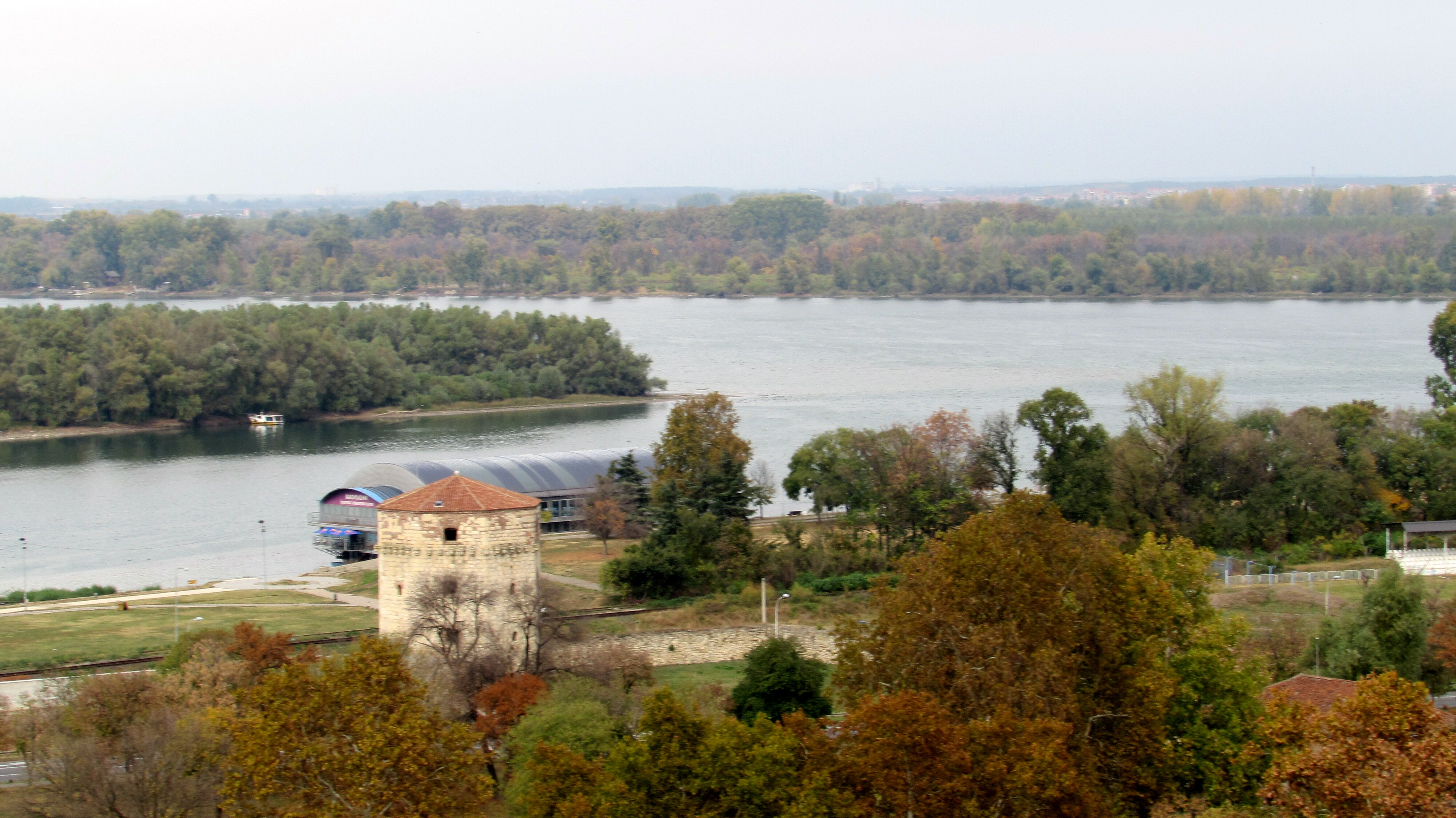
Mündung der Save in die Donau in Belgrad

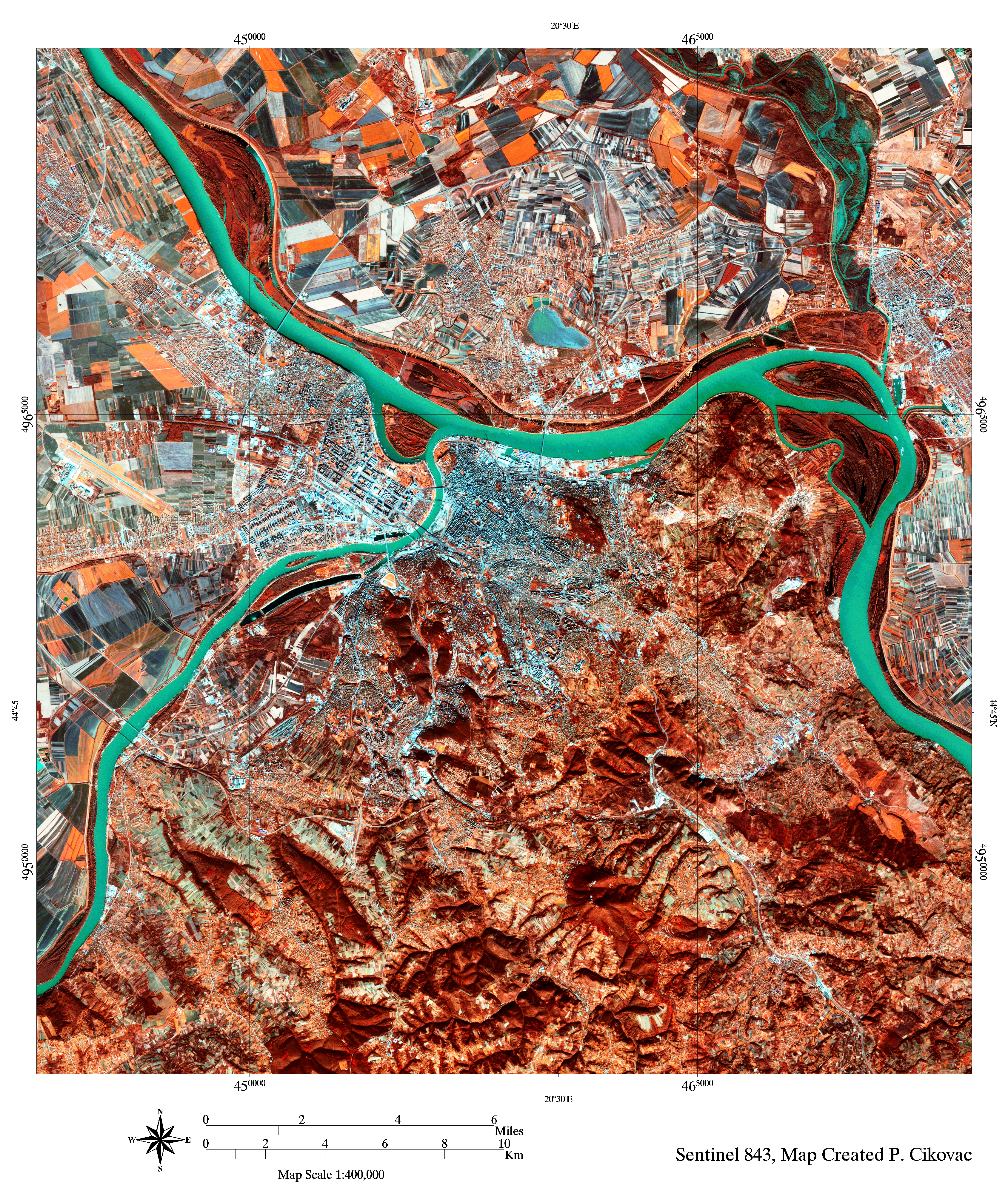
Hydrologische Situation Belgrads am Zusammenfluss zweier Tieflandströme

Von Stari Banovci bis Grocka fließt die Donau im Stadtgebiet Belgrads auf einer Länge von 60 Kilometer. Sie gilt als hochgradig verschmutzt (Stand 2024), da Belgrad die einzige Millionenstadt Europas ohne Kläranlage ist. Die Fäkalien der Metropole fließen durch fast 100 Abflussrohre in die Donau oder werden aus den städtischen Lastwagen dorthin gebracht und ins Wasser gekippt. Hinzu kommt eine signifikant hohe Belastung durch Röntgenkontrastmittel, Antibiotika und Arzneimittelrückstände, die hier in höherer Konzentration nachweisbar sind als irgendwo anders im Verlauf des Flusses.
Die Save, die in Belgrad in die Donau mündet, erstreckt sich von Obrenovac bis zur Mündung auf einer Länge von 30 Kilometer. Auf 60 Flusskilometern liegen 16 Inseln, deren bekannteste Ada Ciganlija, Veliko ratno ostrvo (Große Kriegsinsel) und Gročanska Ada (Grocka-Insel) sind. An einem abgetrennten Flussarm der Save, 5 Kilometer südwestlich des Stadtzentrums, befindet sich der Belgrader Stadtstrand – das Kupalište.
Die Hydrologie im Stadtgebiet ist sehr vielfältig. Sie ist einerseits geprägt von sehr durchlässigen Sedimentakkumulationen im Überschwemmungsbereich der Tieflandströme und andererseits von kaum durchlässigen, sehr dichten äolischen Lössen. Weiterhin trifft man auf eine in Kalksteinen entwickelte unterirdische Karsthydrologie.

### Stadtgliederung
Die Stadt Belgrad (serbisch Град Београд Grad Beograd) hat innerhalb der Verwaltungsbezirke Serbiens einen Sonderverwaltungsstatus. Unter den 17 Stadtbezirken besitzen zehn den Status von Stadtgemeinden (serbisch Градска општина Gradska opština), sieben den Status von Vorstadtgemeinden (serbisch Приградска општина Prigradska opština). Die Stadtgemeinden sowie der Bezirk der Stadt Belgrad sind Einheiten mit lokaler Selbstverwaltung, die Vorstadtgemeinden haben ein höheres Niveau der lokalen Selbstverwaltung. Die meisten Gemeinden liegen südlich der Save und der Donau. Drei Gemeinden (Zemun, Novi Beograd und Surčin) befinden sich auf der nördlichen Seite der Save, während die Gemeinde Palilula beide Seiten der Donau einnimmt.
| \| Gemeinde \| Fläche (km²) \| Einwohner (1991) \| Einwohner (2002) \| Einwohner (2011) \| Stadt/ Vorstadtgemeinde \| \| ------------ \| ------------ \| --------------------------- \| ---------------- \| ---------------- \| ----------------------- \| \| Barajevo \| 213 \| 20.846 \| 24.641 \| 27.036 \| Vorstadtgemeinde \| \| Čukarica \| 156 \| 150.257 \| 168.508 \| 179.031 \| Stadtgemeinde \| \| Grocka \| 289 \| 65.735 \| 75.466 \| 83.398 \| Vorstadtgemeinde \| \| Lazarevac \| 384 \| 57.848 \| 58.511 \| 58.224 \| Vorstadtgemeinde \| \| Mladenovac \| 339 \| 54.517 \| 52.490 \| 53.050 \| Vorstadtgemeinde \| \| Novi Beograd \| 41 \| 218.633 \| 217.773 \| 212.104 \| Stadtgemeinde \| \| Obrenovac \| 411 \| 67.654 \| 70.975 \| 71.419 \| Vorstadtgemeinde \| \| Palilula \| 451 \| 150.208 \| 155.902 \| 170.593 \| Stadtgemeinde \| \| Rakovica \| 31 \| 96.300 \| 99.000 \| 108.413 \| Stadtgemeinde \| \| Savski Venac \| 14 \| 45.961 \| 42.505 \| 38.660 \| Stadtgemeinde \| \| Sopot \| 271 \| 19.977 \| 20.390 \| 20.199 \| Vorstadtgemeinde \| \| Stari grad \| 5 \| 68.552 \| 55.543 \| 48.061 \| Stadtgemeinde \| \| Surčin \| 285 \| war bis 2004 Teil von Zemun \| 14.292 \| 42.012 \| Vorstadtgemeinde \| \| Voždovac \| 148 \| 156.373 \| 160.768 \| 157.152 \| Stadtgemeinde \| \| Vračar \| 3 \| 67.438 \| 58.386 \| 55.463 \| Stadtgemeinde \| \| Zemun \| 138 \| 176.158 \| 191.645 \| 166.292 \| Stadtgemeinde \| \| Zvezdara \| 32 \| 135.694 \| 132.621 \| 148.014 \| Stadtgemeinde \| \| Belgrad \| 3.211 \| 1.552.151 \| 1.576.124 \| 1.639.121 \| Metropolregion \| |              |                             |                  |                  |                         |
| Gemeinde | Fläche (km²) | Einwohner (1991)            | Einwohner (2002) | Einwohner (2011) | Stadt/ Vorstadtgemeinde |
| Barajevo | 213          | 20.846                      | 24.641           | 27.036           | Vorstadtgemeinde        |
| Čukarica | 156          | 150.257                     | 168.508          | 179.031          | Stadtgemeinde           |
| Grocka | 289          | 65.735                      | 75.466           | 83.398           | Vorstadtgemeinde        |
| Lazarevac | 384          | 57.848                      | 58.511           | 58.224           | Vorstadtgemeinde        |
| Mladenovac | 339          | 54.517                      | 52.490           | 53.050           | Vorstadtgemeinde        |
| Novi Beograd | 41           | 218.633                     | 217.773          | 212.104          | Stadtgemeinde           |
| Obrenovac | 411          | 67.654                      | 70.975           | 71.419           | Vorstadtgemeinde        |
| Palilula | 451          | 150.208                     | 155.902          | 170.593          | Stadtgemeinde           |
| Rakovica | 31           | 96.300                      | 99.000           | 108.413          | Stadtgemeinde           |
| Savski Venac | 14           | 45.961                      | 42.505           | 38.660           | Stadtgemeinde           |
| Sopot | 271          | 19.977                      | 20.390           | 20.199           | Vorstadtgemeinde        |
| Stari grad | 5            | 68.552                      | 55.543           | 48.061           | Stadtgemeinde           |
| Surčin | 285          | war bis 2004 Teil von Zemun | 14.292           | 42.012           | Vorstadtgemeinde        |
| Voždovac | 148          | 156.373                     | 160.768          | 157.152          | Stadtgemeinde           |
| Vračar | 3            | 67.438                      | 58.386           | 55.463           | Stadtgemeinde           |
| Zemun | 138          | 176.158                     | 191.645          | 166.292          | Stadtgemeinde           |
| Zvezdara | 32           | 135.694                     | 132.621          | 148.014          | Stadtgemeinde           |
| Belgrad | 3.211        | 1.552.151                   | 1.576.124        | 1.639.121        | Metropolregion          |

Quelle: Stadt Belgrad

## Klima
Belgrad liegt direkt auf dem 45. Grad nördlicher Breite. Es herrscht ein gemäßigtes kontinentales Klima mit den für Europa üblichen vier Jahreszeiten. Der Herbst stellt sich als typischer Altweibersommer ein und hat längere Sonnentage und wärmere Zeitabschnitte als der Frühling. Für die Situation im Winter ist ein kalter Nordost-Wind, die Košava, charakteristisch. Sie dauert jeweils zwei bis drei Tage mit Durchschnittsgeschwindigkeiten von 25 bis 43 km/h, doch es können in Böen auch maximale Geschwindigkeiten bis zu 130 km/h vorkommen. Als größter „Luftreiniger“ Belgrads hat sie eine besondere bioklimatische Funktion.
In der CLINO-Periode 1961 bis 1990 betrug die jährliche Durchschnittstemperatur 11,9 °C. Die wärmsten Monate sind Juli (21,7 °C) und August (21,3 °C). Als kältester Monat verzeichnet der Januar eine Durchschnittstemperatur von 0,4 °C. 62 Tage im Jahr sind Frost- und 25 tropische Tage. Der Frühling ist kurz und regnerisch. Der Übergang zum heißen Sommer erfolgt plötzlich, denn schon im März werden positive Einstrahlungswerte erreicht.
Im Mittel scheint die Sonne an 2025 Stunden im Jahr. Die tägliche Sonneneinstrahlung beträgt im Juli 9,2 Stunden, 8,2 im Juni und 8,6 im August, während das Minimum im Dezember 2 Stunden aufweist. Schneefalltage sind an 33,7 Tagen bei einer Schneedeckendauer von 42,7 Tagen zu verzeichnen. Die Höhe der Schneedecke beträgt dabei zwischen 14 und 25 Zentimetern.
Als Extremwerte der seit 1888 erfolgten meteorologischen Aufzeichnung wurden −26,2 °C am 10. Januar 1893 sowie 42 °C am 12. August 1921 und am 9. September 1946 gemessen. Im Messzeitraum 1888–2003 wurden nur zwölf Tage mit Temperaturen über 40 °C registriert.
Die Niederschläge haben im Frühsommer ihr Maximum. Im Jahresdurchschnitt fallen 685 mm/m².
|                       | Jan  | Feb  | Mär  | Apr  | Mai  | Jun  | Jul  | Aug  | Sep  | Okt  | Nov  | Dez  |   |      |
| Mittl. Tagesmax. (°C) | 2,9  | 5,4  | 11,0 | 17,5 | 22,5 | 26,0 | 28,3 | 28,1 | 24,3 | 17,6 | 10,5 | 5,4  | ⌀ | 16,7 |
| Mittl. Tagesmin. (°C) | −3,2 | −1,9 | 2,1  | 7,3  | 12,0 | 15,1 | 16,9 | 16,9 | 13,2 | 8,2  | 3,9  | −0,2 | ⌀ | 7,6  |
|                       |      |      |      |      |      |      |      |      |      |      |      |      |   |      |
| Niederschlag (mm)     | 48   | 46   | 49   | 56   | 75   | 95   | 67   | 53   | 51   | 42   | 55   | 57   | Σ | 694  |
|                       |      |      |      |      |      |      |      |      |      |      |      |      |   |      |
| Sonnenstunden (h/d)   | 2,3  | 3,1  | 4,6  | 6,1  | 7,2  | 8,4  | 9,4  | 8,8  | 7,3  | 5,6  | 3,0  | 2,0  | ⌀ | 5,7  |
|                       |      |      |      |      |      |      |      |      |      |      |      |      |   |      |
| Regentage (d)         | 8    | 8    | 9    | 10   | 10   | 10   | 7    | 8    | 6    | 6    | 9    | 8    | Σ | 99   |
|                       |      |      |      |      |      |      |      |      |      |      |      |      |   |      |
| Luftfeuchtigkeit (%)  | 82   | 77   | 66   | 60   | 63   | 65   | 63   | 62   | 66   | 70   | 78   | 81   | ⌀ | 69,4 |

| −3,2 |

| −1,9 |

| 2,1 |

| 7,3 |

| 12,0 |

| 15,1 |

| 16,9 |

| 16,9 |

| 13,2 |

| 8,2 |

| 3,9 |

| −0,2 |

| −3,2 |

| −1,9 |

| 2,1 |

| 7,3 |

| 12,0 |

| 15,1 |

| 16,9 |

| 16,9 |

| 13,2 |

| 8,2 |

| 3,9 |

| −0,2 |

## Geschichte

### Vor- und Frühgeschichte
Das Gebiet am Zusammenfluss von Save und Donau war seit der Mitte bis zum späten Paläolithikum besiedelt. Die neolithische Vinča-Kultur wurde nach einem Belgrader Vorort benannt.

### Antike

#### Thraker und Kelten
Vom 6. bis zum 4. Jahrhundert v. Chr. wanderten thrakische und skythische Stämme ein, die eine erste Befestigung im 3. Jahrhundert v. Chr. anlegten. Später kamen keltische und illyro-thrako-keltische Stämme, die Skordisker, die durch die römische Erwähnung um 279 v. Chr. belegt sind. Die Römer latinisierten den Namen Singidun zu Singidunum, was wahrscheinlich runde Festung oder runde Stadt bedeutet.

#### Römer

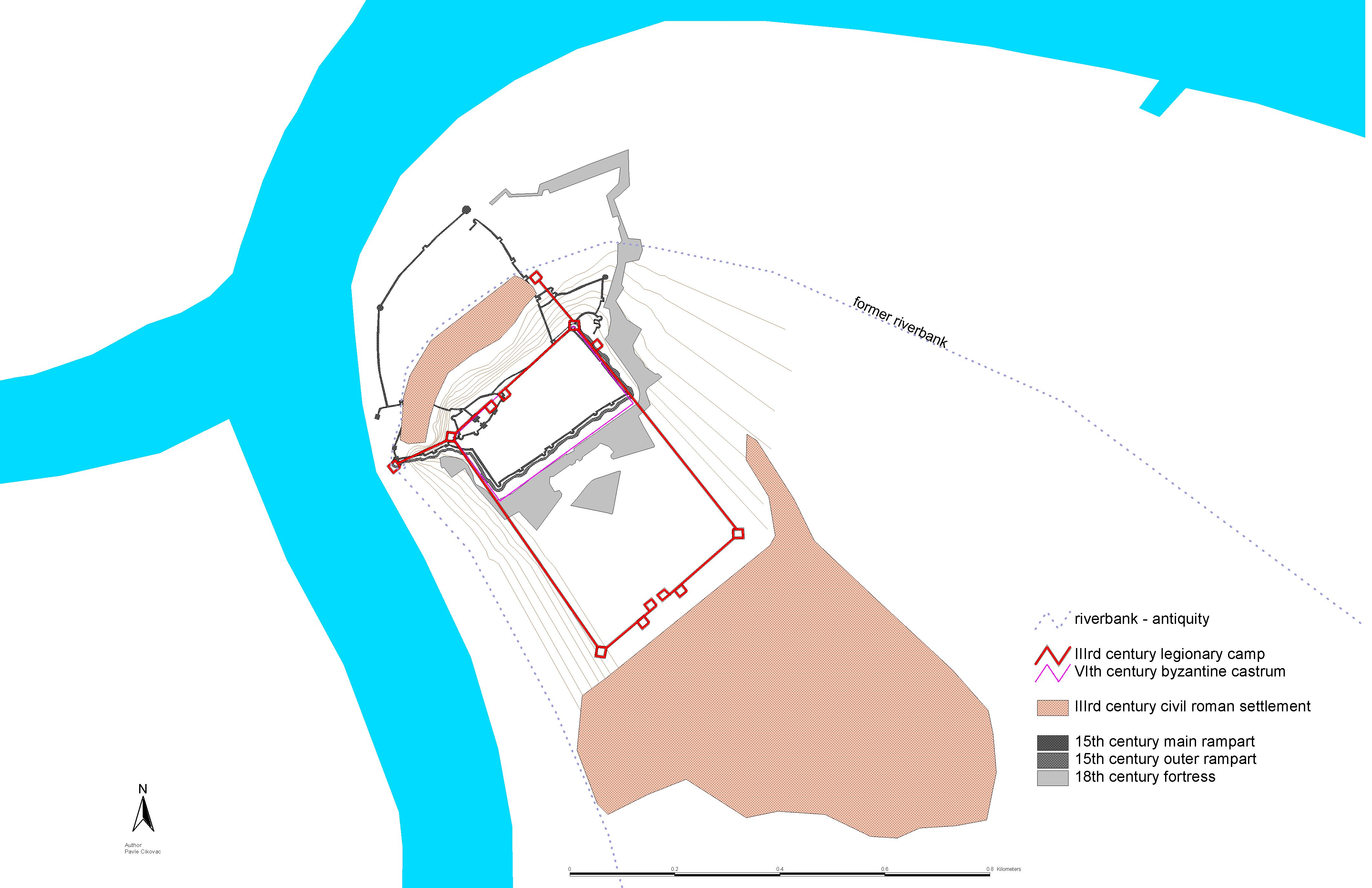
Lage Singidunums und der Legio IIII Flavia Felix

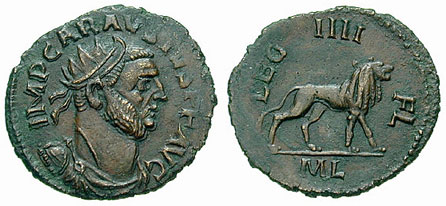
Ein Antoninianus unter Carausius geprägt. Auf der Rückseite findet sich der Löwe, das Symbol der Legio IV. Flavia Felix und die Inschrift LEG IIII FL.

Kušadak-Kamee („Belgrader Kameo“): Triumphierender Imperator zu Pferde über gefallenen Barbaren, Ende IV. Jh., Serbisches Nationalmuseum

Im 1. Jahrhundert v. Chr. eroberten die Römer die Gebiete bis zur Donau. Neben Sirmium und Viminatium bildete Singidunum einen wichtigen strategischen Punkt an der Via Militaris und dem danubischen Limes. Durch die 86 n. Chr. zur Verstärkung der Reichsgrenzen nach Singidunum verlegte Legio IV. Flavia Felix erlebte die Römerstadt ihre Blütezeit, die durch Kaiser Hadrian in der Ernennung zum Municipium und später auch im Rang einer Colonia durch die Ansiedlung von Veteranen noch an Bedeutung gewann.

#### Byzanz
Singidunum war nach der Reichsteilung im Jahr 395 nordwestlicher Grenzposten des östlichen Imperiums und wurde während der Völkerwanderung häufig durch die barbarischen Völker heimgesucht. Die Stadt fiel 441 an die Hunnen und wurde später durch die Völker der Sarmaten, Ostgoten und Gepiden während deren Umherziehens verwüstet.
Nach 510 war Singidunum in das konsolidierte Byzantinische Reich eingegliedert, das mit der von Justinian I. betriebenen Restauratio imperii den Donaulimes absicherte. Die im Brennpunkt stehende Stadt Singidunum wurde dabei in Form eines wesentlich verkleinerten, aber mit starken Mauern befestigten byzantinischen Kastrons innerhalb des alten aufgegebenen Legions-Standlagers (Castra) erneuert. Die awaro-slawische Eroberung von Sirmium bedeutete für Singidunum die Einbindung in die Abwehrkämpfe der Balkanfeldzüge des Maurikios. Die Stadt war in der Zeit Operationsbasis der römischen Armee.

### Mittelalter

#### Slawen
Letztlich konnte die Landnahme der Slawen auf dem Balkan ab 612 nicht verhindert werden, wenngleich Singidunum bis 625 einen römischen Festungskommandanten hatte. Der Name Beograd (štokavisch seit ca. 1400, zuvor mit silbenschließendem -l: Bel-grad) war seit der Wanderung der Slawen Anfang des 7. Jahrhunderts etabliert. Im Jahr 878 wurde der Name in einem Brief des Papstes Johannes VIII. an den ersten christlichen Knes der Bulgaren Boris I.: episcopus Belogradensis erstmals erwähnt.

#### Zwischen Byzanz und Europa

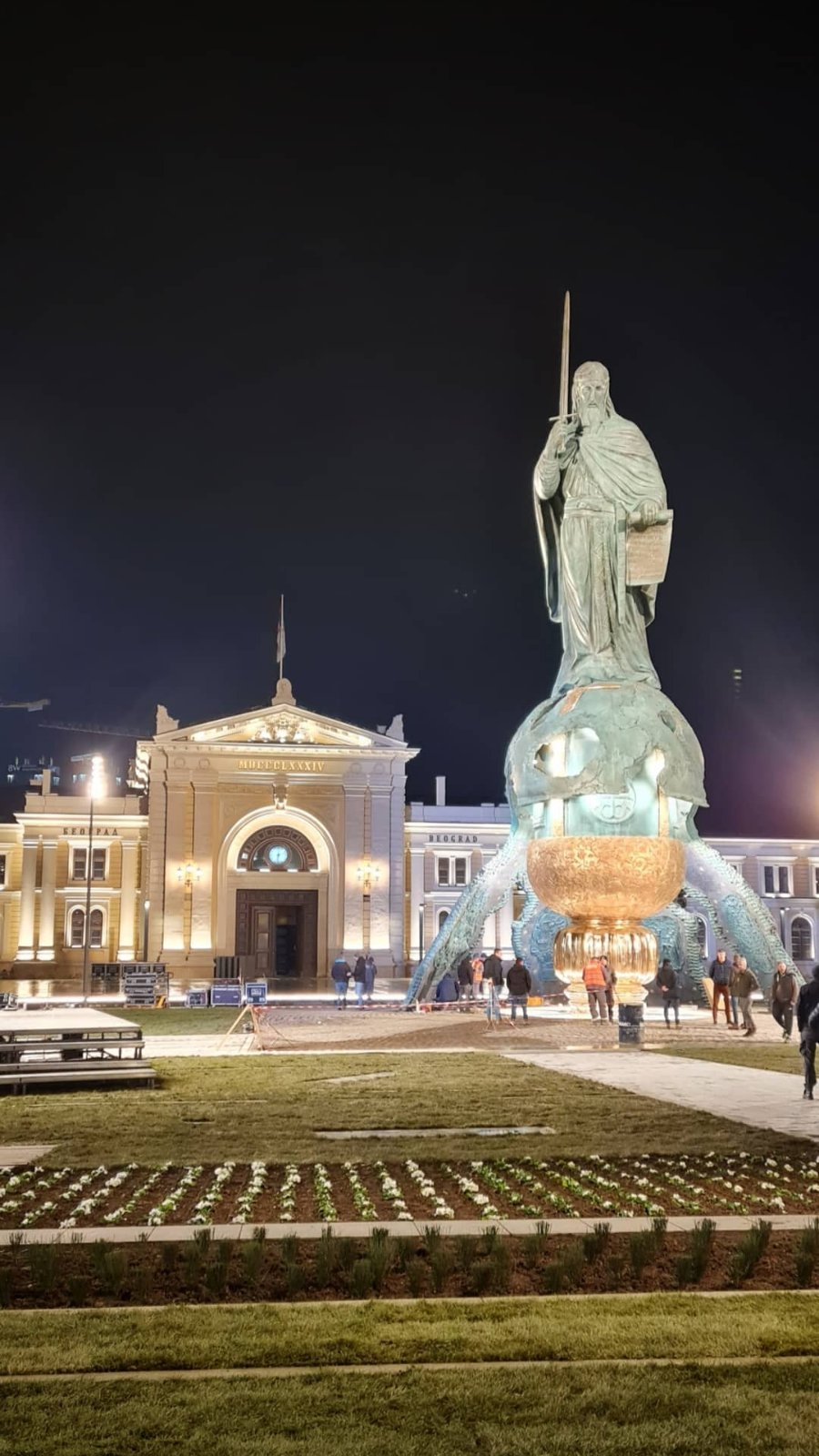
Die 2021 eingeweihte Monumentalstatue Stefan Nemanjas am Savski Trg ist dem Gründer der Nemanjiden-Dynastie und des mittelalterlichen serbischen Reiches gewidmet.

Durch die Grenzlage blieb Belgrad auch im Mittelalter zwischen Byzanz, dem Königreich Ungarn und dem Ersten Bulgarischen Reich umstritten. Im Jahr 1018 verleibte Basileios II. die Stadt dem wiedererstarkten Byzantinischen Reich ein. 1072 belagerten und zerstörten die Ungarn unter Salomon die Stadt, indem sie acht Belagerungsmaschinen gegen die Stadtmauern einsetzten. Baumaterialien der spätantiken Befestigungen wurden ins gegenüberliegende Zemun verbracht. Johannes Kinnamos berichtet, dass die Stadt arg gelitten hatte, jedoch erneuerten die Byzantiner anschließend nochmals die Herrschaft über die Stadt. Aufgrund der inneren Schwäche des Reichs wurden die Befestigungen jedoch nur repariert, aber nicht erneuert. Eine Verteidigung Belgrads stellte die Byzantiner daher vor große Probleme. Als die Kreuzfahrer 1096 vorbeizogen, verließ sich der byzantinische Kommandant nicht auf die Verteidigungsfähigkeit der Mauern Belgrads, sondern zog seine Truppen ins stärker bewehrte Naissus (Niš) nach Süden ab. Nach byzantinischen Quellen ließ Kaiser Manuel I. die Verteidigungsmauern in Form eines Kastrons grunderneuern. Die Arbeiten dauerten mit Unterbrechung bis 1165 an. Byzantinische Armee und Flotte operierten von nun an aus Belgrad gegen das Ungarische Reich. Damit war die Nordgrenze des Reichs gegen Ungarn gefestigt wie Belgrad auch seine geläufige mittelalterliche Bezeichnung Griechisch Weißenburg (in byzantinischen Quellen Βελιγράδον, Veligradon) erhielt. Eine Bezeichnung die noch bis zum 16. Jahrhundert gebräuchlich blieb.
Schon 1154 berichtete der arabische Kartograf Idrisi, dass Belgrad eine lebhafte Stadt mit vielen Kirchen sei. Nach der Schlacht bei Sirmium rang Manuel I. dem ungarischen König Stephan III. im Frieden von Belgrad weitreichende Gebietsverluste ab. Um die Mitte des 12. Jahrhunderts gewannen die Serben an Bedeutung. Stefan Nemanja wurde 1166 von Manuel I. der Titel Großžupan gewährt, und nach Manuels Tod fiel Stefan 1183 zusammen mit dem ungarischen König Béla III. in byzantinisches Gebiet ein und sie eroberten kurzzeitig Belgrad.
Belgrad war während der Kreuzzüge wichtige Station der französischen, deutschen und ungarischen Ordensritter auf dem Weg ins Gelobte Land. Die ersten drei Kreuzzüge führten 1096, 1147 und 1189 durch die Stadt. Auch die Wallfahrt Heinrich des Löwen ins Gelobte Land 1172 führte durch die Stadt. Am 29. Juni 1189 hielt Kaiser Friedrich Barbarossa als erster deutscher Kaiser im damals byzantinischen Belgrad Hof. Er veranstaltete hier für etwa 20.000 Kreuzfahrer ein festliches Ritterturnier, erhob dabei 60 Pagen in den Ritterstand, und erreichte auf der Weiterfahrt auf der Via Militaris am 27. Juli 1189 Niš, wo er mit Stefan Nemanja zusammentraf. Die deutschen Chronisten im Gefolge Heinrich des Löwen und Friedrich Barbarossas gaben erstmals ein Bild von Stadt und Region (Historia de expeditione Friderici imperatoris, Historia Peregrinorum, Chronica regia Coloniensis). Mehr als 700 Jahre danach besuchte auch der letzte deutsche Kaiser, Wilhelm II., die Stadt.

#### Belgrad wird serbische Residenz
König Stefan Dragutin erhielt im Jahr 1268 von seinem Schwiegervater, dem ungarischen König Stephan V., als Mitgift seiner Tochter Katalina (Katharina) mit der Landschaft Mačva auch deren größte Stadt und kirchliches Zentrum Belgrad als Herrschaftsbereich zugesprochen. Damit wurde Belgrad auf friedlichem Weg in den Bestand des serbischen Reichs eingegliedert und erhielt eine serbische Verwaltung. 1276 wurde Dragutin zudem serbischer König, abdizierte jedoch 1282, nachdem er vom Pferd gefallen war, zugunsten seines Bruders Stefan Uroš II. Milutin. Dragutin richtete sich daraufhin aus Belgrad regierend sein eigenes nordserbisches Reich ein, das von 1282 bis 1316 bestand. Ein Besuch der byzantinischen Kaisertochter und serbischen Königin Simonis (Simonida) ist in den Altserbischen Herrscherbiographien ausführlich belegt. Sie besuchte Belgrad 1315 zusammen mit ihrer Schwägerin Katalina in einem prunkvoll geleiteten Zug. Es wird insbesondere berichtet, dass sie mit Andacht in der großen Metroplitankirche vor der wundertätigen Ikone der Allerheiligsten Gottesmutter betete. Die byzantinische Marienikone der Belgrader Muttergottes Hodegetria war über das gesamte Mittelalter Palladium (Beschützerin) Belgrads, die in der Metropoliten-Kirche der Entschlafenen Muttergottes am Nordhang der Festung aufbewahrt wurde. Der Besitz dieser wundertätigen Ikone sowie die Funktion als Sitz eines Metropoliten lassen den Schluss zu, das Belgrad damals schon größere Bedeutung besaß. Die von den Bürgern verehrte Marienikone verblieb hier bis 1521, als sie mit Einwohnern durch Sultan Süleyman nach Istanbul verbracht wurde.
Nach Dragutins Tod fiel Belgrad Milutin zu, doch die Ungarn unter Karl I. entrissen sie ihm im Jahr 1319 wieder.

#### Glanzzeit als Hauptstadt des Serbischen Despotats

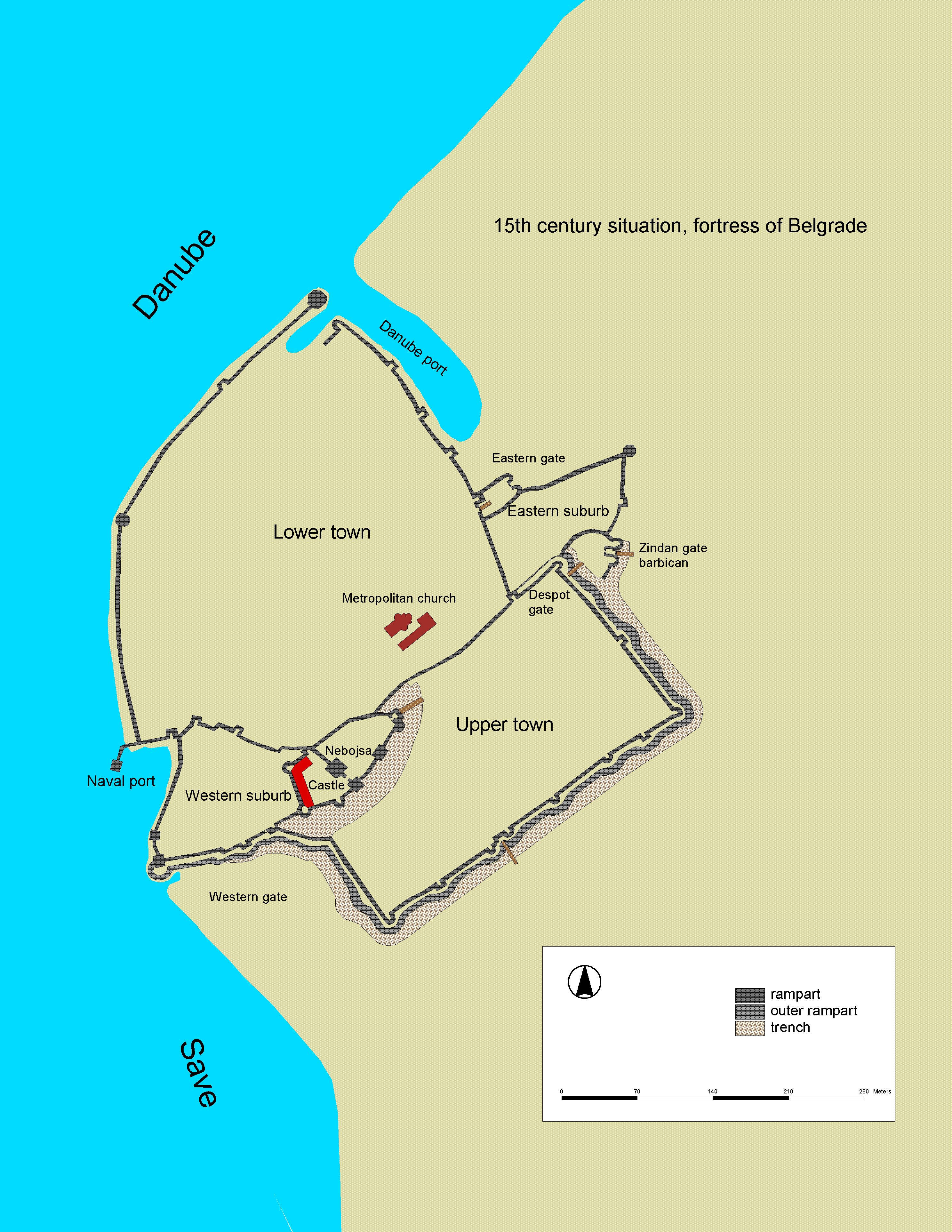
Lage der Festung um 1460

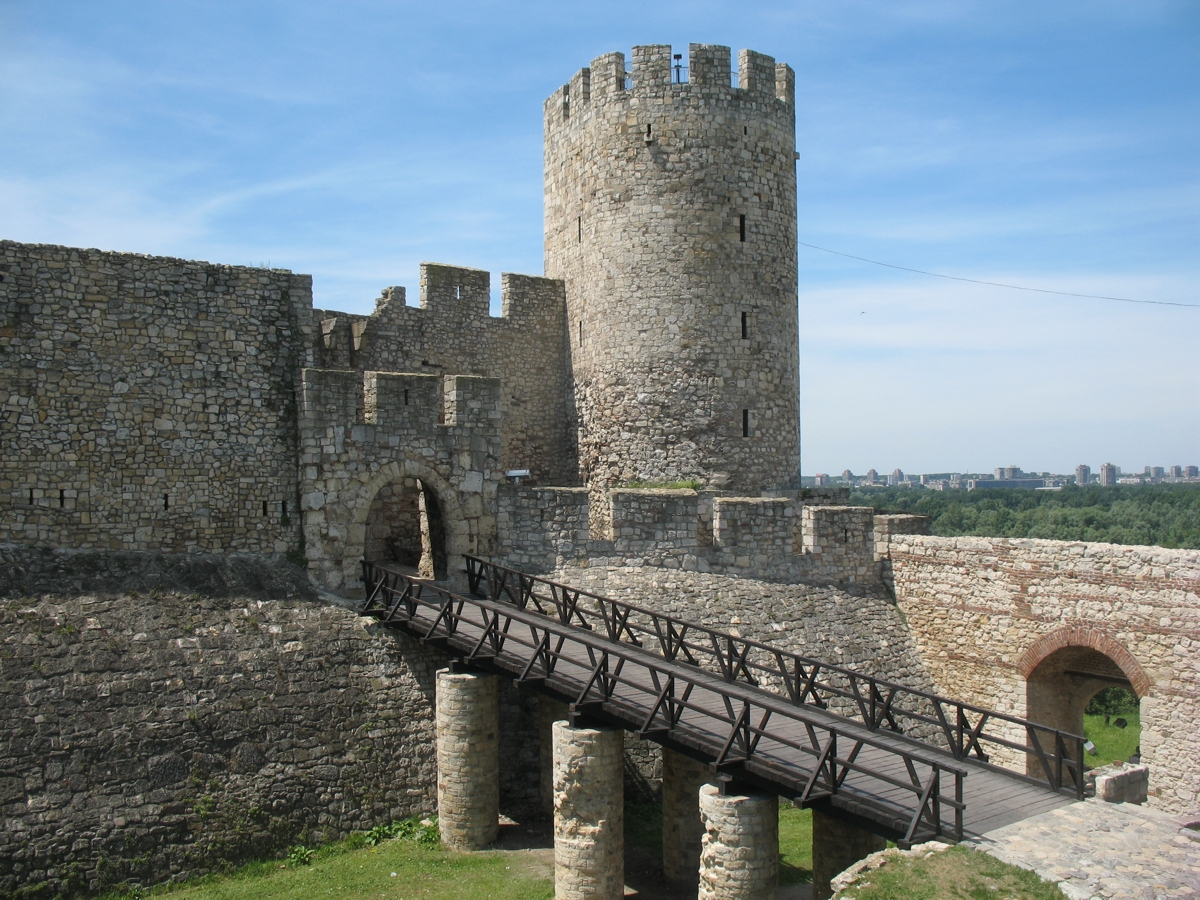
Das Tor des Despoten auf der Nordostseite der Burg war unter Stefan Lazarević Haupteingang der Oberstadt

Aus dem Niedergang des Serbischen Reiches der sich aus den militärischen Niederlagen gegen die Osmanen in der Schlacht an der Mariza und insbesondere auf dem Amselfeld ergeben hatte, verlagerte sich das ursprüngliche serbische Kernland vom Kosovo und dem heutigen Makedonien nach Norden, zuerst an die Morava und später an die Donaugrenze. Stefan Lazarević (1389–1427) konnte, nachdem er als osmanischer Vasall an der Schlacht bei Ankara gegen Timur teilgenommen hatte, die osmanische Suzeränität durch die vernichtende Niederlage von Bayezid I. abstreifen. Vom Byzantinischen Kaiser Manuel II. bekam er während der Rückreise den Ehren-Titel eines Despoten verliehen, der im Rang zweithöchste Titel des byzantinischen Reiches hinter dem Kaiser und nützte das folgende Osmanische Interregnum um seine neue Residenz in ihm von Kaiser Sigismund überlassenen Belgrad einzurichten. Mit Einnahmen aus den reichen Silberbergwerken in Rudnik, Novo Brdo und Srebrenica sowie dem Erzhandel mit Venedig und Ragusa prosperierte das wiedererstarkende Despotat, sodass Stefan Lazarević für seine Residenz eine ambitionierte urbane Matrix zugrunde legte, die als universelles Zentrum in Anlehnung an das Paradigma der Gott geweihten christlichen Metropole Kaiser Konstantins geplant und in ein echtes Neu-Konstantinopel, das in sich selbst Neu-Jerusalem war, in wesentlich kleinerem Maßstab umgesetzt werden konnte.
Der großzügige Ausbau von Stadt, Schloss und sakralen Bauwerken basierte fundamental auf der Idee der Hierotopie, der Übertragung universeller wie regionaler christlicher Reliquien sowie der Weihung der Stadt der Heiligen Maria (wie Konstantinopel). In Anlehnung an die großen Stadt-Archetypen der christlichen Ökumene sollte Belgrad so zu einem neuen Zentrum der Christenheit (umbillicus mundi) werden. Konstantin Kostenezki als wichtigster Zeitzeuge der Glanzzeit der Residenz Despot Stefans beschreibt diese Hierotopie in seiner Lobpreisung Belgrads in der Vita des Despoten Stefan Lazarević mit überschwänglichen Worten: in Parallelen zur archetypischen Darstellung der Sieben Hügel Jerusalems und Konstantinopels, den von „Gott geschützten“ imperialen Palast Konstantinopels und weiteren sakralen Orten, werden Topographie, Lage und Architektur Belgrads mit den bedeutendsten sakralen Plätzen Jerusalems und Konstantinopels gleichgestellt. In der Serbischen Bautradition war dieses hierotopische Konzept Neu-Jerusalems ehemals nur den wichtigsten Klostergründungen der Nemanjiden wie Beispielhaft in Studenica, Žiča und Hilandar oder dem von Fürst Lazar gegründeten Kloster Ravanica vorbehalten, die nationalen Charakter hatten und regionalen Kulten gewidmet wurden.
Dagegen lag dem hierotopischen Konzept Belgrads ein universeller Charakter durch die Übertragung christlicher Reliquien und religiöser Kulte aus Konstantinopel und dem dafür notwendigen Neubau sakraler Orte und Reliquienschreine zugrunde. Sowohl die imperialen Reliquien der Byzantinischen Kaiserin Theophano, die als Beschützerin des serbischen Zepters verehrt wurde, als auch insbesondere die Reliquie des ersten christlichen Römischen Imperators – Kaiser Konstantins des Großen, wurden nach Belgrad verbracht. Möglicherweise waren selbst Reliquien in Bezug zu Maria, der Schutzpatronin der Stadt, die durch die Hodegetria Ikone Belgrads am östlichen Stadttor eine bedeutende visuelle Präsenz besaß, hier aufbewahrt.

„Vom Amselfeld (Kosovo) den Ismailern (Osmanen) Gefangener, bis der Zar der Perser und Tartaren ankommend diese niederschmetterte und mich mit göttlicher Milde aus ihrem Griff frei ließ. Von dort, also, kommend, fand ich bei meiner Rückkehr den berückendsten Platz, wo jeher die große Stadt Beligrad stand und ich sie jetzt zerstört und verlassen fand. Ich entschied sie neu aufzubauen und der Mutter Gottes zu weihen und ihren Bewohnern Freiheit zu schenken.“

Heute findet sich die einstige Belgrader Reliquie der rechten Hand Kaiser Konstantins als Silberreliquiar im Moskauer Kreml. Aus handwerklich reichgeschmückten Silberfiligran gefertigt, stammt sie vom Anfang des 15. Jh. und hat eine Aufschrift die in serbischer Redaktion des Altslawischen verfasst ist. Sie wurde 1558 vom Konstantinopeler Patriarchen dem russischen Zaren Fjodor Iwanowitsch überreicht, stammte jedoch aus der Beute aus der Einnahme Belgrads 1521 durch den osmanischen Sultan Süleyman I. Die hohe Wertschätzung der Reliquie der rechten Hand Kaiser Konstantins zeigt sich auch dadurch, dass sie in Moskau ursprünglich in der Imperialen Palastkirche, der Auferstehungskirche des Kremls, aufbewahrt wurde, dem wichtigsten Reliquienschrein Moskaus.
Die elementar erneuerte Stadt wurde in den 23 Jahren als Residenzstadt damit ein kulturelles und wirtschaftliches Zentrum, in dem sich Händler und Handwerker wie gelehrte und wohlhabende Bürger verschiedener Nationalitäten (Ungarn, Venezianer, Ragusaner) durch Edikte des Despoten (die Bürger, die einen Siegelbrief des Despoten besaßen, waren von vielen Abgaben befreit) ansiedelten. Die Kolonien der Griechen, Zinzaren, Armenier und Ragusaner befanden sich auf einem eigenen Gebiet, dem heutigen Dorćol. In der Stadt entstanden in dieser Zeit das Schloss des Despoten mit der Palastkapelle, eine Bibliothek, die Belgrader Stadtkathedrale Mitropolija mit der Kirche der entschlafenen Muttergottes (Uspenija prečiste Vladičice), die Kirche der Heiligen Petka Paraskeva, das Franziskanerkloster, ein Donauhafen, ein Krankenhaus und eine für Reisende bestimmte Herberge. Die Neubauten waren durch die Erweiterung der Belgrader Stadtmauern und durch Trennung von Ober- (Residenz) und Unterstadt (Zivilstadt) möglich geworden. Der Hof des literarisch aktiven Stefan Lazarević erlebte eine nachdrückliche kulturelle Blüte (Palaiologische Renaissance) und war wichtige Zufluchts- und Sammelstätte orthodoxer Gelehrter, die zur Etablierung einer bedeutenden spätmittelalterlichen Schreibschule (Belgrader Schreibschule) beitrug. In dieser Zeit lebten in Belgrad 40.000–50.000 Einwohner. Zu den bekanntesten Bewohnern gehörte der Neuplatoniker und Hagiograph Stefan Lazarevićs, Konstantin Kostenezki. Konstantin Kostenezki war wichtigster Zeuge der Stadterneuerung und pries in seiner literarisch berühmt gewordenen Lobpreisung Belgrads in der Vita des Despoten Stefan Lazarević dieses als neues Jerusalem: „Und wer hat je beschrieben wie die Lage, Aussehen und Schönheit Belgrads ist! (Stefan) ließ für die Menschen drinnen und draußen viel errichten; diese Bauwerke sind so gewaltig wie Salomons Tempel in Jerusalem: der Schatten der Gebäude fällt auf die Umgebung wie vom babylonischen Turm; und den Hängenden Gärten, … Diese wahrhaft zarenhafteste aller Städte war auch die schönste … und der Despot ließ auch die kaiserliche Residenz auffallend ausschmücken und um die Stadt Gräben und einen zweifachen Wall ziehen.“

### Osmanische Eroberung ab dem 15. Jahrhundert und Türkenkriege

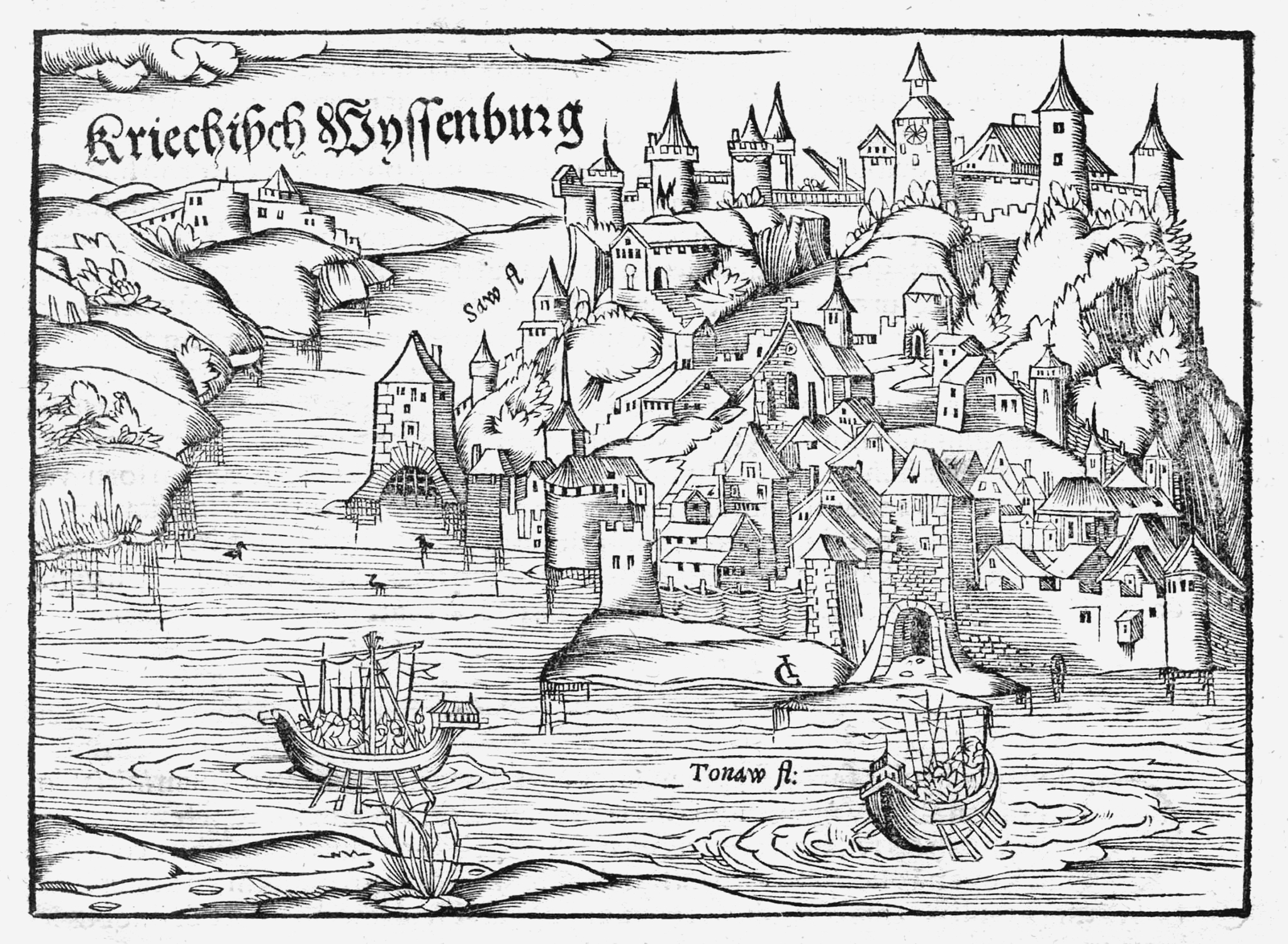
Die Belagerung von Kriechisch W(e)ysseburg 1456, 1545/50

Türkische Miniatur der Belagerung von Belgrad 1456

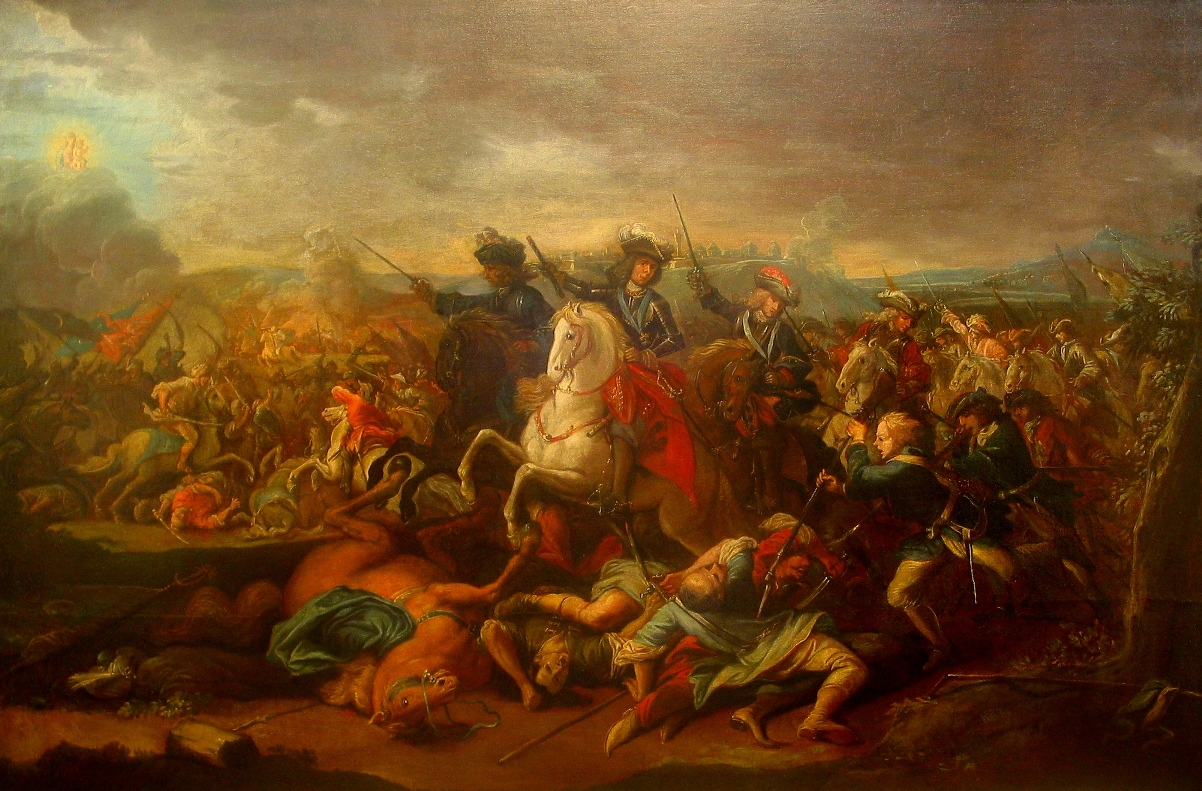
Prinz Eugen in der Schlacht bei Belgrad im Jahr 1717 (HGM)

#### Osmanisches Vordringen zur Donaugrenze
Der Stefan Lazarević nachfolgende Despot, Đurađ Branković, musste Belgrad an den ungarischen König Sigismund zurückgeben. Für Sultan Mehmed II. waren – nach dem Fall von Konstantinopel – Belgrad und der Abschluss der Eroberung Serbiens die Voraussetzung zum Griff nach Mitteleuropa. Am 4. Juli 1456 befehligte er die erste große Belagerung Belgrads und führte sie selbst an. Die christlichen Verteidiger, geführt von Johann Hunyadi, konnten diesen Angriff der neuen osmanischen Weltmacht nicht nur erfolgreich abwehren, sondern vielmehr den im Kampf verwundeten Sultan und das osmanische Heer in panikartiger Flucht vertreiben. Ein wesentlicher Faktor war die von Stefan Lazarević zuvor nach Erkenntnissen orientalischer und Kreuzfahrerburgen ausgeführte aufwendige Neukonstruktion der Burg, mit einer turmreichen und wassergrabenbewehrten Kastellburg, mit mächtigem Donjon und einer äußeren grabenumgebenen großen Doppelmauer, mit stark geschützten Toren. Nach dem Sieg, der nach damaliger Ansicht das Schicksal der Christen entschied, ordnete Kalixt III. das Mittagsläuten an, das bis heute in allen Kirchen der Welt ertönt. Auch das Fest der Verklärung Christi erinnert daran, da die Nachricht über den christlichen Sieg am 6. August in Rom eintraf.

#### Unter Osmanischer Oberhoheit
Erst unter Süleyman I. konnte Belgrad am 28. August 1521 eingenommen werden. Der Verlust der Schlüsselfestung war, wie der zeitgenössische Diplomat Busbecq am Hofe Süleymans berichtete, verantwortlich für den folgenden Verlust Ungarns sowie die Ausweitung des osmanischen Reiches über Buda hinaus bis vor die Tore Wiens.
Die ungarischen Truppen zogen sich zurück, die serbischen Einwohner wurden nach Konstantinopel umgesiedelt, und einige der serbischen Besatzungen der Donauflotte traten als Segler in die osmanische Marine ein. Die Stadt avancierte zum Verwaltungszentrum des Sandschaks Smederevo. So wurden neben der Donauflotte auch die serbischen Martolos hier stationiert. Die Christen der Stadt brauchten keine Steuern zu bezahlen, hatten aber für den Erhalt der Festung zu sorgen. Im Jahr 1594 wurde ein serbischer Aufstand gewaltsam unterdrückt und als Rache dafür die Reliquie des serbischen Nationalheiligen Sveti Savas auf dem Vračar verbrannt. Zur Erinnerung an diesen Frevel wurde an dieser Stelle im 20. Jahrhundert der Dom des Heiligen Sava errichtet.
In osmanischer Zeit war Belgrad eine wichtige Handelsstadt an der Karawanenstraße zwischen Buda und Konstantinopel, in der Kaufleute und Händler unterschiedlicher Herkunft (Türken, Armenier, Griechen und Roma) lebten. Nach Evliya Çelebi hatte Belgrad im Jahr 1660 98.000 Einwohner, von denen 21.000 nicht islamischen Glaubens waren. Durch die lange osmanische Herrschaft prägten orientalische Wohnbauten die Stadt noch zu Anfang des 20. Jahrhunderts. Dennoch wurde fast das gesamte osmanische kulturelle Erbe vernichtet: Von den im 17. Jahrhundert erwähnten 217 Moscheen, 160 Palästen (Serails), sieben öffentlichen Bädern (Hamams), zahlreichen Märkten mit ihren Basarbauten, sechs Karawansereien und mehreren Hanen, 17 Derwischklöstern (Tekken), acht islamische Hochschulen (Medresen) und neun Rechtshochschulen (darülhadis) haben nur eine Moschee und ein Mausoleum (Türbe) die Zeit überdauert.

#### Türkenkriege

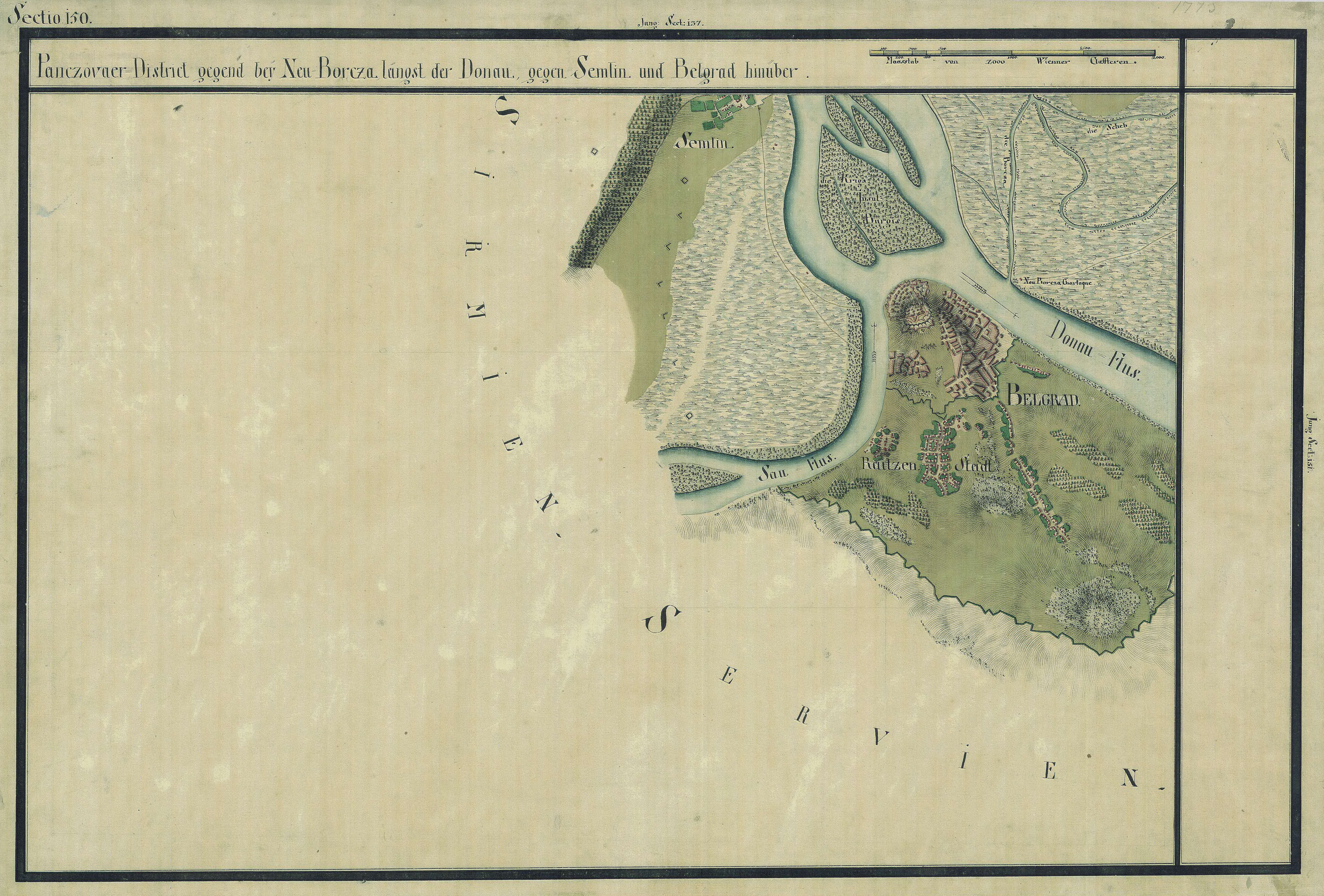
Karte von Belgrad und Umgebung zur Zeit der Josephinischen Landesaufnahme 1769–1772

Nach der erfolgreichen Abwehr der Türken vor Wien 1683 konnte die Heilige Liga im Großen Türkenkrieg die Osmanen bis hinter Belgrad zurückdrängen. Die Belagerung Belgrads unter dem Kommando von Max Emanuel endete am 6. September 1688 mit der Einnahme der Stadt. Die kaiserlichen Truppen konnten Belgrad insgesamt drei Mal erobern (1688–1690, 1717–1739, 1789–1791), jedoch nicht dauerhaft halten. Wegen dieser ständigen Kämpfe gaben die Osmanen Belgrad die Bezeichnung Dar Ul Jihad (Haus des Krieges). Die Eroberung Belgrads unter Eugen von Savoyen in der Doppelschlacht von Belgrad brachte im Jahr 1717 das spätere Volkslied Prinz Eugen, der edle Ritter hervor, das in seiner Adaption als Kunstlied noch in den Balladen der Klassik bis zur Musikmoderne rezipiert wurde.
Ab dem 18. Jahrhundert etablierte sich das Thema der Türkenkriege um Belgrad weithin in der europäischen Kunstszene (u. a. Alaric Alexander Watts, The Siege of Belgrade, Julius Beckers komische Oper Die Belagerung von Belgrad, Stephen Storaces’ Opera buffa The siege of Belgrade, Die Lügengeschichten des Baron Münchhausen, Victor Hugo Der Zürnende Donaufluß, Hans Christian Andersen Ein Bild von Türken und Europa, Ján Kollár Belehrad, Therese von Jacob Belgrad in Flammen sowie in Alexander William Kinglakes Eothen).

### Moderne

#### Aufbau der nationalen Kapitale

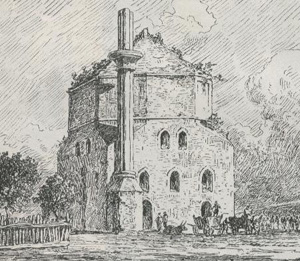
Ehemalige größte Moschee Belgrads, die Batal-Moschee, wurde für den Bau des Parlaments, der Skupština, abgerissen.

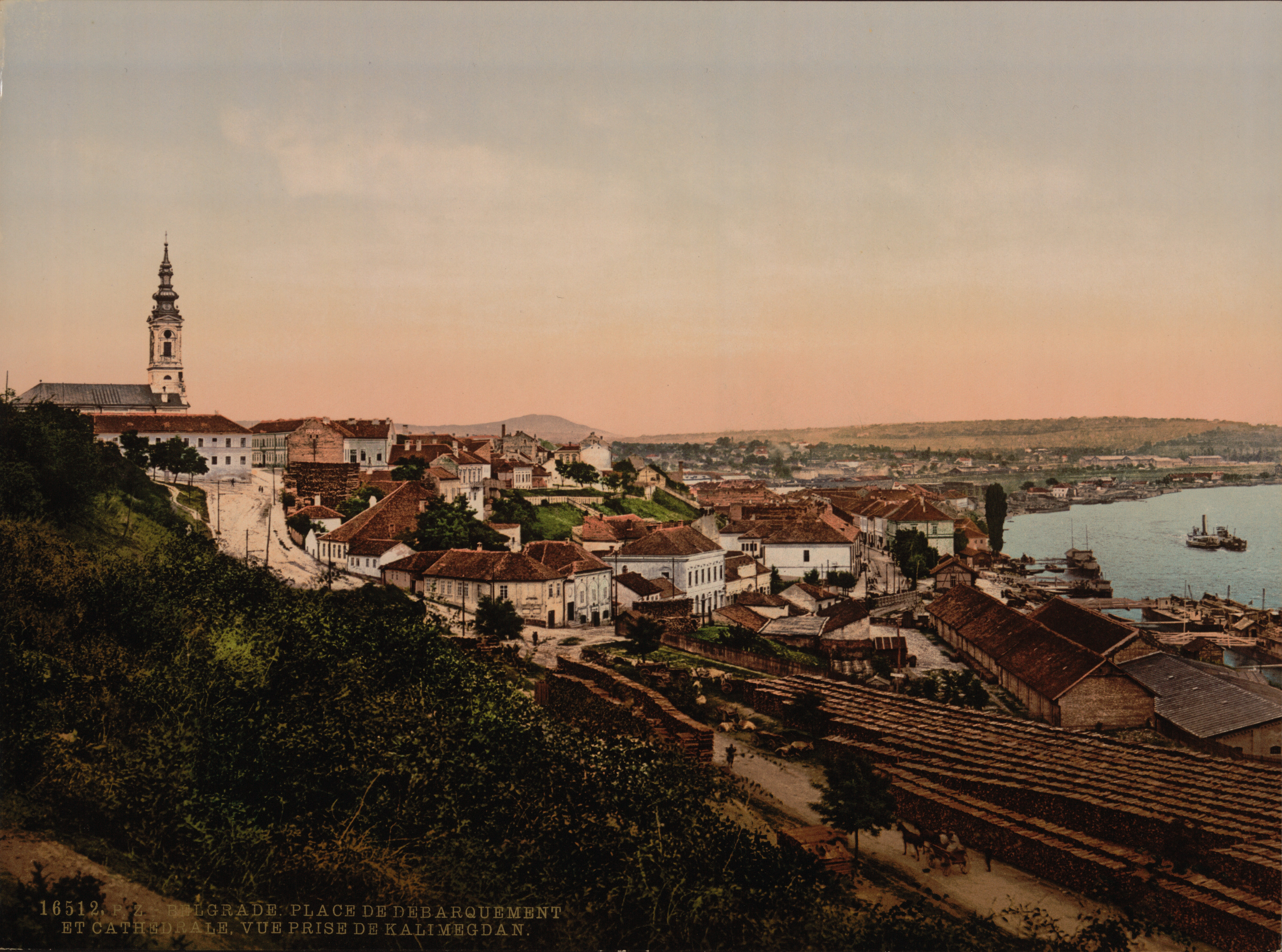
Ansicht Belgrads 1890

Zu Beginn des 19. Jahrhunderts war das Belgrader Stadtbild von Zerstörungen aus dem letzten österreichisch-türkischen Krieg sowie inneren Unruhen zwischen osmanischer Zentralgewalt und lokalen Statthaltern geprägt. Die Bevölkerung Belgrads und der anderen Städte im Belgrader Pašaluk war seit dem 17. Jahrhundert mehrheitlich muslimischen Glaubens. Bis tief ins 19. Jahrhundert blieben Spuren der osmanischen Herrschaft im Stadtbild von Belgrad sichtbar – mit 11 Moscheen, mehreren Derwisch-Häusern und einem Basar.

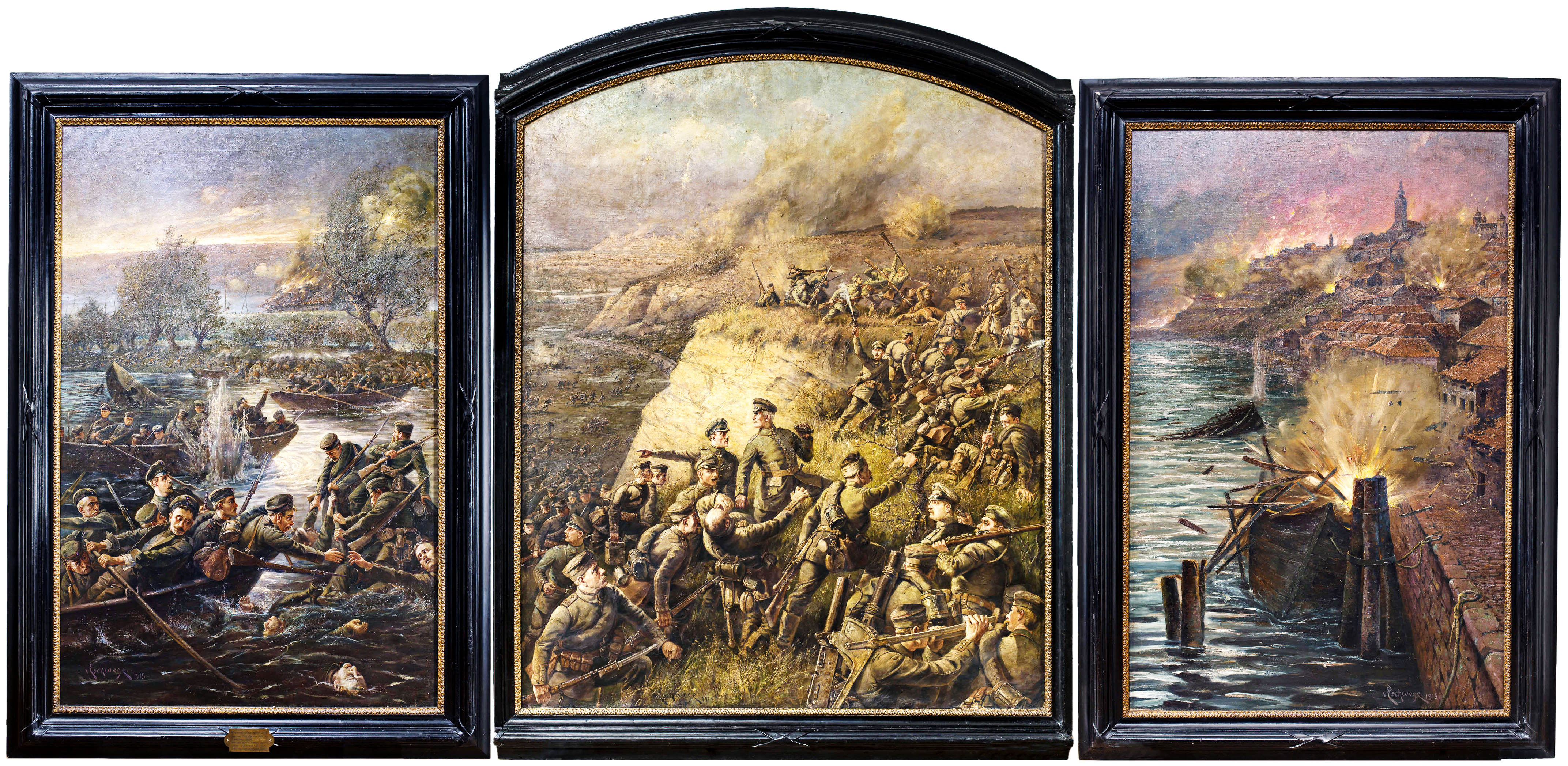
„Übergang über die Save“, Triptychon von Elmar von Eschwege aus dem Jahre 1915. Es stellt die Eroberung Belgrads durch das Reserve-Infanterie-Regiment Nr. 208 dar.

Im Jahr 1804 begannen die Serben unter Führung von Karađorđe die erste Serbische Revolution gegen die Osmanen, die sich insbesondere gegen die einflussreichen Janitscharen richtete. Die Aufständischen hielten Belgrad vom 8. Januar 1806 bis 1813. Im Jahr 1815 erfolgte unter Miloš Obrenović die zweite Serbische Revolution, die zu einer Anerkennung eines autonomen Fürstentums führte.
Bis zum Jahr 1841 fungierte die Stadt Kragujevac als Hauptstadt des autonomen Fürstentums Serbien. 1841 machte Miloš Obrenović Belgrad zur Hauptstadt Serbiens. Sieben Jahre später bekamen die ersten Belgrader Straßen offizielle Namen. Im Jahr 1839 wurde das erste Belgrader Gymnasium ins Leben gerufen. Bis zum Ende des Jahrhunderts stieg die Zahl der Gymnasien kontinuierlich. Das ebenfalls 1839 in Kragujevac gegründete Lyzeum wurde nach nur zwei Jahren nach Belgrad verlegt und bekam 1863 die Bezeichnung „Hohe Schule“ verliehen. Zu Beginn des 20. Jahrhunderts sollte daraus die Belgrader Universität entstehen. Die Ausbildung von Handwerkern wurde jedoch stark vernachlässigt, sodass die Stadt noch bis Ende der 1880er nur über eine ständige Handwerksschule verfügte. Die erst zu Beginn des darauffolgenden Jahrhunderts einsetzende systematische Förderung entsprechender Ausbildungsstätten erfolgte viel zu spät, als dass sie dem Niedergang des Handwerks oder dem unter Meister und Gesellen weit verbreiteten Analphabetismus hätte entgegenwirken können. Die Ausbildung der Landbevölkerung, die den überwältigenden Teil der serbischen Bevölkerung stellte, befand sich sogar in einem noch desolateren Zustand.
Belgrad wurde mit Ausnahme der Festung, in der ein osmanisches Regiment noch bis 1867 verblieb, Bestandteil des neuentstandenen Fürstentums Serbien. Die Stadt, bis in die 1870er Jahre praktisch auf die Fläche innerhalb der eigentlichen Belgrader Schanze beschränkt, behielt noch lange ihr orientalisches Gepräge. Innerhalb der Schanze war Belgrad in einen westlichen christlich-serbischen und östlichen muslimisch-jüdischen Teil gegliedert. Einer einzigen Kirche, die im Jahr 1841 erbaut wurde, standen über ein Dutzend Moscheen gegenüber. Belgrad war außerdem noch lange in den levantinischen Wirtschaftskreislauf eingebunden. So erreichte auch eine Kamelkarawane aus Serres kommend zuletzt noch 1854 Belgrad.
Nach dem Zwischenfall an der Čukur Česma vom 15. Juni 1862 und dem daraus resultierenden ethnisch motivierten Volksaufstand zwischen serbischen und türkischen Bewohnern Belgrads sowie dem Bombardement der Stadt durch die Festungskommandantur wurde auf Druck der Großmächte in der Konferenz von Kanlidzi die Aussiedlung der muslimischen und türkischen Bewohner Belgrads nach Istanbul beschlossen. Am 18. April 1867 musste auch der letzte osmanische Festungskommandant das Fürstentum verlassen, und die Residenz wurde endgültig von Kragujevac nach Belgrad verlegt, was das Ende der 346-jährigen Herrschaft der Osmanen in der Stadt besiegelte. Dieses Ereignis leitete auch die allgemeine „Deosmanisierung“ und Modernisierung des Stadtbildes ein, indem zwar für die nationalen Institutionen zeitgemäße und repräsentative Bauwerke geschaffen wurden, jedoch auch alle Moscheen, mit Ausnahme der Bajrakli-Moschee, sowie die meisten türkischen Denkmäler diesen Vorhaben zum Opfer fielen. Dieser nebenbei betriebenen „Deregulation“ der osmanischen Bauwerke, um Platz für die Neubauten zu schaffen, fiel beispielsweise auch die größte Moschee Belgrads für den Neubau der Skupština zum Opfer. Daher zeigen nur wenige Teile der Altstadt noch die alte orientalische Bausubstanz. Einige türkischsprachige Bezeichnungen von Stadtteilen und Plätzen haben sich aber erhalten.
Während seiner ersten Regierungszeit zwischen 1815 und 1839 verfolgte Fürst Miloš Obrenović konsequent die Schaffung neuer Siedlungen, das Kolonisieren neuer Bevölkerungsteile sowie das Ziel, Belgrad zu einem Zentrum administrativer, militärischer und kultureller Institutionen zu machen. Weniger erfolgreich war er mit dem von ihm initiierten Vorhaben der Errichtung eines neuen Marktplatzes (čaršija). Diese neue Abadžijska čaršija konnte mit den bereits etablierten Marktplätzen der Stadt nicht mithalten. Der Handel spielte sich also auch weiterhin in der jahrhundertealten Donja čaršija (Unterer Marktplatz) und der Gornja čaršija (Oberer Marktplatz) ab. Neue Bauvorhaben wurden hauptsächlich in den christlichen Vierteln getätigt, nur weniger in den von Muslimen bewohnten. Bis 1863 nimmt die Zahl der mahale kontinuierlich ab, hauptsächlich als Folge der Abnahme der muslimischen Bevölkerung. Ein osmanischer Stadtplan aus diesem Jahr identifizierte nur noch 9 mahale. Bekannt sind nur fünf Namen dieser mahale: die Ali-pašina mahala, die Reis-efendijina, die Jahja-pašina, die Bajram-begova und die Laz Hadži-Mahmudova mahala.
Die Entwicklung der Belgrader Architektur ab 1815 lässt sich in mehrere Perioden einteilen. In der ersten Phase, zwischen 1815 und 1835, wurde noch vorwiegend im balkanischen bzw. balkanisch-osmanischen Stil gebaut. Parallel begann sich ein Interesse an mittel- bzw. westeuropäischer Architektur zu entwickeln. Aus dieser Zeit sind zwei fürstliche Residenzen erhalten. Zwischen 1835 und 1850 wurde verstärkt in den als europäisch empfundenen Baustilen des Klassizismus und des Barocks gebaut. Ein Gebäude aus dieser Zeit ist jenes, in welchem heute das Pädagogische Museum angesiedelt ist. In der dritten Epoche (1850–1875) erfolgten ernste Versuche einer Hinwendung zur Romantik. Dies sah das Kombinieren romanischer und gotischer Architektur und jener aus der Frührenaissance vor. Das letzte Viertel des 19. Jahrhunderts war geprägt vom Eklektizismus, und zwar auf Grundlage der Renaissance und des Barocks.
Emilijan Josimović, ein in Wien geschulter Städteplaner, hatte ab Beginn des letzten Drittels des 19. Jahrhunderts einen maßgeblichen Anteil an der zukünftigen Gestaltung Belgrads. Im Jahr 1867 legte er einen entsprechenden Regulierungsplan vor. Dieser sah vor allem vor, dass die bisherigen gekrümmten Straßen durch gerade, rechtwinklige ersetzt werden sollten. Von zentraler Bedeutung war ebenfalls die Errichtung politischer und kultureller Institutionen sowie öffentlichen Parkanlagen. Serbische Gelehrte betonten in Hinblick auf Josimović‘ Ideen stets den Bruch mit der osmanischen Tradition, obwohl zur gleichen Zeit in Istanbul – der Hauptstadt des Reiches, dessen Teil Belgrad und Serbien 1867 noch waren – ähnliche Urbanisierungsmaßnahmen beobachtet werden konnten.

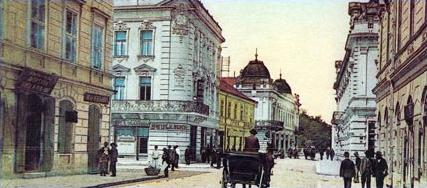
Die Knez Mihailova ulica (Fürst-Michael-Straße) zu Beginn des 20. Jahrhunderts.

Im Ergebnis des Berliner Kongresses 1878 entwickelte sich Belgrad zu einer Schlüsselstadt des Balkans, die insbesondere von einer schnellen Modernisierung der Hauptstadt begleitet wurde.
Die 1884 gegründete Nationalbank Serbiens zog 1890 in das Nationalbankgebäude in Belgrad.
Die Einwohnerzahl stieg bis 1900 auf 69.100; 1905 waren es über 80.000 Einwohner und vor dem Ersten Weltkrieg um die 100.000.

#### Erster Weltkrieg

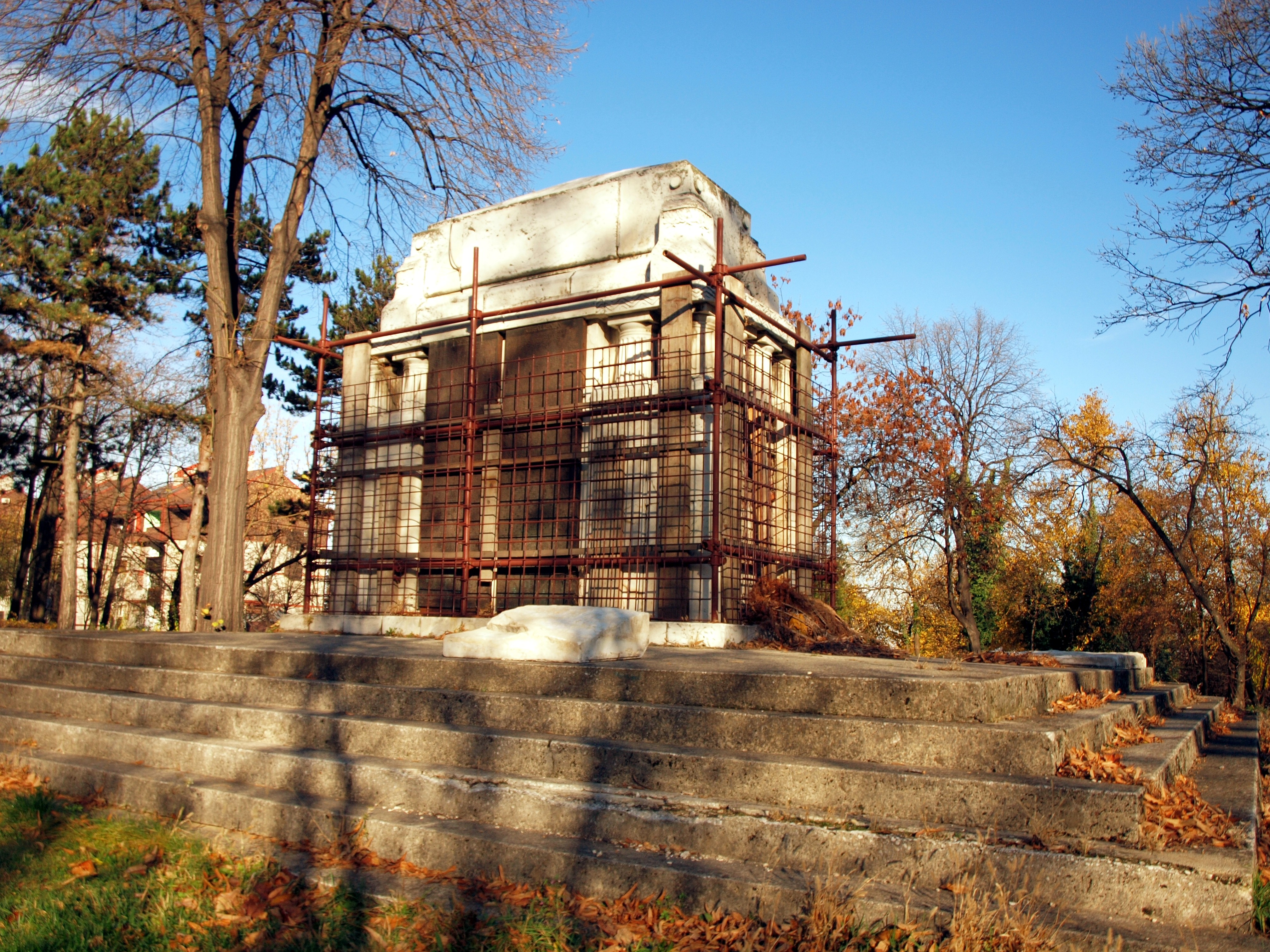
Deutsches Grabmal der Gefallenen 1915 auf dem Košutnjak. Der Komplex, der heute nur noch teilweise erhalten ist, wurde von Generalfeldmarschall Mackensen selbst beauftragt.

Der Sturz der Obrenović‐Dynastie 1903 veränderte das politische Klima im Königreich Serbien. Aus dem latenten Konflikt um die Vormacht im Westbalkan zwischen Österreich-Ungarn und Serbien, der durch die bosnische Annexion und die Balkankriege weiter genährt wurde, erwuchs aus dem Attentat von Sarajevo am 28. Juni 1914 ein enthemmter Konflikt, der die europäische Julikrise auslöste. Der balkanische Regionalkonflikt schaukelte sich so zum Ersten Weltkrieg hoch. Belgrad wurde am 29. Juli 1914, einen Tag nach der Kriegserklärung, angegriffen. Die serbischen Truppen verteidigten die Stadt letztlich erfolgreich, die zweimal von Österreich-Ungarn eingenommen wurde, aber nicht gehalten werden konnte. Durch Eingreifen des Deutschen Reiches wurde um Belgrad in der Nacht vom 6. bis in die Nacht zum 11. Oktober 1915 gekämpft. Die Mittelmächte mussten die Stadt dabei durch Landungstruppen aus dem Banat und Syrmien sowie Errichtung von Pontonbrücken stürmen. Einige militärhistorische Besonderheiten der Einnahme Belgrads 1915 sind bedeutend: die Streitmacht der Mittelmächte war die größte, die in der Belgrader Geschichte die Stadt stürmte; es kam erstmals in einer Großstadt zu schweren Straßenkämpfen mit moderner Artillerie und Infanterie und es war die größte Landung, die bis dato militärgeschichtlich durchgeführt wurde. Generalfeldmarschall August von Mackensen beauftragte aufgrund der schweren Kämpfe noch im Herbst 1915 die Einrichtung eines kommemorativen Soldatenfriedhofkomplexes für deutsche, österreichische und serbische Soldaten, die insbesondere auf dem Gebiet des Košutnjak und dem Topčidersko brdo gefallen waren. Der Fall Belgrads bildete den Anfang der völligen Okkupation Serbiens, die bis zum 5. November 1918 andauerte. Belgrad war in der Zeit Eisenbahnknotenpunkt zur Versorgung und zum Transit der Truppen der Mittelmächte zur Salonikifront sowie ins Osmanische Reich. Obwohl Serbien österreich-ungarischer Verwaltung unterstand, kontrollierte das Deutsche Reich alle Eisenbahnverbindungen sowie Bahnhöfe auf serbischem Boden. Über Belgrad verlief der im Deutschen Reich als wichtiger Propagandaerfolg gegenüber der Entente gefeierte Balkanzug. Deutsche Eisenbahntruppen richteten über die Save eine Eisenbahnverbindung ein, die direkt über den Bahnhof Topčider transversale Eisenbahntrassen nach Thessaloniki und Konstantinopel bediente.
Nach dem Krieg wurde Belgrad Hauptstadt des neu gegründeten Königreiches der Serben, Kroaten und Slowenen.
In der Zwischenkriegszeit erlebte die Stadt ein schnelles Wirtschafts- und Bevölkerungswachstum mit einer raschen Modernisierung, was 1923 einen Stadtentwicklungsplan erforderlich machte. Die Bevölkerung wuchs von 239.000 Einwohnern 1931 auf 320.000 Einwohner im Jahr 1940. Das Bevölkerungswachstum zwischen 1921 und 1948 lag bei durchschnittlich 4,08 Prozent pro Jahr.
Im Jahr 1927 wurde in Belgrad der erste Flughafen eröffnet, und 1929 nahm die erste Radiostation ihren Betrieb auf. 1934 erhielt Belgrad mit der König-Alexander-Brücke über die Save die erste feste Straßenbrücke.

#### Zweiter Weltkrieg

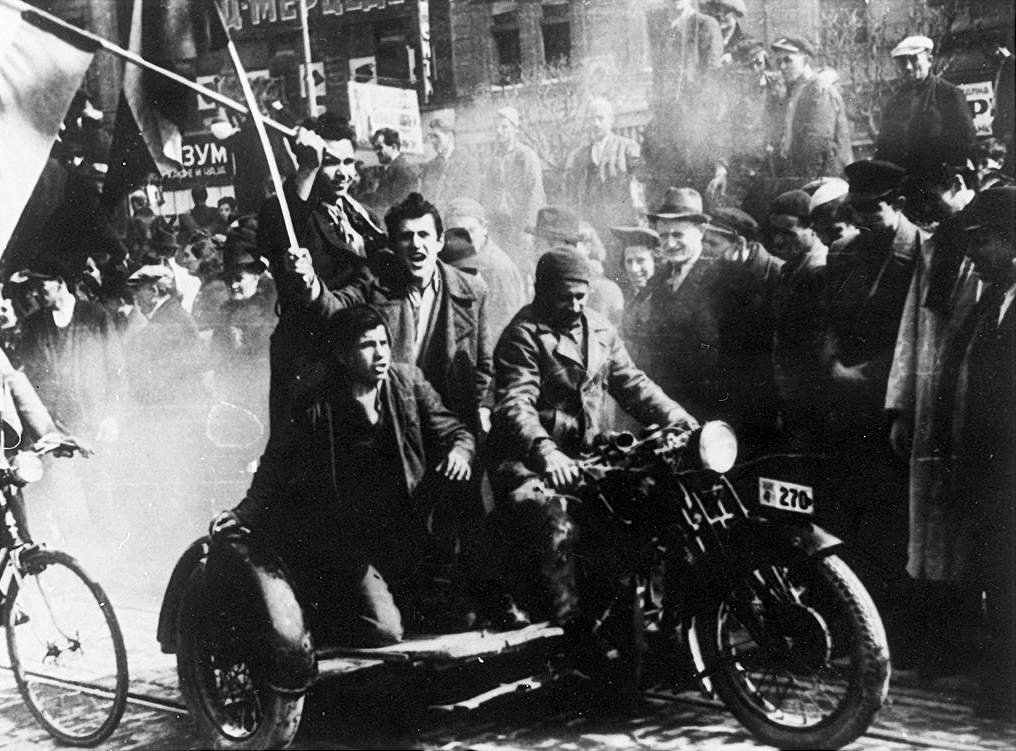
Der Straßenaufstand vom 27. März 1941 in Belgrad mit dem Sturz der Regierung war unmittelbarer Auslöser des deutschen Angriffs auf Jugoslawien

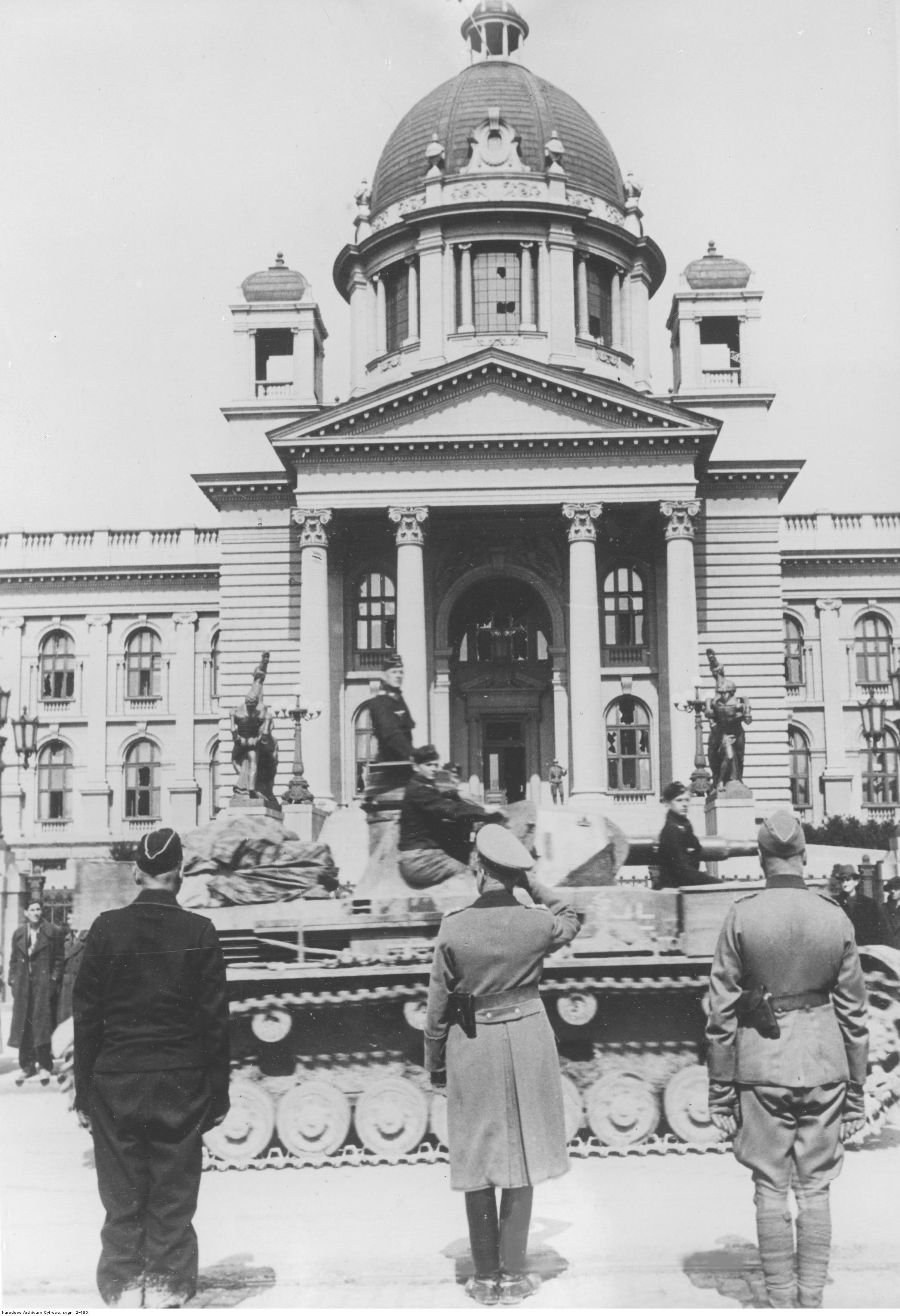
Generalfeldmarschall Ewald von Kleist nahm am 14. April 1941 die Siegesparade der Wehrmachtstruppen vor der Skupština in Belgrad ab.

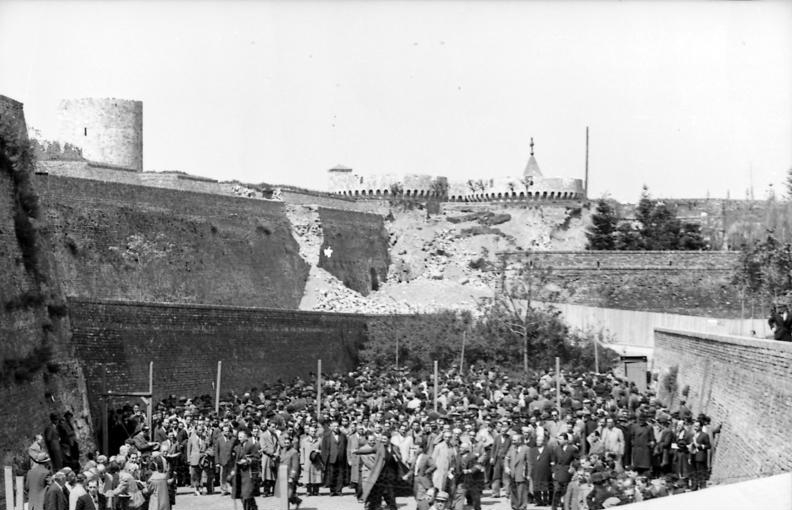
„Erfassung von Juden“, Aufnahme der Propagandakompanie im April 1941

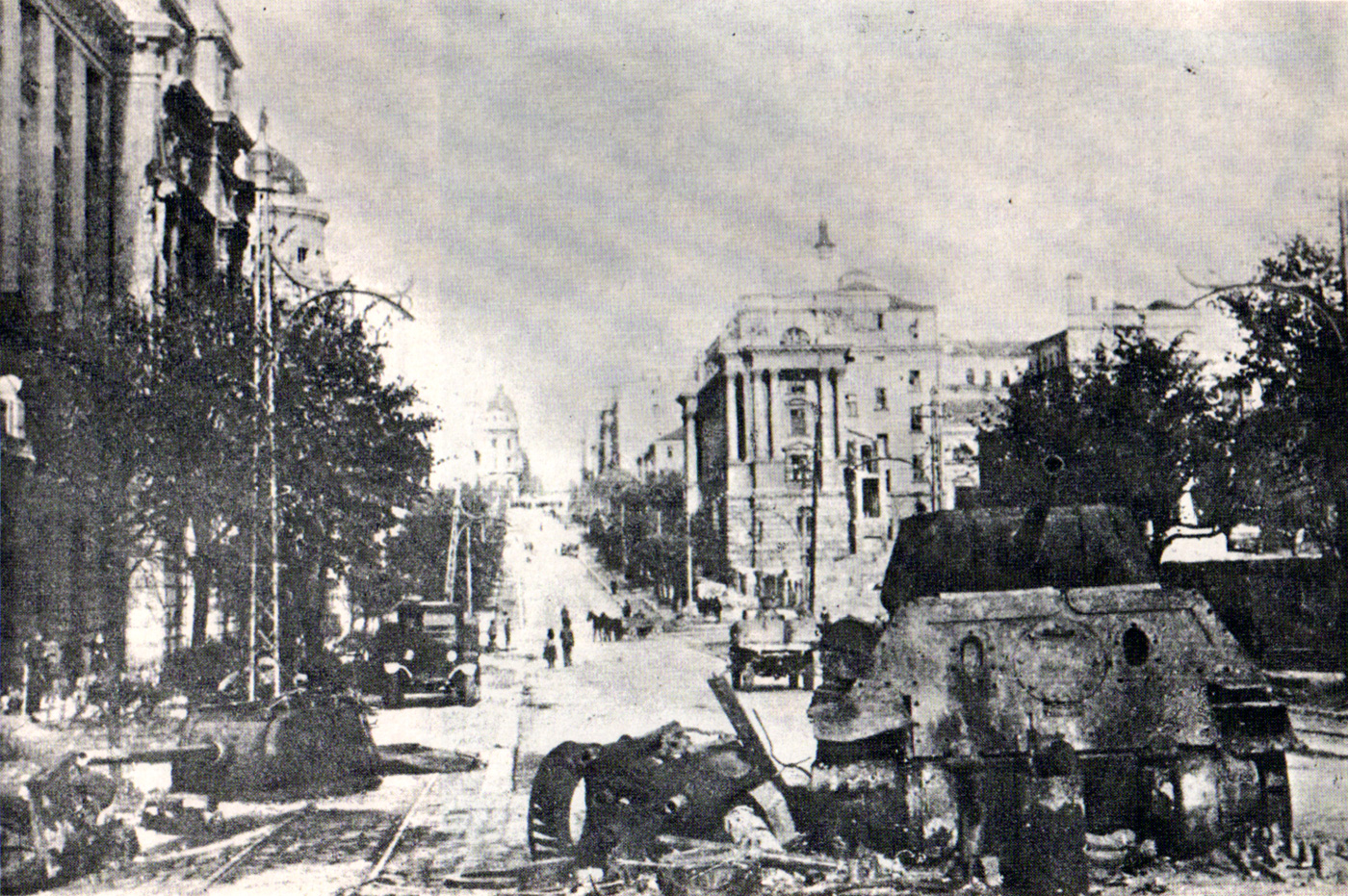
Während der Befreiung Belgrads war die Ulica Kneza Miloša besonders heftig umkämpft, in der alle Verwaltungsbehörden der deutschen Besatzer ihren Sitz hatten, unter anderen das Hauptquartier der Gestapo

Am 25. März 1941 unterzeichnete Prinzregent Paul von Jugoslawien den Dreimächtepakt, was eine Straßenrevolte in Belgrad auslöste. Am 5. April schloss die Sowjetunion mit der neuen jugoslawischen Regierung Dušan Simović einen Freundschafts- und Nichtangriffspakt. Am nächsten Tag bombardierte die deutsche Luftwaffe Belgrad mit verheerenden Verlusten für die Zivilbevölkerung, obwohl die Hauptstadt zur offenen Stadt erklärt worden war, also nicht verteidigt wurde. Hitlers Entscheidung war mit seinem Bedürfnis nach Vergeltung für den jugoslawischen „Verrat“ begründet; nicht umsonst wurde die Bombardierung als Unternehmen „Strafgericht“ bezeichnet. Das schwere Bombardement der deutschen Luftwaffe zerstörte große Teile der Stadt, unter anderem brannte die Nationalbibliothek aus, wobei der maßgebliche Fond mittelalterlicher historischer Handschriften vernichtet wurde. Das Neue Schloss wurde schwer beschädigt. Tausende Menschen starben bei dem Angriff.
Serbien wurde als „Deutsches Schutzgebiet“ okkupiert und unter deutsche Militärverwaltung gestellt. In Belgrad wurde ein Militärstab der Wehrmacht mit einem „Militärbefehlshaber für Serbien“, ab September 1941 dem „bevollmächtigten kommandierenden General für Serbien“ eingerichtet. Dieser bestand aus zwei Stäben, einem zivilen unter Harald Turner und einem Kommandostab des Generalstabs für Serbien. Eine formelle serbische Marionettenregierung unter Führung von Milan Nedić wurde diesen zur Seite gestellt. Belgrad selbst sollte zu einer „Deutschen Reichsfestung“ ausgebaut werden, die die Donauzugänge zwischen Eisernem Tor und Wien sichern sollte. Dazu standen die Überlegungen, Belgrad nach einem Sieg des Dritten Reichs nach dem Feldherrn Eugen von Savoyen in Prinz-Eugen-Stadt umzubenennen. Im Zuge der Ressourcensicherung und wirtschaftlichen Ausbeutung des Balkanraumes und der Kontrolle der militärischen Versorgungskorridore zum Mittelmeer wurde Belgrad ein zentraler Verkehrsknoten der deutschen Wehrmacht.
Eine Anti-Freimaurer-Ausstellung begleitete die im Sommer und Herbst 1941 beginnenden Übergriffe auf die zivile Bevölkerung. Die Belgrader Juden wurden im Messegelände in das KZ Sajmište in der Stadt sowie am Stadtrand in das KZ Banjica deportiert. Bis Kriegsende wurden hier über 100.000 Menschen umgebracht. Die jüdische Gemeinschaft, die seit der Pestseuche 1643 am Donauhang in Dorčol im Stadtteil Stari Grad siedelte, zählte vor dem Zweiten Weltkrieg 12.000 Personen. Nur 1115 überlebten die Okkupation. An den Holocaust erinnert ein Mahnmal beim ehemaligen jüdischen Viertel am Donauufer.
Der Terror an der Zivilbevölkerung fand mit dem als Racheakt aufzufassenden Erschießungsbefehl des deutschen Militärgouverneurs von Serbien, General Franz Böhme, an die Soldaten der Wehrmacht, für jeden getöteten deutschen Soldaten 100 Serben oder Juden zu erschießen, einen grausamen Höhepunkt.
Belgrad war Zentrum und Sitz der deutschen Verwaltung Südost. Im Gebäude des ehemaligen Außenministeriums in der Ulica Kneza Miloša befand sich eine Zweigstelle des deutschen Propagandaministeriums mit der Abteilung Südosteuropa unter Leitung des Chefs der Gestapo Belgrad, Karl Kraus. Nach der Umwandlung von Radio Belgrad zum Soldatensender Belgrad unter Leitung von Karl-Heinz Reintgen (1915–1990) wurden aus dem Hauptquartier der Gestapo Belgrad die Rundfunkbeiträge für die Wehrmachtstruppen in der Region und Nordafrika mit der Funktion einer ideologischen Indoktrination ausgestrahlt.
Im Zuge der alliierten Angriffe auf die rumänischen Ölfelder bei Ploiești wurde Belgrad als Ausweichziel erstmals am 16. April 1944 bombardiert; 1600 Menschen starben. Weitere Angriffe von alliierten Bomberflotten, die sich insbesondere auf die militärische Infrastruktur der deutschen Okkupationstruppen richteten, fanden noch bis zum 19. September 1944 statt. Mit der Niederlage der Wehrmacht in Rumänien gelangte ab Ende September 1944 ein Großverband der Roten Armee, die 3. Ukrainische Front unter Marschal Fjodor Iwanowitsch Tolbuchin, nach Serbien. Unter dem Kommandierenden Wladimir Iwanowitsch Schdanow wurde in einer mit der 1. Proletarischen Brigade der Jugoslawische Volksbefreiungsarmee unter Leitung von Peko Dapčević abgestimmten gemeinsamen militärischen Operation die Stadt gegen die sich aus dem Balkanraum zurückziehenden Heeresgruppen F und E genommen und von der deutschen Besatzung befreit. Die letzten Wehrmachtssoldaten verließen nach schweren Straßenkämpfen am 20. Oktober 1944 ihre Stützpunkte in der Stadt. Die Befreiung Belgrads besiegelte dabei auch den innerserbischen Machtkampf zwischen Partisanen und Tschetniks und bildete mit der Besetzung aller Führungsebenen Serbiens durch die Tito-Partisanen ein unmissverständliches Signal für die zukünftige politische Neuordnung Jugoslawiens. Marschall Josip Broz Tito proklamierte dort am 29. November 1945 die Föderative Volksrepublik Jugoslawien, deren Hauptstadt Belgrad wurde.
16.800 Wehrmachtssoldaten waren in den Kämpfen um Belgrad gefallen, 9.738 gerieten in Gefangenschaft. 2994 Soldaten der Jugoslawischen Volksbefreiungsarmee und 960 Soldaten der Roten Armee waren ebenfalls tot.
Belgrad hatte während des Krieges erhebliche Zerstörungen erlitten. Durch die Bombardierungen der Stadt durch die deutschen und alliierten Luftflotten 1941 und 1944 starben 6000 Bewohner. In der Stadt lebten unmittelbar nach der Befreiung 1944 nur noch 270.000 Menschen. Über 7000 Gebäude waren total oder stark zerstört, fast 18.000 Wohnungen waren nicht mehr bewohnbar.

#### Von der sozialistischen Großstadt bis zum Zerfall Jugoslawiens
Von 1944 bis 1991 war Belgrad sowohl die Hauptstadt des blockfreien sozialistischen Jugoslawiens als auch der Teilrepublik Serbien. Die Stadt erhielt in dieser Zeit repräsentative Herrschaftsbauten mit Bezug auf die ehemaligen Königsresidenzen und neue Präsidentenvillen auf dem Dedinje. Außerdem wurden die Regierungsgebäude Jugoslawiens und der Stadtteil Neu-Belgrad (Novi Beograd) in modernistischer Architektur gestaltet.
Nach dem Bruch mit der Sowjetunion 1948 sah sich Jugoslawien als Vorreiter in der Bewegung der Blockfreien Staaten. So war Belgrad vom 1. bis 6. September 1961 Gastgeberin der Gründungskonferenz dieser Bewegung. Nachdem es 1968 in der Stadt bereits erste Studentenunruhen gegen die sich verschärfenden sozialen Unterschiede gegeben hatte, führte die Verabschiedung einer neuen jugoslawischen Verfassung 1974 und die damit verbundene Stärkung föderativer Elemente zu weiteren Unruhen auf den Straßen Belgrads, die Ausdruck der Hinterfragung der politischen Richtungsvorgaben Titos in dieser Zeit waren.
Die Normalisierung der Beziehungen zur Sowjetunion und die offenen Grenzen nach Westen führten dazu, dass Belgrad in den 1970er und 1980er Jahren eine über die Staatsgrenzen hinweg bedeutende kulturelle Metropole wurde. In dieser Zeit eröffnete beispielsweise der Denkmalsarchitekt Bogdan Bogdanović 1977 eine liberale Sommerschule für Philosophie und Architektur. Der informelle Maler Mića Popović, auch Regisseur zahlreicher Filme, sowie jugoslawische Musiker feierten im Ausland Erfolge und nahmen westliche Strömungen des New Wave auf. Als Literaturzentrum erlangte Belgrad durch politisch und künstlerisch unabhängige Autoren wie den Modernen Danilo Kiš, den Dissidenten Milovan Đilas und den Journalisten und Essayisten Dedijer eine bemerkenswerte Stellung in Osteuropa. Der Oktobersalon war in der Zeit eine der wichtigsten Buchmessen Europas. Belgrad wurde Veranstaltungsort von Film- („FEST“), Theater- und Tanz- („BITEF“) sowie Musikfestspielen („BEMUS“). Als Sportstadt nahmen Teams aus Belgrad an wichtigen europäischen Wettbewerben teil, gleichzeitig war die Stadt Veranstaltungsort zahlreicher internationaler Turniere. Im eigens dafür errichteten Sava Centar fand vom Oktober 1977 bis zum März 1978 die erste Nachfolgekonferenz der KSZE statt.

#### Belgrad ab 1991

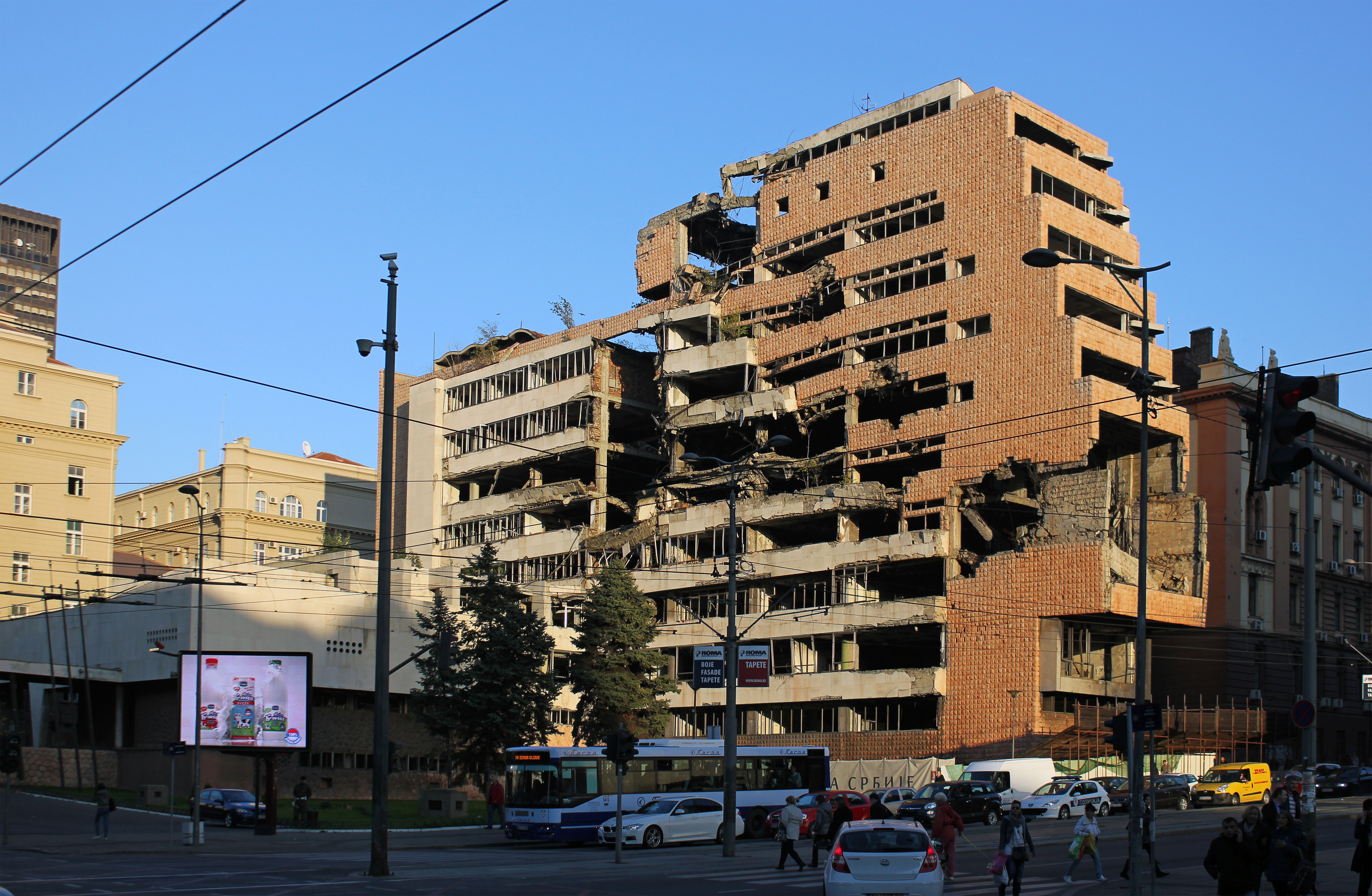
Die 1999 durch NATO-Bomben verursachten Schäden an dem von Nikola Dobrović 1955–1965 erbauten Gebäude des „Generalstabs“ sind auch 2024 nicht beseitigt

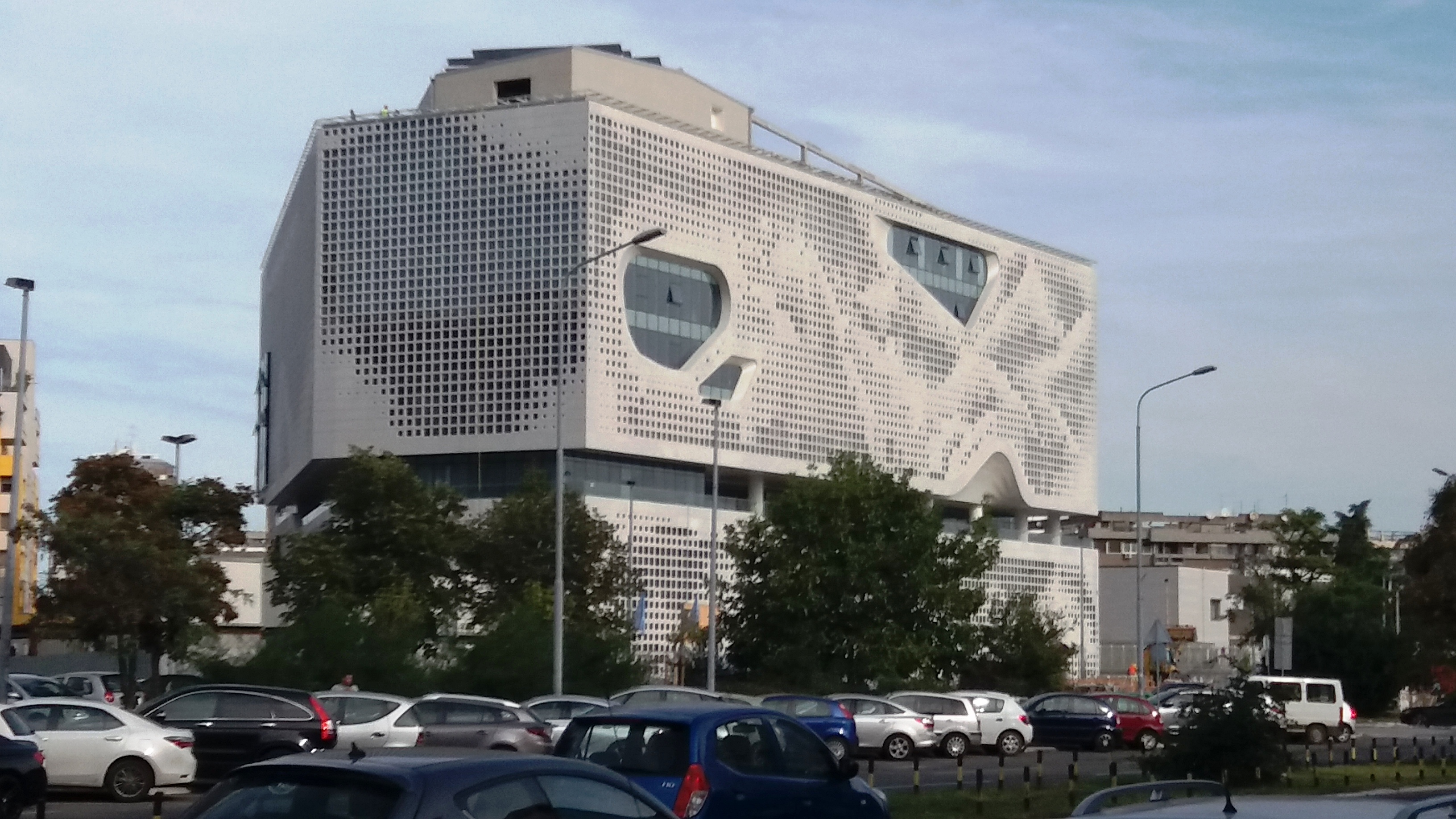
Das Chinesische Kulturzentrum steht am Platz der 1999 ausgebombten Chinesischen Botschaft

Nach dem Zerfall des Zweiten Jugoslawien 1991 wurde Belgrad Hauptstadt der neu gebildeten Bundesrepublik Jugoslawien, die zu politischen und gesellschaftlichen Unsicherheiten in Serbien führte. Dies zeigte sich einerseits in Unruhen vom 9. März 1991 sowie in Massendemonstrationen 1996/1997. Die späten 1990er Jahre waren geprägt von der Niederschlagung von Bürgerprotesten sowie der Unterdrückung und Liquidierung oppositioneller Politiker während des Regimes von Slobodan Milošević. Kriegsbedingte Mangelwirtschaft und ein Wirtschaftsembargo brachten Schwarzmarkt und Kriegsgewinnlertum hervor. Das führte auch zu einer neuen Wirtschaftsschicht, den serbischen Oligarchen, auch Taikune genannt. Die Krisenjahre gipfelten im Kosovokrieg mit der am 24. März 1999 beginnenden Operation Allied Force: Die NATO begann ihre 78-tägigen Luftangriffe gegen die Bundesrepublik Jugoslawien, von der das engere Stadtzentrum Belgrads besonders schwer betroffen war. Bei dem schwersten Bombardement der Stadt in der Nacht zwischen dem 7. und 8. Mai wurde unter anderem auch die chinesische Botschaft völlig zerstört. Dies führte zu einer schweren Krise im Verhältnis unter den Großmächten der Vereinigten Staaten und der Volksrepublik China, und die NATO war gezwungen, im gesamten weiteren Verlauf der Bombardierungen von allen weiteren Abwürfen im engeren Stadtzentrum Belgrads abzusehen. An einzelnen Stellen sind im Stadtbild nach wie vor Kriegsruinen zu sehen, die weder abgetragen noch wiederaufgebaut wurden. Anstelle der ausgebombten chinesischen Botschaft wurde während des Staatsbesuches des chinesischen Staatspräsidenten Xi Jinping 2016 dort der Bau des chinesischen Kulturzentrums in Belgrad beschlossen, das zum zwanzigjährigen Jahrestag 2019 eingeweiht wurde.
Am 5. Oktober 2000 stürzten revolutionär gesinnte Bürger, die sich den Protesten der Studentenbewegung Otpor! anschlossen, weitgehend gewaltlos das Regime des jugoslawischen Präsidenten Slobodan Milošević in Belgrad. Dabei wurde das Haus der Nationalversammlung der Republik Serbien von der aufgebrachten Menge zum Teil in Brand gesetzt.
Vom 4. Februar 2003 bis zum 3. Juni 2006 war Belgrad Hauptverwaltungssitz der Staatenunion Serbien und Montenegro und ist seit der Loslösung Montenegros Hauptstadt der unabhängigen Republik Serbien.
Die Stadt erlebte nach dem Sturz Miloševićs 2000 einen anhaltenden ökonomischen Aufstieg, der nur kurzzeitig durch die Wirtschaftskrise 2009 unterbrochen wurde. Der aus den Vereinigten Arabischen Emiraten stammende, global tätige Investor Mohamed Alabbar und Eigentümer der Emaar Properties initiierte ab 2014 das massive Stadtentwicklungsprojekt Belgrade Waterfront. Das französische Unternehmen Vinci übernahm 2017 für 25 Jahre die Konzession im Belgrader Flughafen und baut ein neues Terminal mit Anbindung an das Schienennetz. 2017 wurde Belgrad Sitz des Sekretariats der Verkehrsgemeinschaft für Südosteuropa. Neben der EU investieren China und Russland massiv in die Infrastruktur der Stadt, wie den Aus- und Neubau der Schienenrelation nach Budapest. Belgrad wird hierdurch mittelfristig an das Europäische Hochgeschwindigkeitsnetz angeschlossen. Die RŽD hat in Belgrad den Bau eines modernen Dispatcherzentrums für den Schienenverkehr begonnen. Chinesische Banken und Unternehmen sowie französische Kooperationspartner haben die Planung der seit den 1970er Jahren unverwirklichten Belgrader Metro übernommen, mit geplanten Baukosten von 4 Mrd. Euro soll es die teuerste Investition der Stadt werden.
Seit Januar 2025 ist der ÖPNV Belgrads für alle kostenfrei. Damit ist Belgrad die größte Stadt der Welt mit kostenlosem ÖPNV.

## Politik

### Die Rolle der Stadt in Serbien

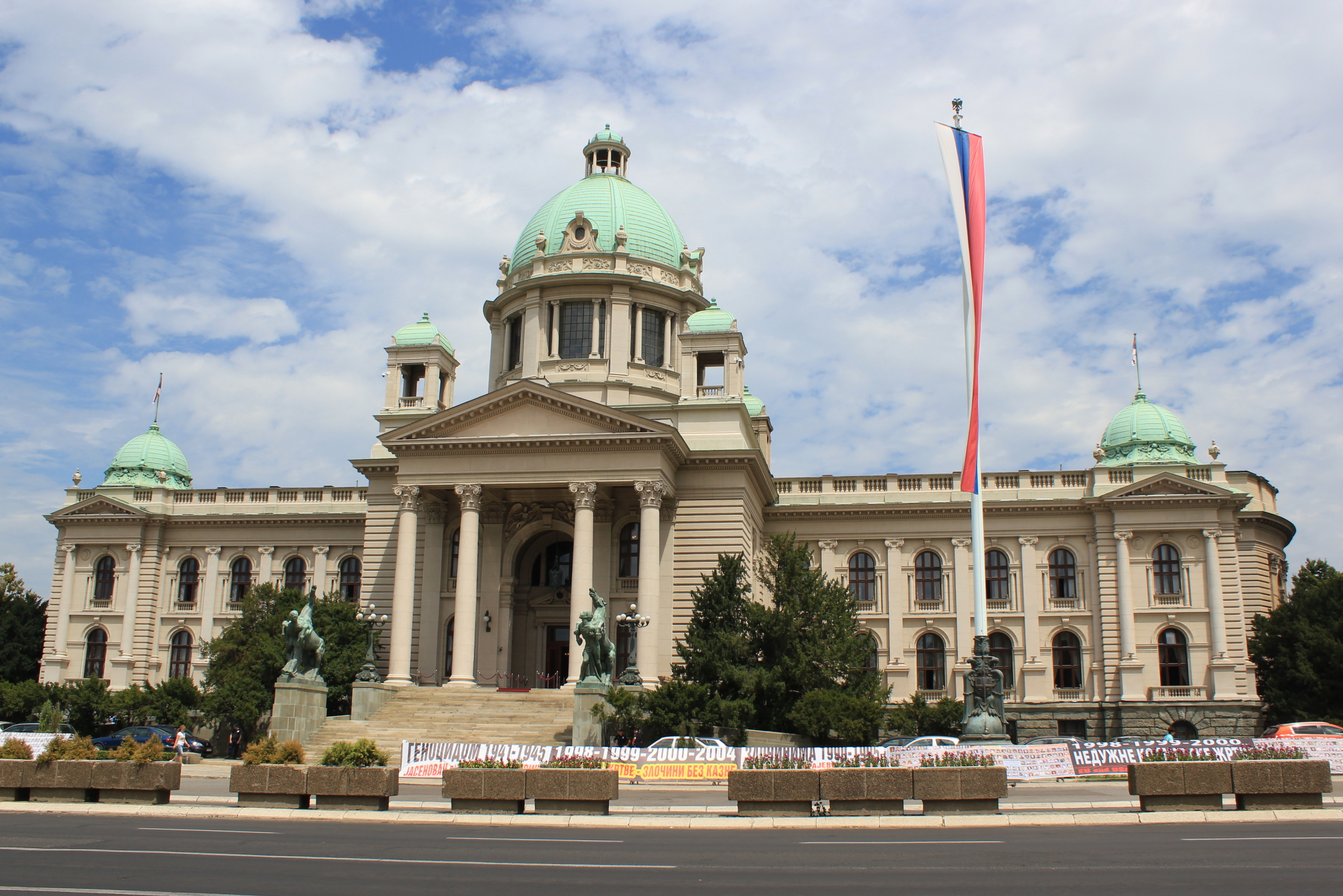
Das Parlament der Republik Serbien (Dom Narodne Skupštine)

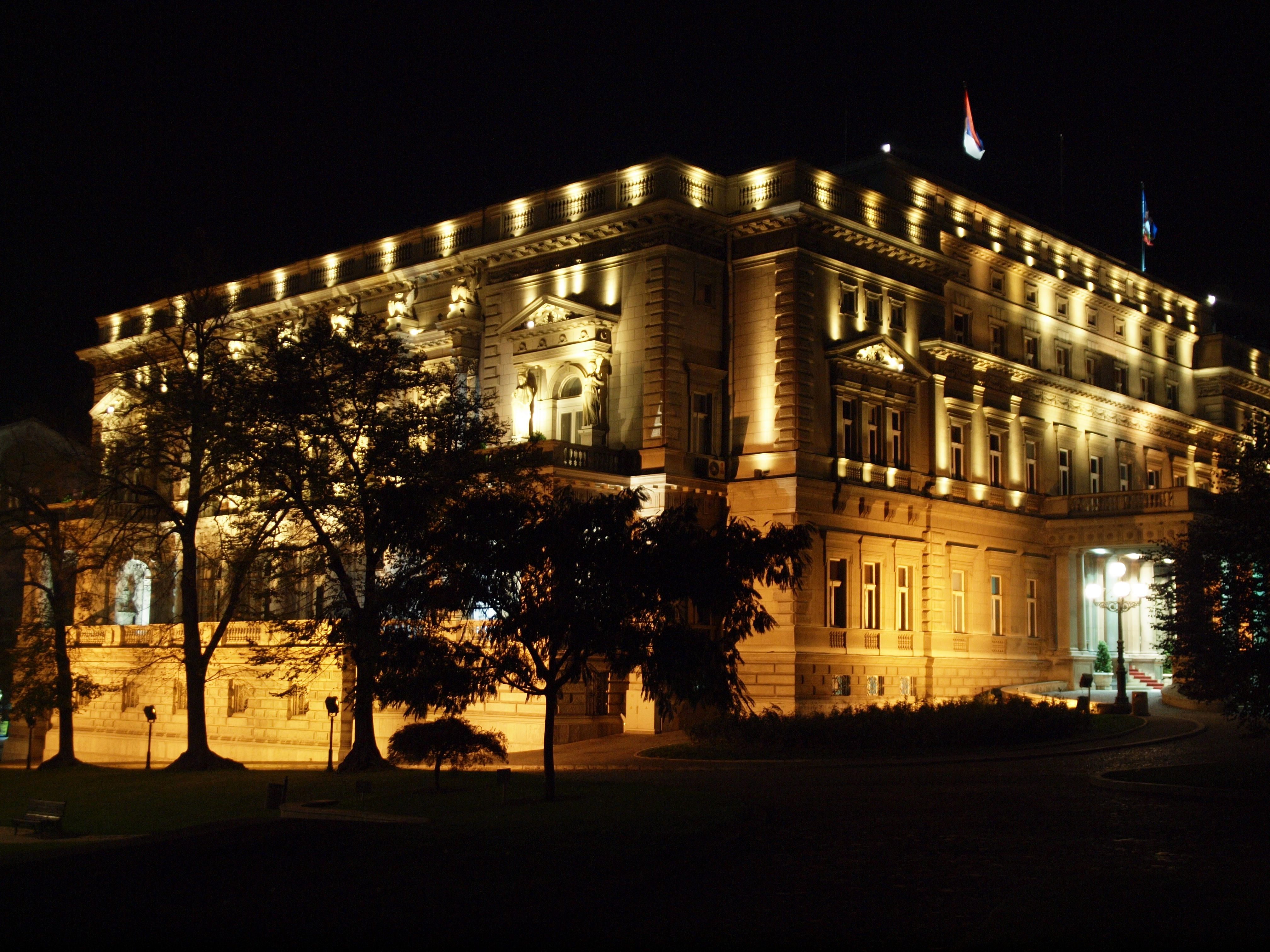
Das alte Stadtschloss beherbergt heute das Rathaus (Skupština grada Beograda)

Belgrad ist Regierungssitz des Präsidenten und der Regierung Serbiens sowie Sitz zahlreicher Behörden und Ministerien. Seit der staatlichen Eigenständigkeit haben sich die meisten Konsulate in der Stadt angesiedelt, unter anderem die amerikanische und die israelische Botschaft im Stadtviertel mit der Sava-Kirche, die französische Botschaft in der Nähe der ehemaligen Festung.

### Stadtregierung

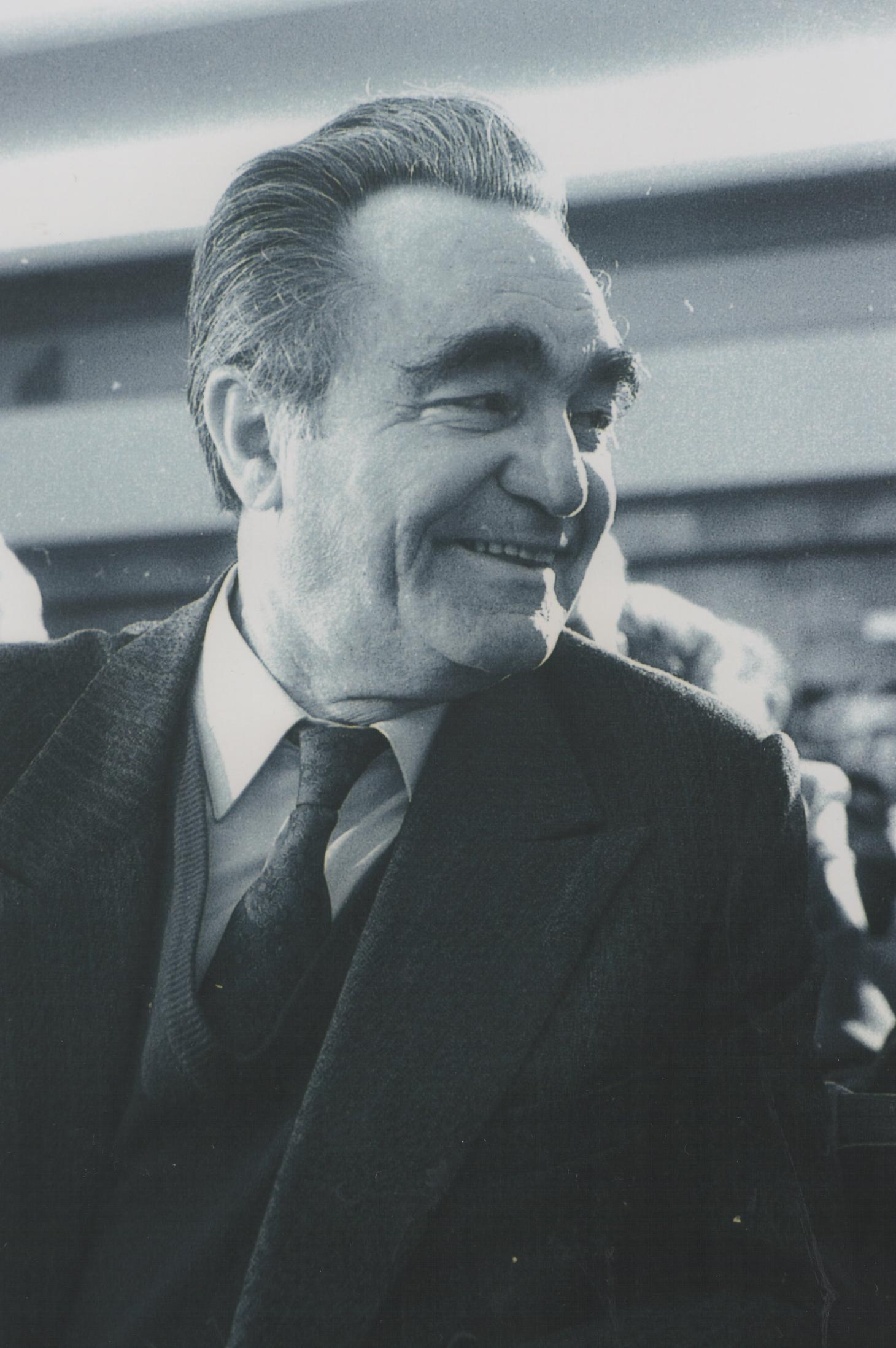
Unter Branko Pešić, Bürgermeister 1965–1974, vollzog sich die städtebauliche Umgestaltung Belgrads zur Metropole. Er ist der beliebteste Bürgermeister Belgrads geblieben

Die Stadt bildet eine eigenständige politische Einheit, die von der Stadtregierung verwaltet wird. Die Politik der Stadtverwaltung ist naturgemäß durch Koexistenz, aber auch von Konflikten mit der Staatsregierung geprägt. Dabei ist Belgrad immer Brennpunkt politischer, sozialer und gesellschaftlicher Ereignisse des Landes. So beorderte der damalige Bürgermeister Milorad Unković am 9. März 1991 ein Großaufgebot von Polizei, Armee und Panzern der JNA auf die Straßen Belgrads, um die Massendemonstration der Opposition unter Vuk Drašković niederzuschlagen. Am 5. Oktober 2000 brachte eine Massendemonstration die Regierung Milošević durch Sturm des Parlaments zu Fall.
Seit 1839 hatte Belgrad 65 Bürgermeister, darunter Nikola Pašić (1889–1891, 1896–1897) und Zoran Đinđić (1997). Erste Bürgermeisterin war Slobodanka Gruden (1993–1994). Herausstechend war die lange Amtsperiode von Branko Pešić (1965–1974), von Kontroversen und Konflikten die von Bogdan Bogdanović (1982–1986) geprägt. Der erste demokratisch gewählte Bürgermeister seit dem Zweiten Weltkrieg war 1989 Milorad Unković. Von 2004 bis zu seinem Tod am 27. September 2007 war Nenad Bogdanović von der Demokratischen Partei (DS) Bürgermeister Belgrads. Die Nachfolge trat Zoran Alimpić an (bis 10. Mai 2008). 2008–2014 war Dragan Đilas Bürgermeister (Koalition Für ein europäisches Belgrad). Bei den Kommunalwahlen vom 16. März 2014 gewann die SNS mit 43,62 % die Stadtparlamentswahlen. Sie konnte dabei auch die absolute Mehrheit von 63 Sitzen (von 110) gewinnen. Von 2014 bis 2018 war Siniša Mali amtierender Bürgermeister.
Im Stadtparlament sind vier Parteien vertreten: SNS 43,62 % (63 Sitze), DS 15,7 % (22 Sitze), SPS-PUPS-JS 11,49 % (16 Sitze), DSS 6,39 % (9 Sitze).

### Partnerstädte
Belgrad unterhält Städtepartnerschaften mit folgenden Städten:
- Chicago (Vereinigte Staaten), seit 2005
- Coventry (Vereinigtes Königreich), seit 1957
- Lahore (Pakistan), seit 2007
- Tel Aviv (Israel), seit 1990
- Wien (Österreich), seit 2003

Eine Zusammenarbeit und Freundschaft pflegt Belgrad mit:
- Athen (Griechenland)
- Banja Luka (Bosnien und Herzegowina)
- Berlin (Deutschland)
- Buenos Aires (Argentinien)
- Chicago (Vereinigte Staaten)
- Coventry (Vereinigtes Königreich)
- Dayton (Vereinigte Staaten)
- Düsseldorf (Deutschland)
- Havanna (Kuba)
- Kiew (Ukraine)
- Kuwait (Kuwait)
- Ljubljana (Slowenien)
- Madrid (Spanien)
- Neu-Delhi (Indien)
- Peking (Volksrepublik China)
- Podgorica (Montenegro)
- Prnjavor (Bosnien und Herzegowina)
- Rom (Italien)
- Sankt Petersburg (Russland)
- Skopje (Nordmazedonien)
- Stockholm (Schweden)
- Tel Aviv (Israel)
- Tripolis (Libyen)
- Tunis (Tunesien)
- Wien (Österreich)

### Wappen

Das kleine Wappen

Blasonierung: „Geteilt, oben in Blau auf geböschter Teilung eine schwarzgefugte weiße Zinnenmauer, darin ein gefasstes offenes Rundportal mit ausgeschwenkten Torflügeln, zwei spitzbedachten, schwarz befensterten Eckwehrerkern und aufgesetztem Turm mit vorkragendem Zinnenkranz und vier schwarzen Fenstern (2/2), unten in Rot zwei silberne Wellenbalken, aus dem unteren wachsend eine goldene Triere mit drei beknauften goldenen Masten, der mittlere Großmast höher, an schwarzen Pardunen, daran je ein silbernes Rahsegel an goldener Rah, und neun schwarzen Riemen (3/4/2) aus silbernen Öffnungen.“
Die erste Erwähnung des Belgrader Wappens datiert von 1403, als Belgrad zum ersten Mal Hauptstadt des serbischen Despotats wurde.
Das Belgrader Wappen von 1555 unter Ungarn trägt den Namen Fuggerspiegel der Ehre.
Mit der österreichischen Eroberung Belgrads im 18. Jahrhundert wurde die unter den Osmanen eingestellte Wappen-Tradition wiederbelebt und 1725 auf Vorschlag des kaiserlichen Gouverneurs Alexander von Württemberg ein neues Wappen gezeichnet.
Erst 1931 regte Belgrads Bürgermeister Milan Nešić die Neugestaltung des heutigen Belgrader Wappens an, für das ein Gremium aus Künstlern, Heraldikern, Historiker, Generälen und Staatsräten gebildet wurde. Das Wappen sollte in seiner Darstellung:
1. die Form eines Schildes, der nach unten in einer sanften Spitze endet,
2. die Landesfarben, die Flüsse, eine römische Triere und einen Befestigungswall mit Turm und offenem Tor,
3. sowie farblich den Boden als Zeichen des häufigen kriegerischen Leids rot, die Flüsse und Mauern als Zeichen der „weißen Stadt“ weiß und den Himmel als Symbol der Hoffnung und des Glaubens an eine bessere Zukunft blau zeigen.

Die Ausschreibung gewann der Entwurf Đorđe Andrejević Kuns, der in der „Belgrader Allgemeinen Zeitung“ veröffentlicht wurde.

## Bevölkerung

### Stadtentwicklung

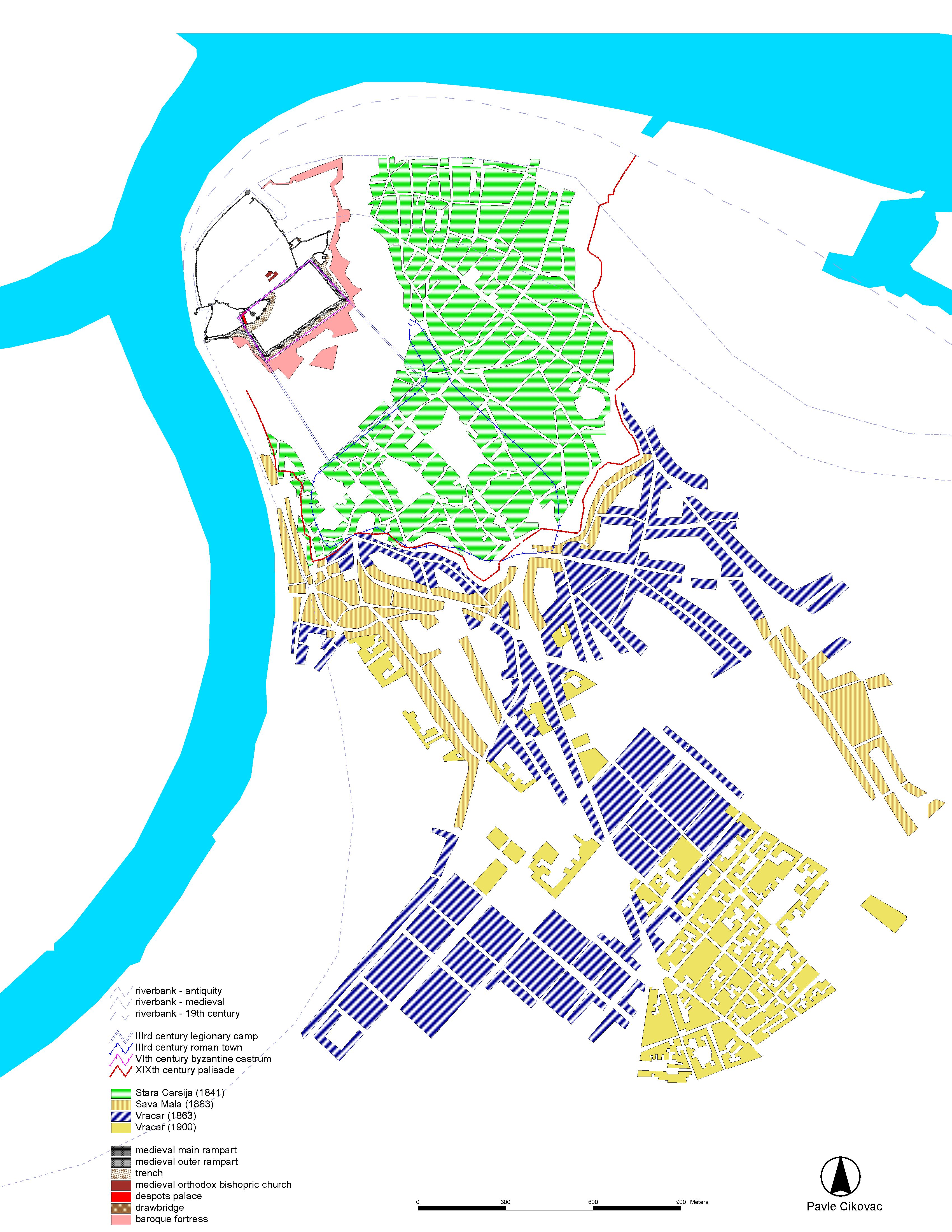
Stadtentwicklung Belgrads von 1815 bis 1900

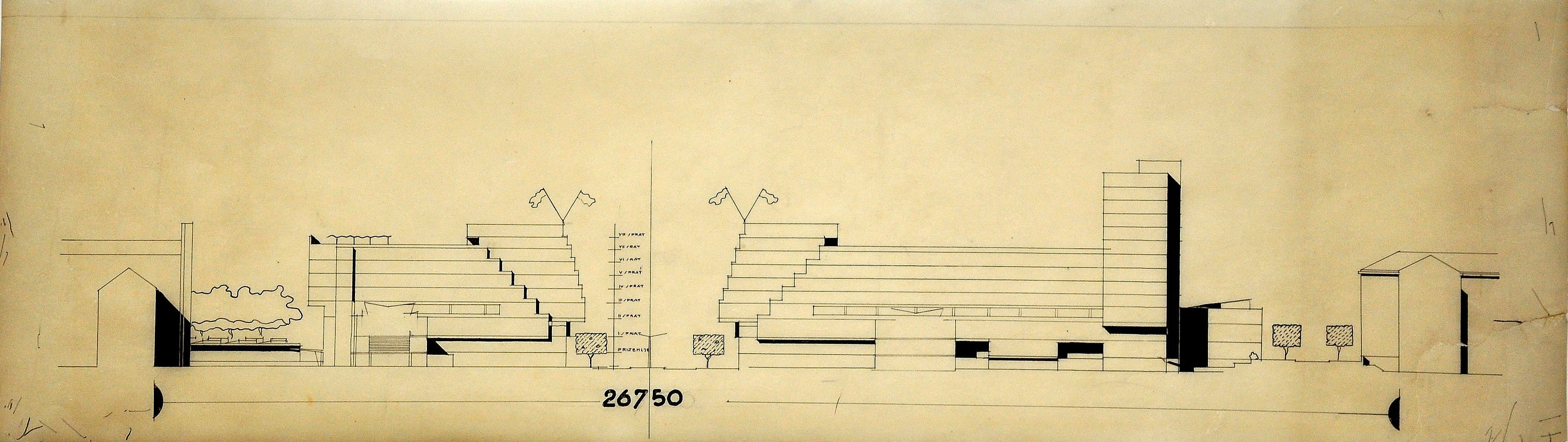
Nikola Dobrović war der erste Stadtplaner des neuen modernen Nachkriegsbelgrad. Er hat unter anderem die beiden Generalstabsgebäude an der Nemanjina ulica, die 1999 durch Bomben der NATO schwer beschädigt wurden, entworfen.

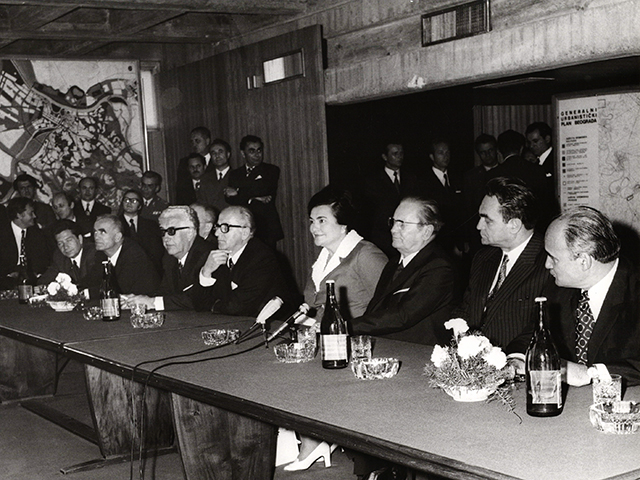
Der Masterplan von 1972 war der bedeutendste, den die Stadt bekommen hat. 1972 besuchte daher Josip Broz Tito mit Frau Jovanka das Amt für Stadtplanung in Belgrad um sich das Ergebnis zeigen zu lassen. Neben Tito sitzend, Branko Pešić, Bürgermeister Belgrads

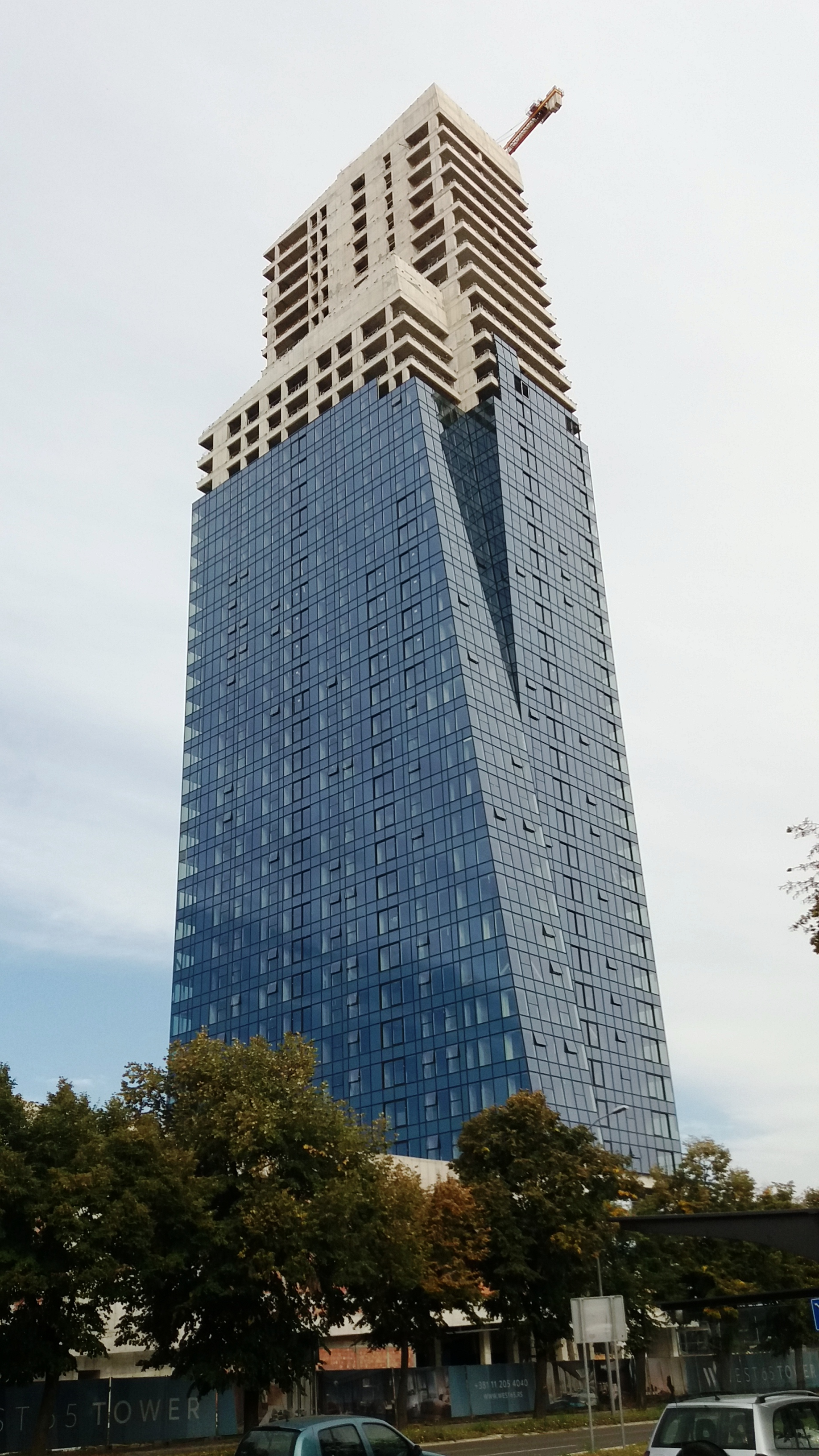
Nach dem Systemwechsel 1990 entwickelte sich Novi Beograd zu einem aufstrebenden Businessdistrikt. Der im Bau befindliche 165 m hohe West 65 Tower wird der höchste Wolkenkratzer Novi Beograds.

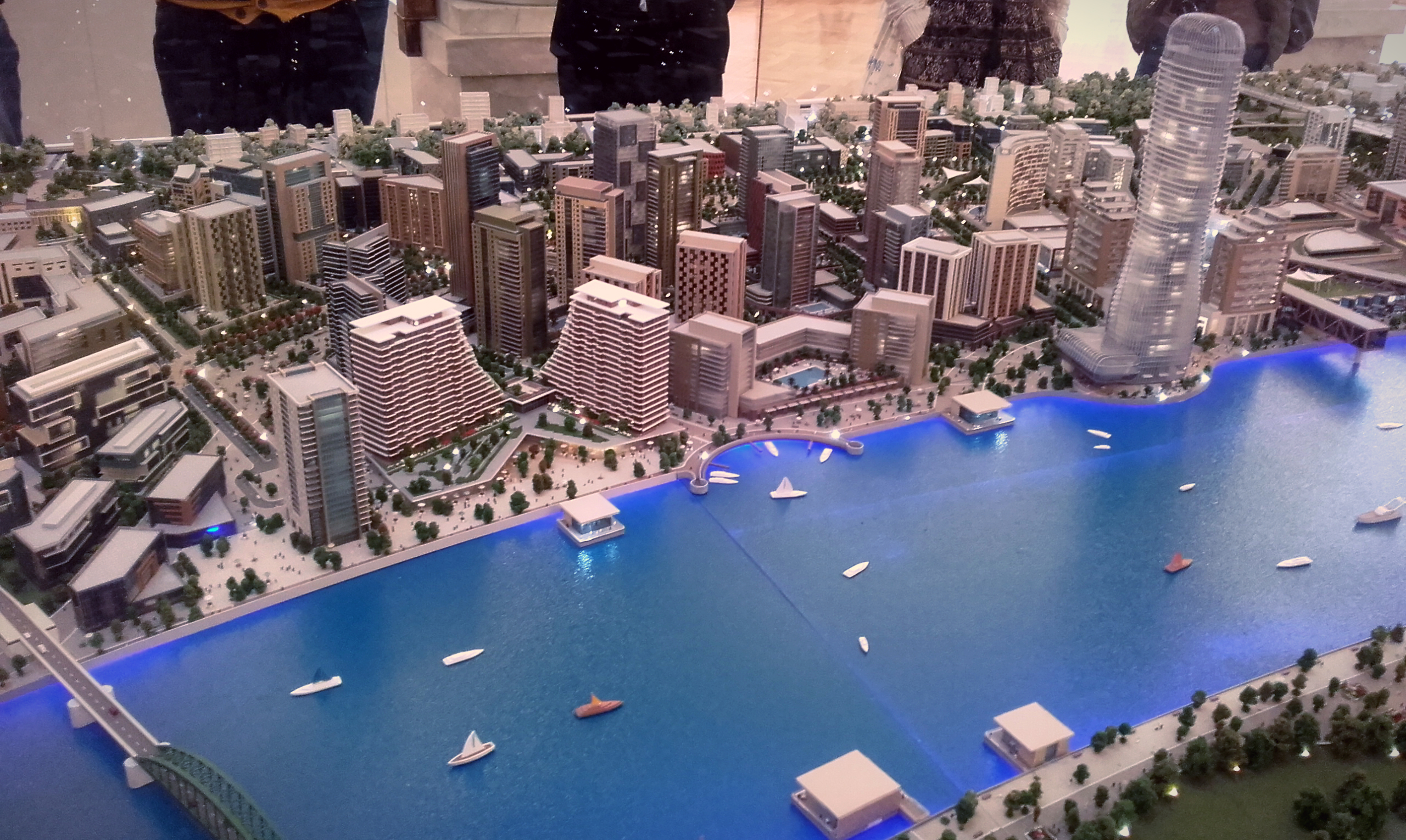
Belgrade Waterfront ist ein Projekt des Real Estate Investors Mohamed Alabbar aus den Vereinigten Arabischen Emiraten.

Die historische Altstadt, heute Großteil von Stari Grad, war noch bis 1850 deckungsgleich mit dem Stadtgebiet. Sie wurde durch einen Palisadenschanze mit drei Toren (Vašarska kapija, Stambol kapija, Vidin kapija) zwischen Save und Donau eingegrenzt. Innerhalb der Schanze bildeten die Stara Caršija, Dorčol und der Stari Vašar (Marktplatz) Bezirke der Zivilstadt. Die Einwohnerzahl verdoppelte sich dabei von 1840 auf 1860 auf etwa 20.000. Die von den Osmanen mit einem osmanischen Militärgouverneur verwaltete Festung blieb noch bis 1867 eine politisch und territorial unabhängige Einheit. Nachdem die Osmanen 1804 und 1813 kurzzeitig die Kontrolle über den Großteil der ländlichen Gebiete im Paschalik von Belgrad verloren hatten, legalisierten sie ab 1830 in einem Abkommen mit Miloš Obrenović die Oberhoheit des Fürsten über die christlichen Bewohner im Paschalik von Belgrad. Die muslimischen Bewohner wurden osmanischen Behörden, christliche und jüdische Einwohner, die 1836 etwa die Hälfte der Bevölkerung stellten, dagegen der Autorität des Magistrats der Stadt unterstellt. Den Muslimen war es dabei auch bis zum Ende der osmanischen Militärverwaltung verboten, eigenen Grundbesitz in der Stadt zu verkaufen. Erst 1841 wurde es erstmals gestattet, innerhalb der Schanze ein christliches Gotteshaus zu errichten (Saborna Crkva, 1841). Nach 1833 verlor das Osmanische Reich zunehmend das Interesse an den öffentlichen Verwaltungsaufgaben, und der Magistrat übernahm auch die öffentliche Wasserversorgung der Brunnen (çesme/česme). Durch den 1862 an einem Brunnen (çükür çemse/Čukur čemsa) entbrannten Aufstand von Belgrad, der sich aus innerethnischen Konflikten von Christen und Muslimen entwickelte, wurde die Übergabe der osmanischen Militärverwaltung bis zu einer Übergangszeit 1867 an die serbischen Behörden beschlossen. Die osmanische Flagge verblieb aber noch bis 1878 auf der Festung als Symbol imperialer Zugehörigkeit zum Osmanischen Reich.
Nach dem militärischen Abzug, den die weitläufige Migration der muslimischen Einwohner Belgrads begleitete, wurde eine generelle Regulierung des Stadtgebietes innerhalb der Schanze ausgearbeitet, die durch die entleerten muslimischen Stadtviertel notwendig wurde. Mit der „Deosmanisierung“ des orientalisch geprägten Charakters und der geplanten städtebaulichen Vollendung der nationalen Hauptstadt, bei der der überwiegende Anteil osmanischer Bauwerke abgerissen wurde (von ehemals 16 Moscheen fielen dabei alle bis auf eine der Regulierung zum Opfer), wurde auch der großzügige Aufbau moderner Verwaltungsviertel begonnen. Bis zum Ausbruch des Ersten Weltkrieges wuchs die Stadt so in südlicher Verlängerung der Sava Mala (heute Savski Venac) und Vračar mit der älteren Siedlung Palilula zusammen. Nach 1918 kamen auch die ehemals habsburgisch verwalteten linksseitigen Ufer der Save und Donau zum Stadtgebiet Belgrads hinzu, doch erst 1948 wurde hier mit dem Bau von Novi Beograd eine Stadtregulierung vollzogen. Als Modellstadt und neue Metropole des sozialistischen Jugoslawiens entwickelte sie sich aus dem 1950 angenommenen Generalurbanisierungsplan für Belgrad (GUP 1950). Stadtplaner und Bundesregierung hatten einen Masterplan nach Grundzügen der Charta von Athen entworfen. Novi Beograd wurde als sternförmige („Radiant City“) Stadtanlage konzipiert, in der neben administrativen Gebäuden riesige Wohnblocks aus vorfabrizierten Betonbauteilen beherrschend waren. Sie sollten das Wohnungsproblem der Nachkriegsbevölkerung, in Belgrad waren im Krieg 12.889 von 30.000 Wohnungen zerstört oder beschädigt, beheben. Nachdem Jugoslawien in den 1960er Jahren ökonomische Reformen weg vom kollektivistisch staatsgeführten Wirtschaftsmodell zu einem konsumorientierten, mehr individualistischen Modell durchgeführt hatte, wurde die weitere Stadtentwicklung nicht mehr an die europäischen modernistischen Architekturtendenzen, sondern an amerikanische Stadtentwicklungsmodelle angepasst. Als ausländische Berater engagierte die Stadt Stadtplaner der Wayne University in Detroit (1968–1974), die den Fokus auf die Verkehrswegeinfrastruktur durch funktionale Verbindung unter den Stadtteilen mit Methoden der Kybernetik und Einsatz von Computermodellen festlegten. Der 1972 aus internationaler amerikanisch-jugoslawischer Kooperation entstandene Generalurbanisierungsplan (GUP 1972) sah eine grundsätzliche Rekonstruktion der Schienenwege und Verlegung der Bahnhöfe sowie der Hauptverkehrsstraßen durch und um die Stadt vor, sowie insbesondere als Gegenentwicklung für den seit den 1960er Jahren stark gestiegenen Individualverkehr den Bau einer U-Bahn. Neben der Stadtautobahn wurde der Neue Belgrader Eisenbahnknoten eingerichtet, der Bau einer U-Bahn nach langjähriger Planung aufgegeben. Anders als in den Städten Westeuropas, wo ähnlich wie in Belgrad nach dem Zweiten Weltkrieg Trabantenstädte nach der Idee Le Corbusiers entstanden waren, blieben die modernistischen Wohnblöcke in Belgrad, insbesondere auf dem linksseitigen Saveufer, jedoch bis in die jüngste Zeit vital. Nach 2000 boten die weiten ebenen und vielfach unbebauten Flächen Novi Beograds einen Vorteil für die Ansiedlung von Unternehmen. Novi Beograd, das als Schlafstadt gegenüber dem alten Zentrum entstanden war, entwickelte sich so im 21. Jahrhundert zum ergänzenden Central Business District der Stadt. Am südlichen Rand der Altstadt wurde seit 2014 auf 110 Hektar Fläche mit der Beseitigung der historischen Schieneninfrastruktur des alten Hauptbahnhofs der Bau des Großprojekts Belgrade Waterfront begonnen. Vom Investor Emaar Properties wird Belgrade Waterfront als Luxusquartier konzipiert. Der im Bau befindliche Belgrade Tower ist die zentrale Landmarke des Projekts.

### Einwohnerentwicklung
Statistik
Zwischen dem 13. und 16. Jahrhundert verdoppelte sich die Einwohnerschaft, im Jahr 1284 waren rund 25.000 Personen registriert, 1426 bereits 50.000. Die stark rückläufigen Zahlen bis zum beginnenden 19. Jahrhundert sind in den zahlreichen Kämpfen und Eroberungen zu suchen. Weitere Details siehe unter Geschichte.
| Jahr      | 1660   | 1683    | 1820      | 1834      | 1846   | 1850   | 1854   | 1859   | 1863   | 1867   | 1874   | 1878   | 1884   | 1890   | 1895   | 1900            |
| --------- | ------ | ------- | --------- | --------- | ------ | ------ | ------ | ------ | ------ | ------ | ------ | ------ | ------ | ------ | ------ | --------------- |
| Einwohner | 98.000 | 100.000 | ca. 5.000 | ca. 8.450 | 14.386 | 15.485 | 16.733 | 18.890 | 14.760 | 24.612 | 27.605 | 50,000 | 35.483 | 54.249 | 59.115 | 69.100– 069.769 |

| Jahr      | 1910   | 1914    | 1919         | 1920    | 1931     | 1940        | 1941    | 1959    | 1965      | 1981      | 1991      |
| --------- | ------ | ------- | ------------ | ------- | -------- | ----------- | ------- | ------- | --------- | --------- | --------- |
| Einwohner | 89.876 | 100.000 | ca. 0090.000 | 112.000 | 0238.775 | ca. 430.000 | 340.000 | 542.000 | 1.000.000 | 1.480.000 | 1.552.151 |

| Jahr      | 2002      | 2008      | 2011      | 2019      |
| --------- | --------- | --------- | --------- | --------- |
| Einwohner | 1.546.812 | 1.650.000 | 1.659.440 | 1.694.056 |

Weitere Quellen: Bevölkerungsentwicklung 1834–1940
Einige Gründe der offensichtlichen Veränderungen im 20. Jahrhundert
Zum Zeitpunkt der letzten Volkszählung 2008 waren etwa 1,65 Millionen Bürger in Belgrad registriert. Durch die anhaltende Bevölkerungsmigration steht der jährlichen natürlichen Bevölkerungsabnahme Belgrads von 4.000 Menschen ein jährlicher Migrationssaldo von 11.000 Zuzüglern gegenüber. Nach vorläufigen Schätzungen des Städtischen Amtes für Statistik und Informatik ist die Stadtbevölkerung seit der letzten Volkszählung um 150.000 Menschen angewachsen. Damit kann heute von etwa 1,7 Mio. Menschen im engeren Stadtgebiet ausgegangen werden. Um verlässliche Zahlen zu bekommen, fand bis zum 15. April 2009 eine stichprobenartige statistische Bevölkerungserhebung statt. Eine generelle Volkszählung wurde 2011 durchgeführt und ergab für Belgrad 1,659440 Millionen Einwohner.
Die Einwohnerentwicklung in Belgrad erfolgte nach dem Zweiten Weltkrieg sehr dynamisch. Die Transformation Belgrads als Hauptstadt eines Agrarstaates in der Zeit des Königreichs zu einer Industriestadt im sozialistischen Jugoslawien war aber auch mit Auflösung des Staates nicht abgeschlossen. So war in Jugoslawien noch Anfang der 1990er ein Urbanisierungsgrad von nur 53 Prozent erreicht. Die Anstrengungen einer rapiden Industrialisierung und der damit verbundene Arbeitskräftebedarf erforderten den Zuzug von Personen aus ländlichen Gegenden. Das ließ die Einwohnerzahlen auf das mehr als Zweieinhalbfache (in der Agglomeration) ansteigen, von 634.000 im Jahr 1948 auf 1.621.000 im Jahr 1999.
Die Land-Stadt-Migration war noch bis in die 1980er sehr hoch, fiel danach aber merklich ab. Während der 1980er nahm dagegen der tägliche Pendelverkehr zu, was sich durch die nicht adäquate Verkehrsinfrastruktur und die Überdimensionierung der Stadt als nachteilige Entwicklung des schnellen Bevölkerungswachstums herausstellte. So halten sich in der Stadt täglich 60.000 Pendler auf, die aufgrund ihres Arbeitsplatzes, Ausbildung oder Studiums in die Stadt kommen (Stand 2011).
Die Einwohnerzahlen verringerten sich ab den 1980er Jahren vor allem durch Diskontinuität ökonomischer und sozialer Entwicklung und durch Auswanderung akademisch Ausgebildeter. Das wurde in den krisenhaften 1990ern nicht durch den Zuzug von Flüchtlingen der im Bürgerkrieg Vertriebenen ausgeglichen. Zuletzt haben seit 1999 weitere 136.000 Binnenflüchtlinge das Kosovo verlassen und sich in Belgrad niedergelassen.
Seit Mitte der 1980er gehörte zu den besonders augenfälligen Entwicklungen auch die Gründung großer Roma-Armutssiedlungen. Laut unbestätigten Angaben sollen bis zu 100.000 Roma insbesondere in Armutsgettos in Novi Beograd leben. Das führte zu sozialen Konflikten mit der Stadtverwaltung und Anwohnern. Die größte dieser Siedlungen, Karton city oder Beograd Gazela, lag zwischen den Blöcken 19 und 21 am linken Saveufer unweit der Gazela-Brücke und beherbergte ca. 130 Familien mit über 1.000 Bewohnern. Über eine Umsiedlung konnte man sich zunächst auch nach langjähriger Planung nicht einigen, doch begann die Stadt Anfang April 2009, kleinere Roma Slum-Siedlungen zwangszuräumen und schließlich im selben Jahr auch Beograd Gazela.

### Bevölkerungsstruktur
Die Serben stellen mit 1.417.187 Einwohnern die klare Mehrheit in Belgrad. Es folgen Jugoslawen (22.161), Montenegriner (21.190), Roma (19.191), Kroaten (10.382), Mazedonier (8.372) und Bosniaken (4.617).
Die größten Gruppen der melderechtlich in Belgrad registrierten Ausländer kommen aus dem Gebiet des ehemaligen Jugoslawien. Die größte außereuropäische Ethnie stellen die Chinesen, die in den 1990er Jahren nach Belgrad kamen. Der Neu-Belgrader Block 70 ist unter den Belgradern als Chinatown bekannt.
Durch die Stellung Jugoslawiens in der Bewegung der Blockfreien und die guten Beziehungen zu den arabischen Staaten kamen in den 1970er Jahren zahlreiche arabische Studenten nach Belgrad.
Nach dem russischen Überfall auf die Ukraine 2022 haben in der Zeit von Februar bis Oktober 2022 mehr als 140.000 russische Staatsbürger einen festen Wohnsitz in Serbien angemeldet, hiervon die meisten in Belgrad.

### Religionen

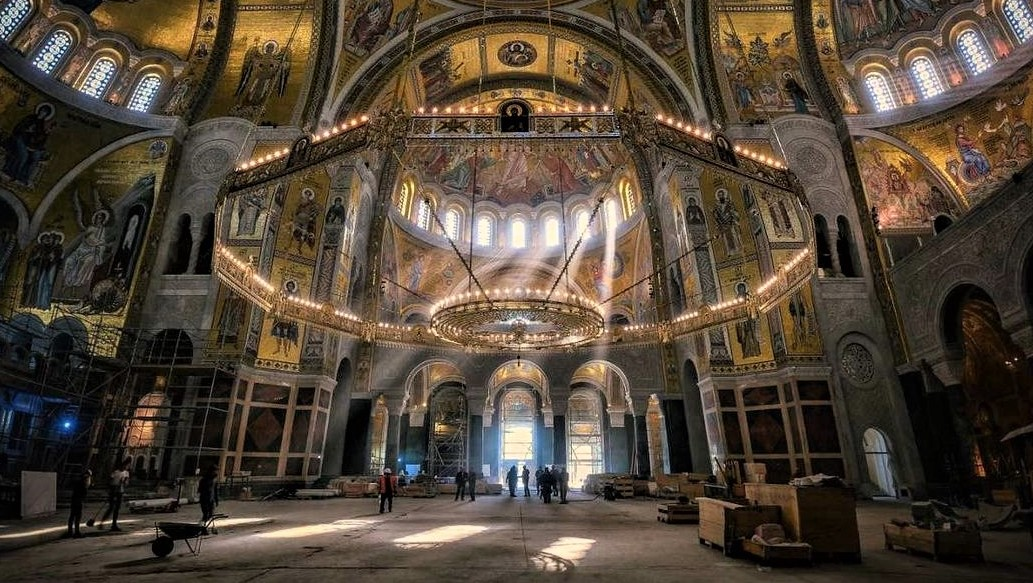
Nach fast 100 Jahren Planungs- und Bauzeit wurde der Dom des Heiligen Sava 2020 vollendet. Er wird oft mit der Hagia Sophia verglichen, der er in Stil und Dimensionen nachgebildet wurde.

Gemäß der Volkszählung von 2002 gehören 90,68 Prozent der Belgrader der orthodoxen Kirche an, rund 1,03 Prozent der römisch-katholischen und circa 0,24 Prozent der evangelischen. Etwa 1,29 Prozent bekennen sich zum Islam, 0,03 Prozent zum Judentum, 2,02 Prozent zu anderen Konfessionen, und 3 Prozent erklären sich als Nichtgläubige.
Belgrad ist Sitz des orthodoxen Patriarchen der serbisch-orthodoxen Kirche, eines römisch-katholischen Erzbischofs (Erzbistum Belgrad) und verschiedener evangelischer Landeskirchen.

## Wirtschaft

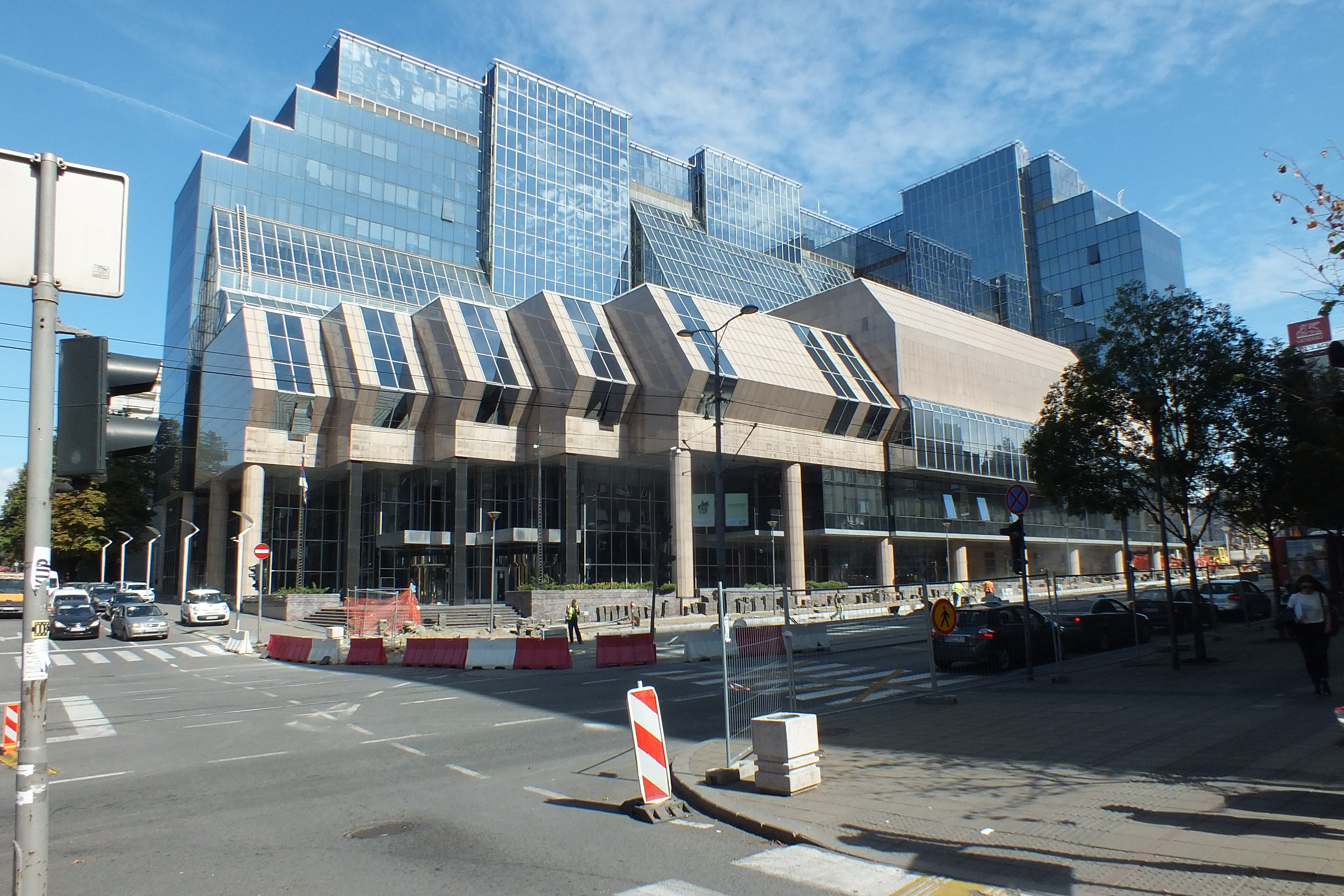
Hauptsitz der Serbischen Nationalbank

In Belgrad werden mehr als 30 Prozent des serbischen BIPs erwirtschaftet. Die Stadt beschäftigt auch mehr als 30 Prozent der serbischen Bevölkerung. Das durchschnittliche monatliche Pro-Kopf-Einkommen in Belgrad beträgt 47.500 RSD. Dies entspricht einem Pro-Kopf-BIP von 6.864 EUR oder 10.836 US-Dollar, nach Kaufkraftparität (PPP) 18.204 US-Dollar. 2007 besaßen 45,4 Prozent der städtischen Haushalte einen Computer. Nach der gleichen Umfrage haben 39,1 Prozent der Haushalte einen Internetanschluss.
Die Lage Belgrads begünstigte die Entwicklung einer starken primaren Industrie. Auf weiten Schlägen in der Donautiefebene werden weitflächig Industriepflanzen angebaut. Das Belgrader Kombinat PKB (Poljoprvredni Kombinat Beograd) ist einer der größten Lebensmittelproduzenten und Unternehmen im Agrobusiness. 30.000 Hektar, davon 23.000 in Staats- und 7.000 in Betriebseigentum werden bewirtschaftet. Belgrad ist über die Braunkohlekombinate im Kolubarabecken ein wichtiger Standort der Energieerzeugung. Die TPP Nikola Tesla sind die größten stromerzeugenden Kraftwerke des Landes. Das Unternehmen verfügt über 100 km interne Eisenbahnstrecken.

### Ansässige Unternehmen

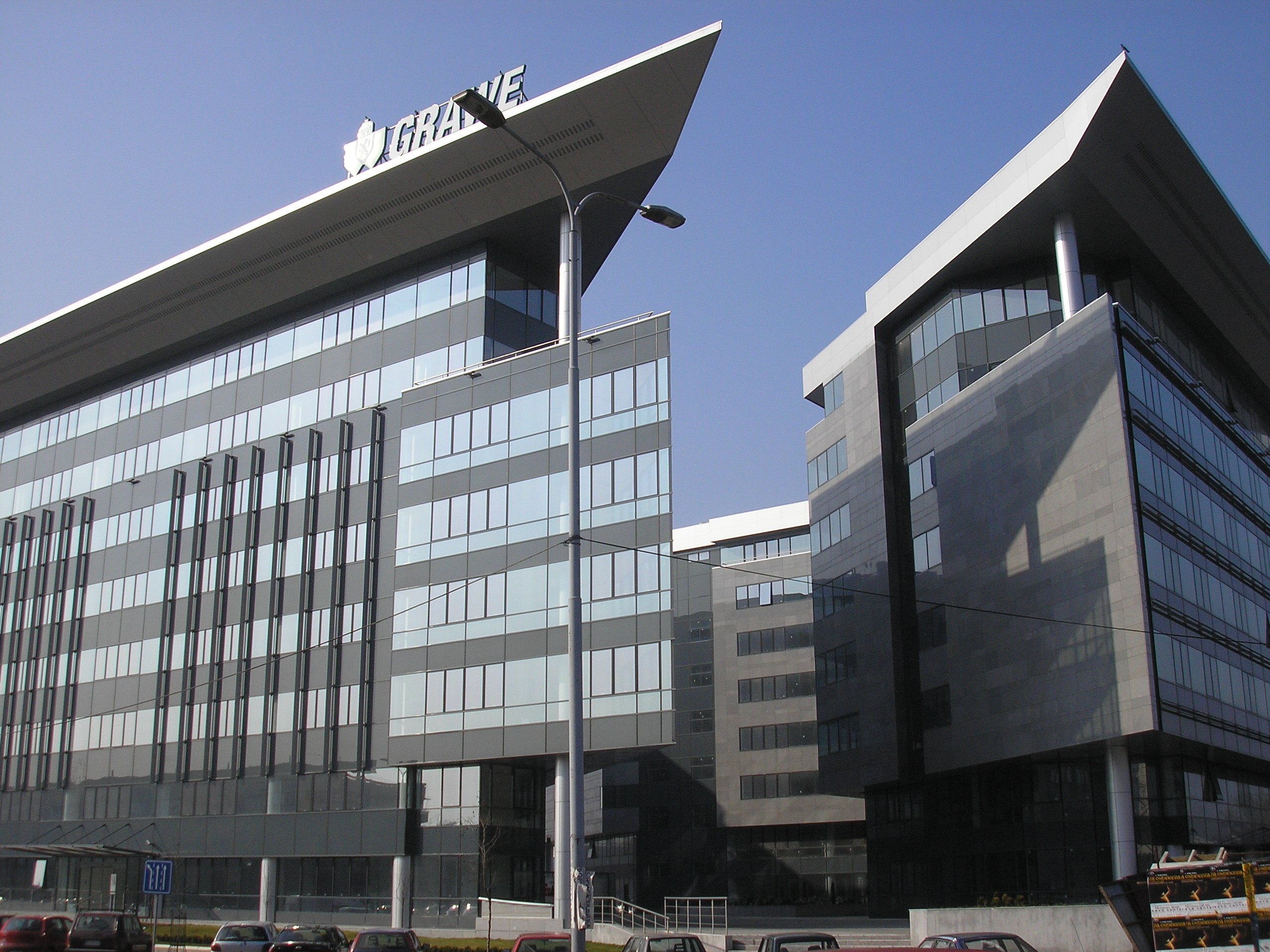
Modernes Bürogebäude in Neu-Belgrad

Der Dienstleistungssektor entwickelte sich durch die Ansiedlung von Verwaltungen, Banken und Versicherungen sowie als Sitz von Verlagen und Medienunternehmen aufgrund des Status als Hauptstadt Serbiens und ehemaligen Hauptstadt Jugoslawiens schon kurz nach dem Zweiten Weltkrieg rasch. Im Dienstleistungssektor arbeiten im 21. Jahrhundert 72 Prozent. Beispielhaft für die Finanzwirtschaft und den Kapitalmarkt steht unter anderem die nationale Wertpapierbörse – die Beogradska Berza. In der verarbeitenden Industrie 25 Prozent und in der Land- und Forstwirtschaft 3 Prozent der Beschäftigten. Die verarbeitende Industrie besteht vor allem aus dem Maschinenbau (IMT Rakovica – Fabrik für Motoren und Traktoren) aus Gießereien. Dazu kommen die Bau- und Ingenieurswirtschaft (Mostogradnja), Energiebetriebe (Energoprojekt), Fahrzeug- und Rüstungsindustrie (Vojnotehnički Institut VTI, Tehnički opitni centar), der Schiffbau sowie die Textil- und chemische Industrie (Prva Iskra, Galenika, Tehnogas, Beopetrol, Tehnohemija). Die petrochemische Industrie in der Umgebung von Pančevo ist durch eine Großraffinerie (Rafinerija Beograd) vertreten. Besondere außenwirtschaftliche Bedeutung hatte und hat die Rüstungsindustrie, deren Exporte zentral über das in Belgrad ansässige Unternehmen Jugoimport laufen. In der Umgebung Belgrads ist zudem die Luftfahrtindustrie durch die Unternehmen Utva in Pančevo, die JAT Tehnika in Surčin und Moma Stanojlović in Batajnica vertreten.
Auch nach der Auflösung Jugoslawiens besitzt Belgrad im Bereich der Unternehmen noch immer eine herausgehobene Steuerungsfunktion für das gesamte Gebiet des ehemaligen Jugoslawien. 60 % aller ausländischen Direktinvestitionen entfielen im ersten Jahrzehnt des 21. Jahrhunderts auf die Hauptstadt Serbiens. Sie sind Indiz, dass die Stadt eine bedeutende Gateway Funktion innehat. In der Mitte der 2000er Jahre wurde Belgrad von einer renommierten Wirtschaftszeitung, dem Financial Times Magazine, zur Stadt der Zukunft in der Region Südeuropa gewählt. Außerdem erhielt die Stadt auch Auszeichnungen wie „Markt des Monats“ und einen Preis für die beste Industrieneuansiedlung in Südosteuropa. Auch die große US-amerikanische Firma Microsoft eröffnete in der serbischen Hauptstadt ihr viertes internationales Entwicklungszentrum, was eine Topempfehlung des Standortes für ausländische Investoren darstellte.
Belgrad ist regionaler Standort bedeutender internationaler Finanzagenturen. Die US-amerikanische Regierungsagentur DFC (U.S. International Development Finance Corporation) hat 2020 Belgrad als regionalen Sitz seiner Geschäfte in Europa ausgewählt. Während das alte Dienstleistungszentrum am rechtsseitigen Saveufer insbesondere durch Verwaltungsstandorte, Unternehmensberatung, Rechtsdienstleistung und Banken geprägt ist, dominiert im linksseitigen Geschäftszentrum Novi Beograds der boomende IT-Sektor. Seit 2020 führt hier das chinesische Hightechunternehmen Huawei ein Innovations- und Entwicklungszentrum, das die digitale Transformation Serbiens begleitet. Auch die chinesischen Eisenbahnen unterhalten über die China Railway Signal & Communication Co., Ltd. (CRSC) seit 2019 ebenfalls ein Befehls- und Betriebssteuerungszentrum für die im Bau befindliche Schnellfahrstrecke der ŽS.
In Belgrad haben auch viele multinationale Unternehmen ihren Sitz, zu denen die Société Générale, Intel, Motorola, Mondelēz International, Metro Cash & Carry, Unilever, OMV, Carlsberg, Microsoft und Japan Tobacco gehören. Die Stadt ist zudem Sitz der Serbischen Nationalbank und bedeutender Staatsunternehmen wie Air Serbia, Telekom Srbija, Telenor Srbija sowie Zentrum der einheimischen Privatwirtschaft (Delta Holding).
Im neu entstandenen Gewerbegebiet der Airport City sind neben Mercedes-Benz, DHL, Siemens und andere Unternehmen in den ersten aus zwölf Glasbürotürmen bestehenden Business Park eingezogen.
Die regional bedeutende Belgrader Messe (Beogradski Sajam) stellt den wichtigsten Messeplatz des Landes. Auf 84.000 m² Fläche finden sich 16 Hallen, in denen jährlich über 40 Messen stattfinden. Darunter sind der Oktobersalon, die Militärmesse Partner sowie der Belgrader Autosalon die bekanntesten.

### Tourismus

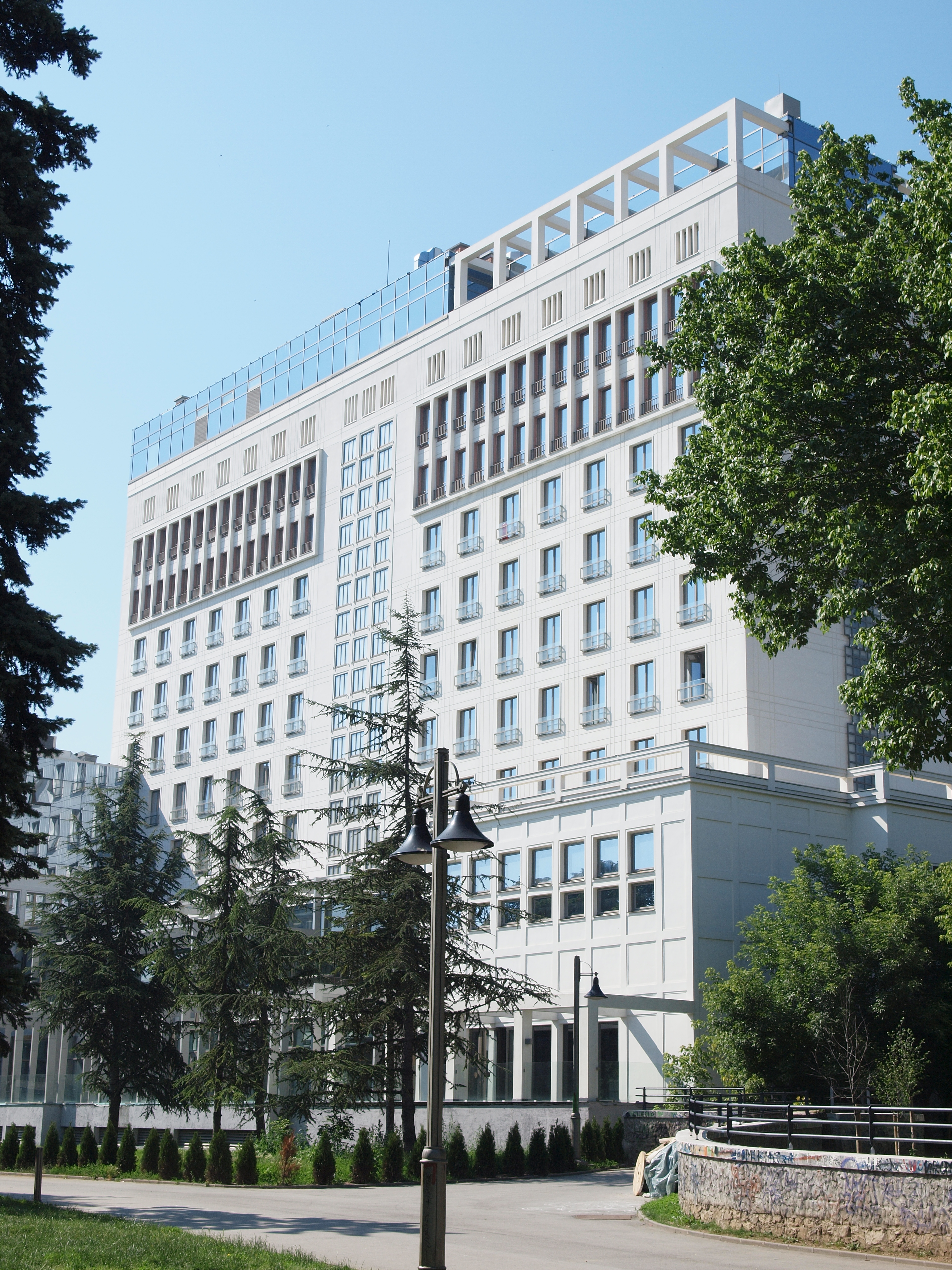
Hotel Metropol Plaza, das älteste fünf Sterne Hotel der Stadt gehört heute zu Mariott

Die Stadt wurde 2018 von 1.142.943 Touristen besucht. 938.448 davon kamen aus dem Ausland, was 84 % aller Touristen in Belgrad ausmacht.
Belgrad ist Serbiens bedeutendstes Tourismuszentrum mit einer großen Anzahl von Hotels sowie Hostels. Mit dem für die Stadt an Bedeutung gewonnen internationalen Städtetourismus zog die Stadt insbesondere nach der demokratischen Wende 2000 auch international führende Hotelketten an. Als das Hyatt Regency Belgrad 1989 zur damaligen 9. Gipfelkonferenz der Blockfreien in Belgrad eröffnet wurde, bildete es über Jahrzehnte die erste Adresse der Stadt. Marriott International erwarb 2008 das älteste Luxushotel Belgrads, das Metropol Plaza Hotel Belgrad. Es wurde 2013 in die Luxury Collection eingereiht. Marriott eröffnete 2015 auch als erster großer Hotelkonzern ein neues Hotel. 2018 wurde das Hilton Belgrade als eines der größten Fünf-Sterne-Hotels der Stadt in der Ulica Kralja Milana eingeweiht. 2022 wird im Marriott/Sheraton-Ableger St. Regis Belgrade im von Skidmore, Owings & Merrill entworfenen Belgrade Tower eine der exklusivsten Luxus-Hotelketten mit einem Hotel und separaten Luxus-Wohnquartieren einziehen. Da St. Regis in Europa zurzeit (Stand 2020) nur 4 exklusive Hotels (Rom, Florenz, Moskau und Istanbul) der höchsten Kategorie von Marriott International betreibt, wurde die Entscheidung des Konzerns für Belgrad als große Aufwertung der Stadt im Internationalen Städte-Ranking gewertet.
Die drei schon bestehenden großen Shoppingmalls der Stadt (Usce, Mercator, Delta City) werden im Frühjahr 2014 durch die Mall Delta Planet an der Autokommanda ergänzt. Die Malls sind neben der Einkaufsmeile Knez Mihailova im Stadtteil Stari Beograd für ihr breites, überwiegend international geprägtes Sortiment bekannt. 2020 eröffnete die „Galerija Belgrade“, die größte Mall der Stadt und Region. Sie ist im Eigentum der Elmaar Properties. Sie beherbergt neben internationalen Markenshops auch das erste Cinemaplex-Kino Belgrads.

### Medien
Rundfunk und Fernsehen

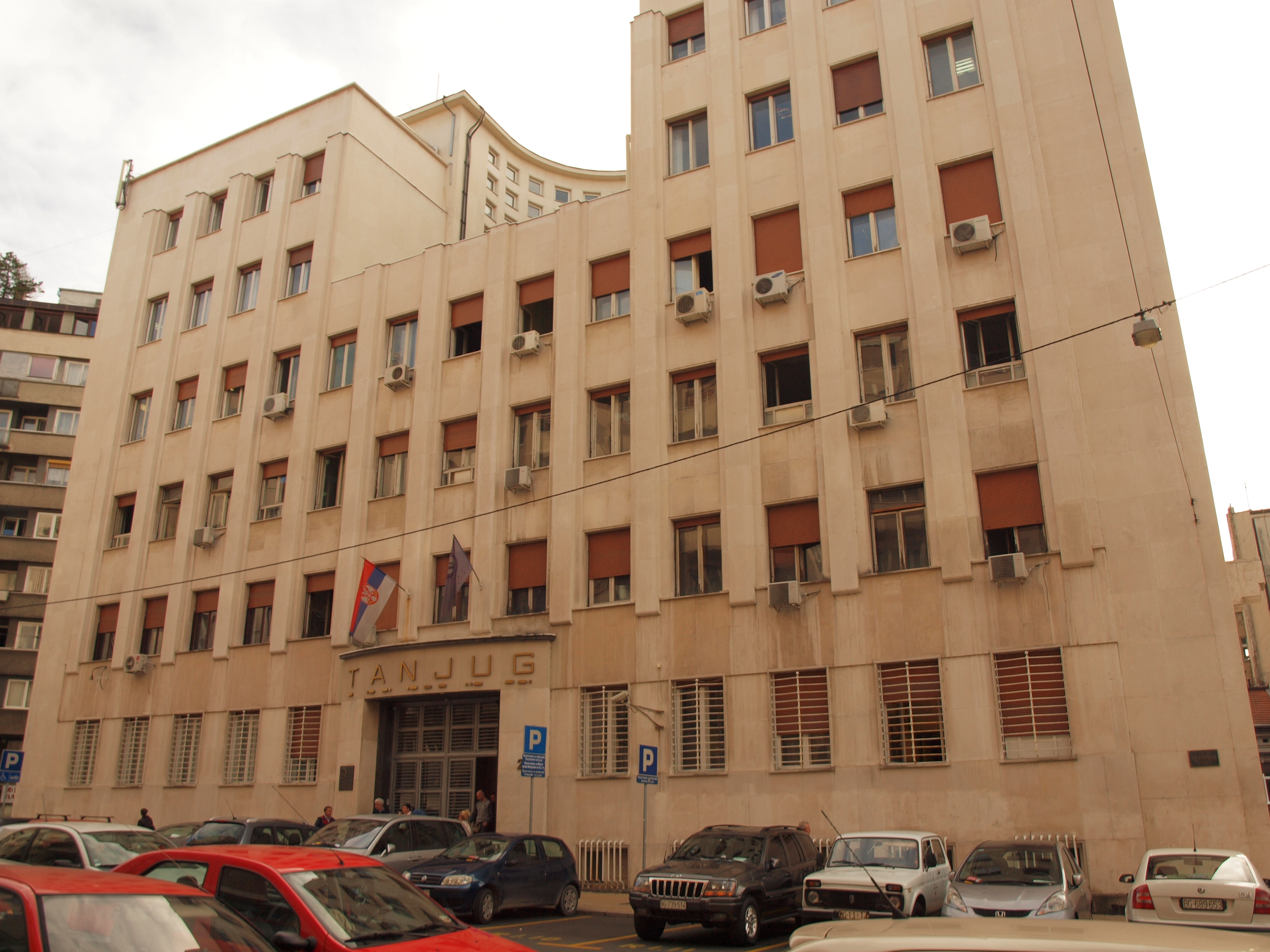
Die staatliche Presseagentur der Republik Serbien, TANJUG

Belgrad ist der wichtigste Medienstandort in Serbien. Hier befindet sich der Sitz des öffentlich-rechtlichen Fernsehens RTS, mit drei Fernseh- und vier Hörfunkprogrammen. Zu RTS gehört ebenso das Plattenlabel PGP RTS, das über eigene Musikstudios verfügt. Zu den landesweit empfangbaren privaten Fernsehsendern der Stadt gehören Happy TV, Prva TV, Pink International sowie B92; letztere betreiben neben der Fernsehstation eigene Hörfunkprogramme. Der Sender B92 steht für ein westlich orientiertes und pro-europäisches Serbien, wie auch der lokale öffentlich-rechtliche Sender Studio B. Beide setzten sich in den 1990er Jahren stark gegen das Milošević-Regimes ein, was, zu jener Zeit, zu mehreren Verboten und Schließungen führte. Auch zahlreiche Kabelsender sind in Belgrad ansässig.
Presse
Belgrad beherbergt darüber hinaus die staatliche Presseagentur der Republik Serbien Tanjug.
Landesweit bedeutsam sind die Tageszeitungen Politika, Borba, Blic, Večernje novosti und Glas javnosti. Bekannt sind auch das liberale Blatt Danas und die Boulevardzeitungen Kurir, Press, ALO!, Srpski Telegraf, Informer und Pravda. Die Gratiszeitung 24sata wird ebenso in Belgrad verlegt und verteilt. Zu den politischen Wochenmagazinen gehören die international renommierten Ausgaben von NIN und Vreme. Die ältesten Unterhaltungsmagazine des Landes Ilustranova politika sowie Politikin zabavnik erscheinen ebenso in Belgrad. Zahlreiche internationale Lizenzausgaben wie Playboy, CKM, Bravo, Cosmopolitan, JOLIE, Burda und viele weitere haben ebenfalls Niederlassungen in Belgrad. Die erfolgreichsten einheimischen Boulevardmagazine sind Svet und SCANDAL!.

### Literatur

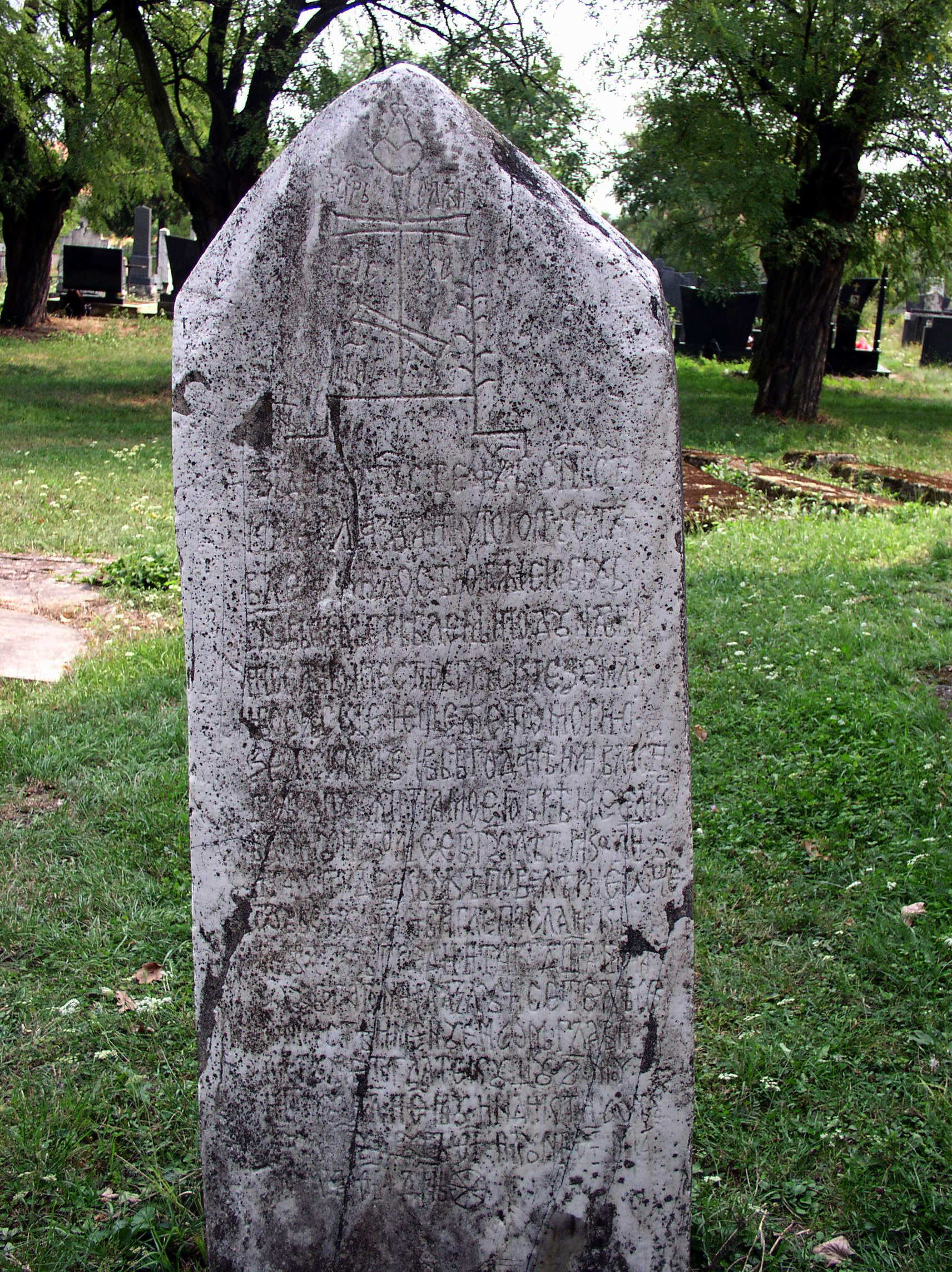
Gedenksäule des Despoten Stefan Lazarevićs, Marmor-Obelisk in Crkvina, 1427

## Architektur

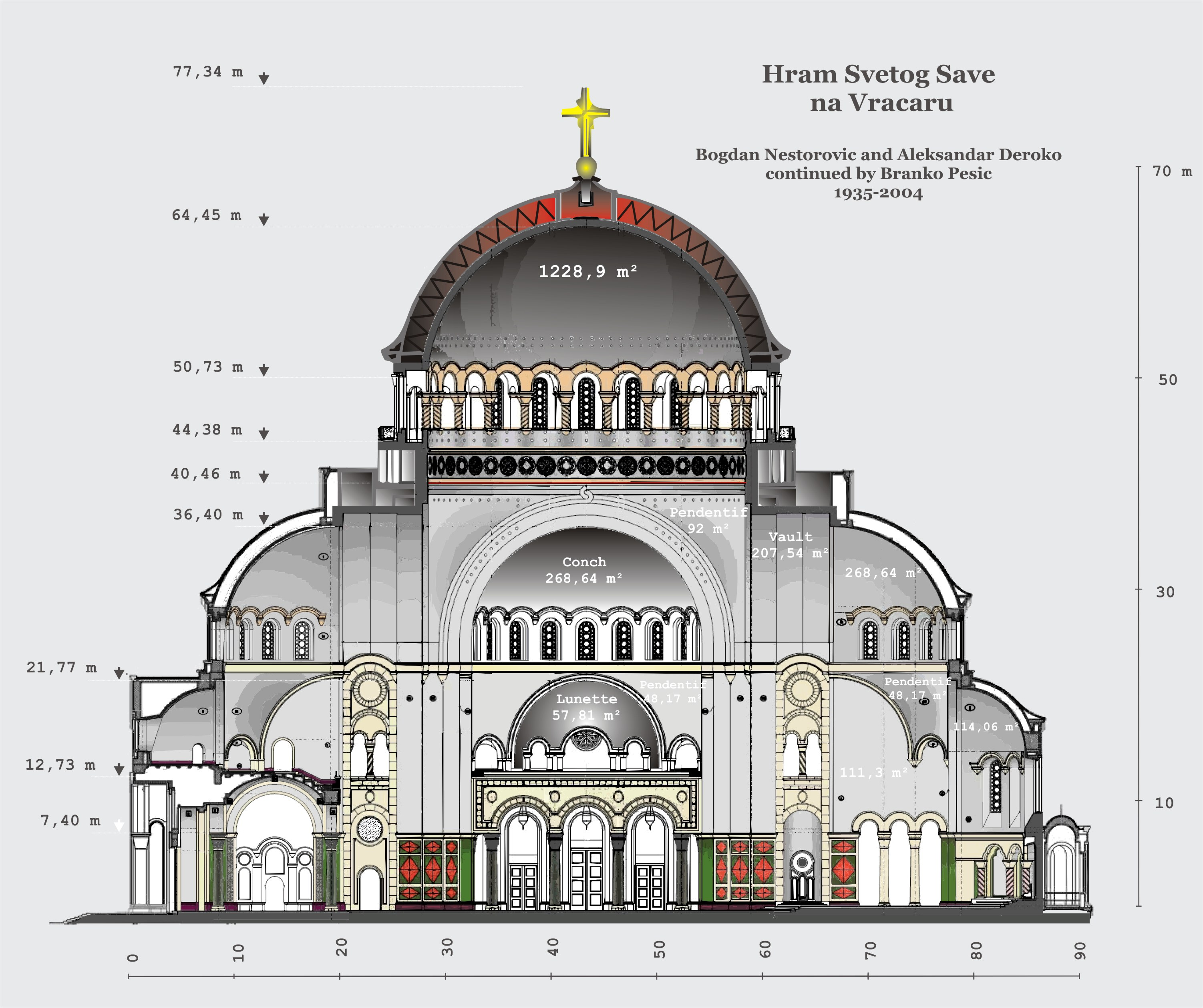
Dom des hl. Sava auf dem Vračar, erbaut 1926–2018. Er ist das größte Gotteshaus der Balkanhalbinsel.

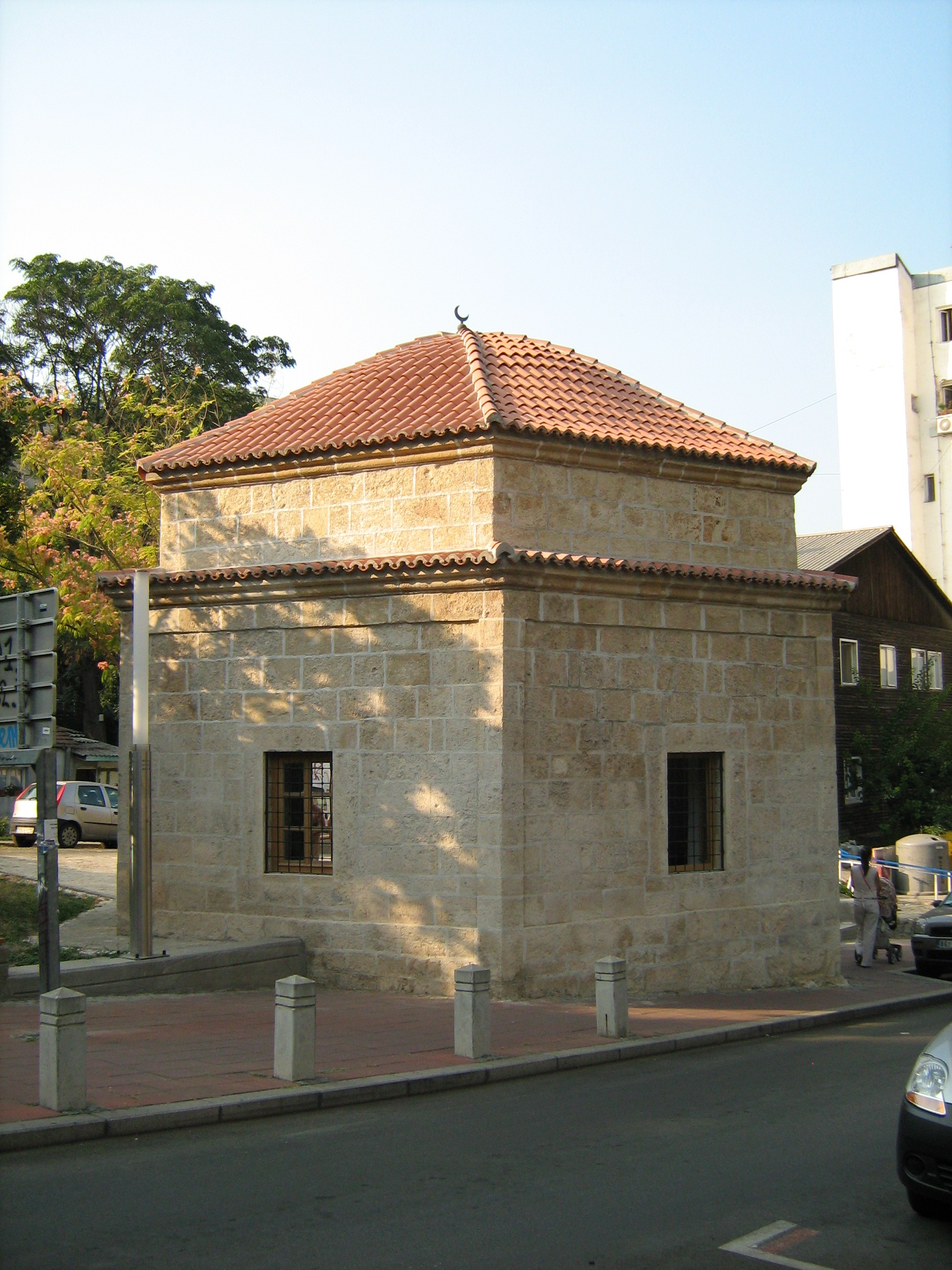
Scheich Mustafa Türbe

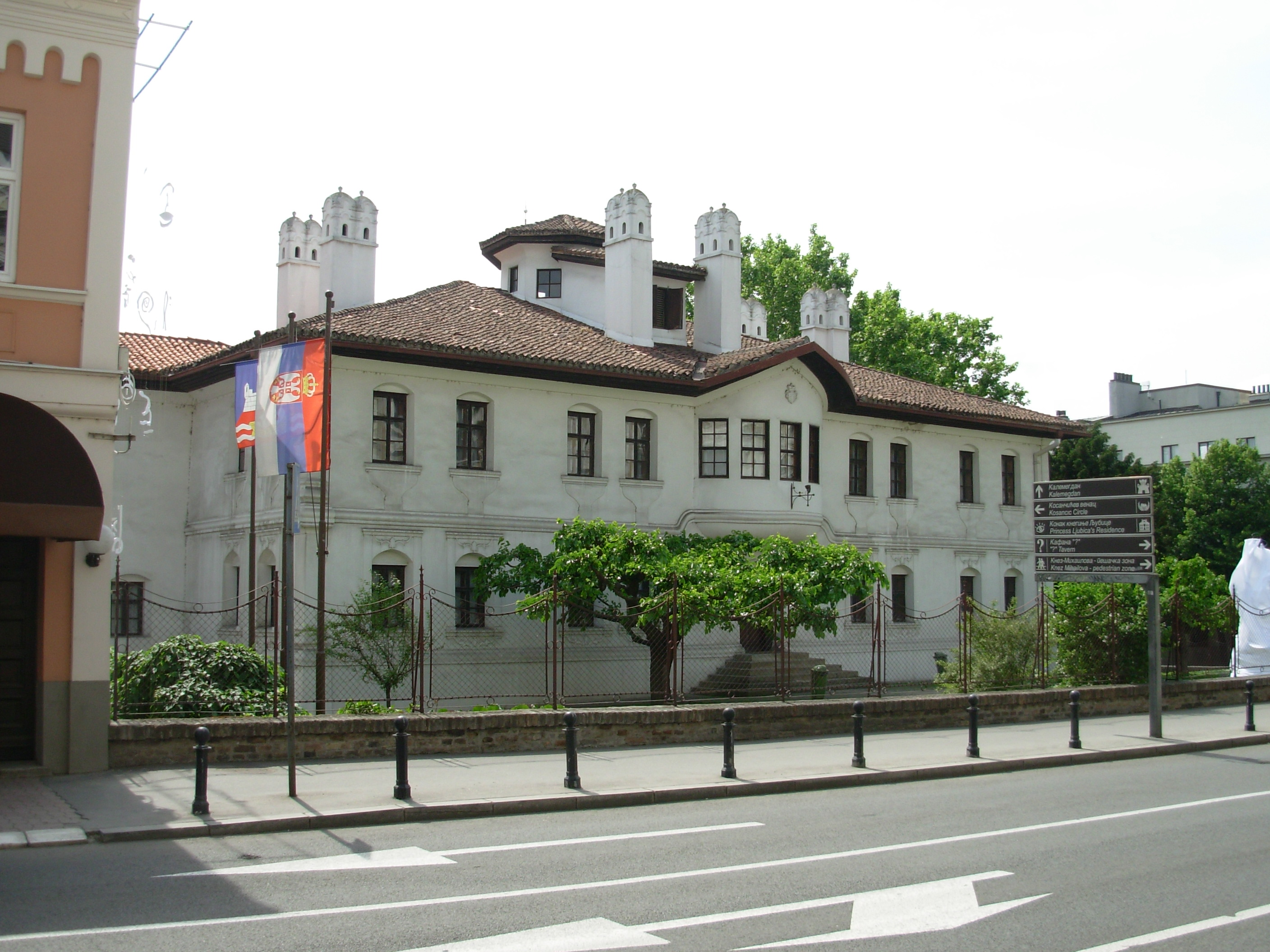
Konak der Fürstin Ljubica

### Übersicht
Belgrad bietet eine große Anzahl von Sehenswürdigkeiten aus verschiedenen Epochen und historischen Bauwerken unterschiedlicher Kulturen. Der moderne Ausbau Belgrads und die Rolle als Hauptstadt verlangten repräsentative Bauwerke, die in den Residenzen der serbischen Herrscher, Verwaltungs- und Regierungsgebäude demokratischer Regierungen sowie der Architektur autoritärer sozialistischer Machthaber auch jeweils einen anderen Topos verlangte. Die Stadt verdankt ihr heutiges Aussehen überwiegend den stadtplanerischen Erweiterungen nach dem Ersten und insbesondere dem Zweiten Weltkrieg. Nur in der Altstadt, im Stadtteil Stari Grad, sowie in der Festung von Belgrad haben sich auch ältere historische Bauwerke aus dem Mittelalter und der türkischen Epoche erhalten.
Dass Belgrad noch Anfang des 20. Jahrhunderts ein kleiner, mehr orientalisch als europäisch anmutender Markt mit wenig repräsentativer Architektur sowie unharmonisch strukturiertem Stadtbild war, bezeugt unter anderem auch der Reisebericht des jungen Le Corbusier, der die Stadt 1910 wenig rühmlich beschrieb: Ganze zwei Tage haben wir uns von der Illusion von ihr (Belgrad) befreit, und das so endgültig und gründlich, da die Stadt tausendmal weniger definiert ist als Budapest. Wir hatten uns das Tor nach Osten vielfach ausgemalt, eine von bunter Lebhaftigkeit vibrierende Stadt und sie uns mit geschmückter und mit Federschmuck und lackierten Stiefeln ausstaffierter Kavallerie vorgestellt. Dies ist eine lächerliche Hauptstadt; sogar noch schlimmer, eine anrüchige Stadt, schmutzig und desorganisiert. Ihre Lage aber ist umwerfend.
Erst nach dem Ersten Weltkrieg nahm Belgrad modernere Konturen an, die durch ein urbanes Bildungsbürgertum auch im Inneren modernisiert wirken. Die ehemals wenig repräsentativen Gebäude der Verwaltung und Regierung wurden jetzt von international erfahrenen Architekten zeitgemäß gestaltet. Auch die Residenzen der serbischen Könige kontrastieren zu den orientalisch anmutenden Konaken (Konak der Fürstin Ljubica und der Konak des Fürsten Miloš) des 19. Jahrhunderts. Die Konake wichen den europäischen Königshäusern würdigen klassizistischen Residenzen (Altes und Neues Schloss, Königliches Schloss und Beli dvor), die niedrigen Gaststätten (CAFÉ „?“ [1823]) modernen und luxuriöseren Restaurants (Restaurant London, Restaurant Ruski Car [1890]), die ebenerdigen Stadthäuser (Kosaničev Venac) mehrgeschossigen Wohnhäusern (Knez Mihailova ulica).
Belgrad wandelte sich in der Zwischenkriegszeit zu einer echten Großstadt, mit einem Nebeneinander architektonischer Strömungen der Moderne, wie des Bauhausstiles (Palata Albanija), des Neoklassizismus (Skupština) sowie des pseudobyzantinischen Stils (Kirche des Heiligen Marko). Nach dem Zweiten Weltkrieg bestimmt wiederum eine historische Diskontinuität die stadtplanerische Entwicklung. Mit Ende der Monarchie und der Übernahme der Macht durch die Kommunisten orientieren sich auch die Architekten an der sozialistischen Architektursprache. Besondere Förderung erlangen aber die kulturellen Institutionen des Landes, und sowohl die zahlreichen Theater wie Museen werden während dieser Epoche besonders gefördert. Auch entstehen erstmals größere Sportstätten, und die Industrialisierung der Vororte durch sozialistische Großbetriebe und neu errichtete bevölkerungsreiche Stadtteile (Novi Beograd) verändern das Stadtbild. Ein Hemmnis des schnellen Bevölkerungswachstums für die Stadtentwicklung nach 1945 stellt der nicht adäquate Ausbau der Verkehrsinfrastruktur dar, da bis heute kein modernes kapazitätsstarkes Personennahverkehrssystem eingerichtet worden ist.

### Gotteshäuser

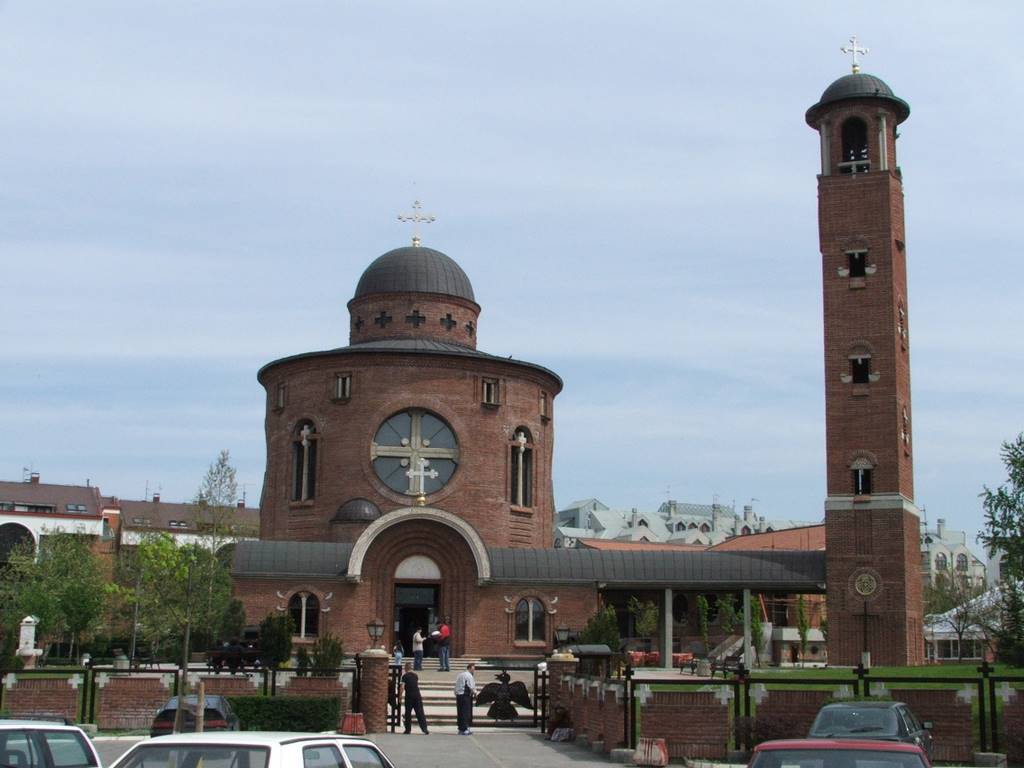
Kirche Hl. Vasilije Ostroški in Novi Beograd

- Kathedrale des Hl. Sava (Planung 1894–1935, Bau 1935–1941, 1985–2018)
- Muttergotteskirche Ružica (17. Jh. Neubau)
- Kapelle der Hl. Para Scheva (1867; 1937 Neubau)
- Himmelfahrtskirche (1860; 1937 Neubau)
- Nikolaj-Kirche (1725–1731)
- Alexander-Newski-Kirche (1877–1891; 1912–1929 Neubau)
- Kirche des Hl. Vasilije Ostroški (1996–2001)
- Dreifaltigkeitskirche
- Stadtkathedrale Mitropolija
- Markuskirche (1835; 1931–1940 Neubau)

#### Friedhöfe
In Belgrad gibt es einen jüdischen Friedhof im Stadtteil Palilula. Auf dem Friedhof befindet sich das ab 1951 entworfene und 1952 fertiggestellte Denkmal für die jüdischen Opfer des Faschismus des jugoslawischen Architekten und Bildhauer Bogdan Bogdanović. Neben dem jüdischen Friedhof befindet sich zudem der Heldenfriedhof für die Befreier Belgrads im Zweiten Weltkrieg. Im Stadtteil Zvezdara befindet sich der Neue Friedhof Belgrad. An deutsche Gefallene des Ersten und Zweiten Weltkriegs erinnert die Deutsche Kriegsgräberstätte Banovo Brdo.

### Festung von Belgrad

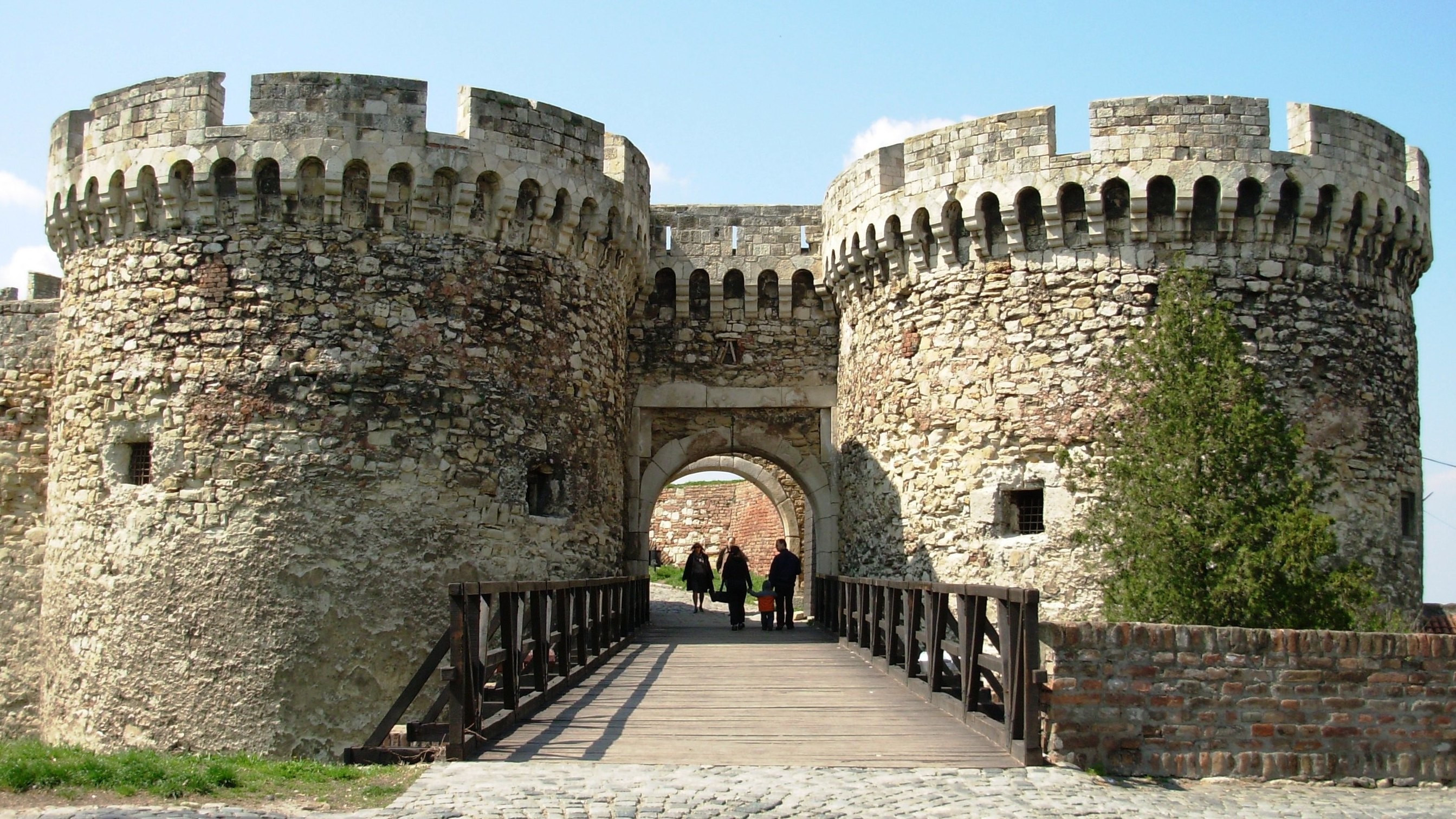
Das doppeltürmige Zindan-Tor

Das bedeutendste Bauwerk und bekannteste Wahrzeichen Belgrads ist die Belgrader Festung.
Die strategische Lage begünstigte hier seit der Antike eine städtische Befestigung. So befestigten die Römer das Plateau nach der ersten kelto-thrakischen Siedlung im 1. Jahrhundert n. Chr. durch ein Castrum, die Byzantiner im 6. Jahrhundert durch ein Kastell sowie der serbische Despot Stefan Lazarević durch eine weitläufige mittelalterliche Burg mit Doppelmauer, Wassergräben und einem Schloss. Im Zuge der Türkenkriege wurde die Burg nach Eroberung von Prinz Eugen von Savoyen zu einer Festung mit Artillerie-Bastionen ausgebaut. Nach mehrmaligen Zerstörungen und Rekonstruktionen der Festung besteht sie im Kern aus einer Anlage des 15. Jahrhunderts mit Erweiterungen des 17. und 18. Jahrhunderts.
Die Festung teilt sich in die Ober- und Unterstadt. Die Oberstadt thront auf einem Kalksporn in 125 m Höhe, 50 m darunter erstreckte sich die Unterstadt auf der Alluvialebene im Save-Delta. Im Mündungsdelta der Save in die Donau liegt die Große Kriegsinsel.
Die seit der Wiedererrichtung des byzantinischen Kastrons und einer deltoiden Burg im 12. Jahrhundert unter dem byzantinischen Kaiser Manuel I. ständig weiter ausgebaute Festung erstreckt sich heute mit den Grünanlagen über 50 ha. Innerhalb des Komplexes liegen zwei Kirchen, mehrere Tore und Kettenbrücken, zwei Brunnen, mehrere Denkmäler, die Ausstellungspavillons des Naturkundlichen Museums, das Militärmuseum mit einem Arsenal an Panzern, Gewehren und Raketen, die Kunstgalerie Pavilion Cveta Zuzorić und der Zoologische Garten. Jedes Jahr werden am Tag der Republik am 15. Februar die Feierlichkeiten durch Artilleriesalutschüsse der Garde von der Festung aus eingeleitet.

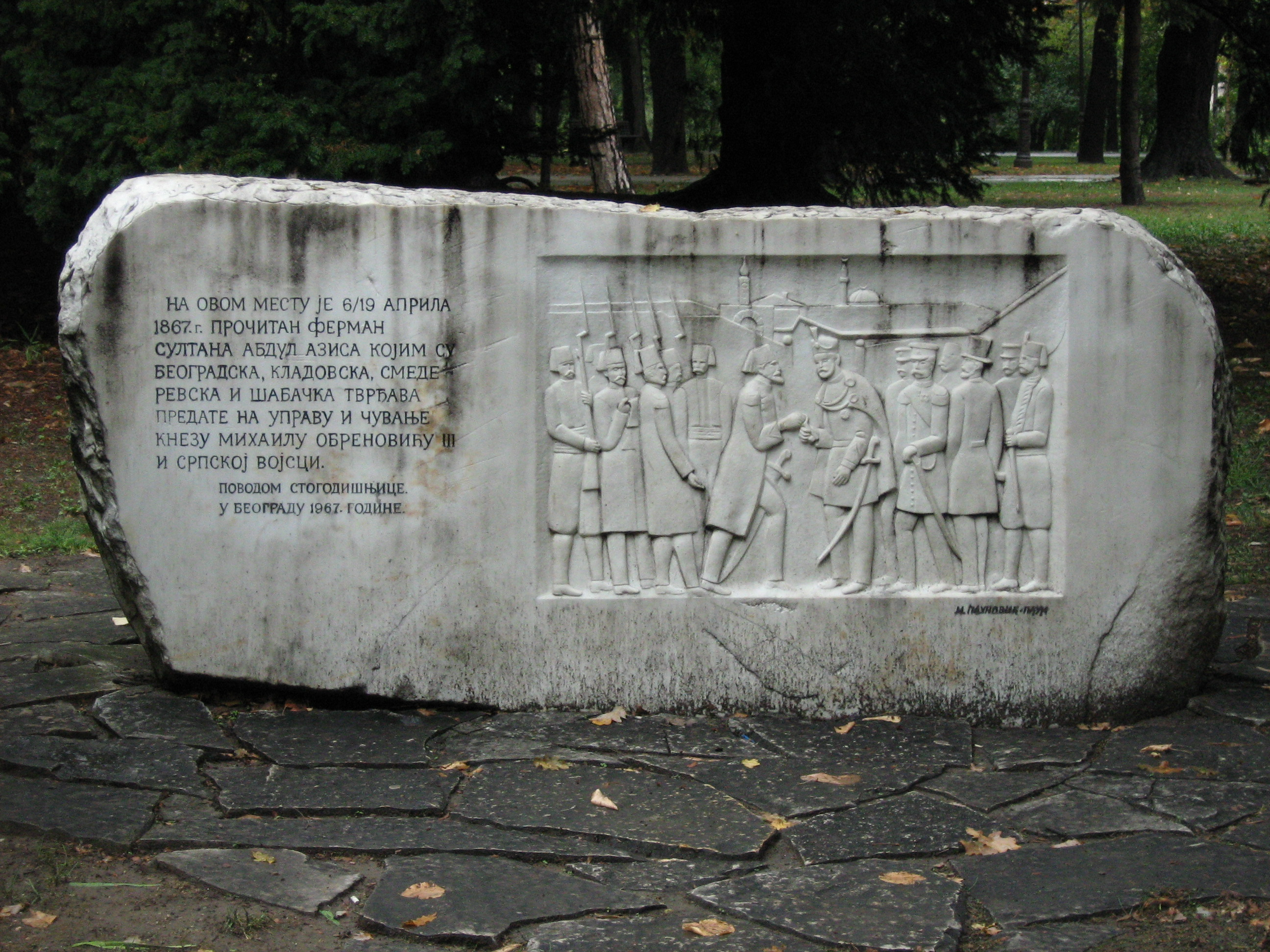
Monument des Ferman

Das Monument des Ferman vor dem Stambol Tor im Kalemegdan erinnert an den 19. April 1867, als ein Ferman (Dekret) des Sultans Abdul Aziz den Abzug des letzten türkischen Festungskommandanten Ali-Pascha Rizas und der türkischen Besatzung einleitete und Fürst Mihailo symbolisch die Stadtschlüssel überreicht wurden. Damit endeten fast 350 Jahre türkischer Herrschaft in Belgrad.
Auf dem Vorfeld der Festung erstrecken sich auf dem Gelände des ehemaligen Glacis der große und der kleine Kalemegdan-Park. Im Kalemegdan sind zahlreiche bronzene Büsten bedeutender serbischer Gelehrter, Schriftsteller und Künstler aufgestellt. Seit 1948 befindet sich auf einer Terrasse das kommunistische Grabmal der Nationalhelden. Hier sind die Partisanen und Kommunisten Đuro Đaković (1886–1929), Ivan Milutinov (1901–1944), Ivo Lola Ribar (1916–1943), und Moša Pijade (1890–1957) beerdigt.

### Traditionelle balkanische Architektur

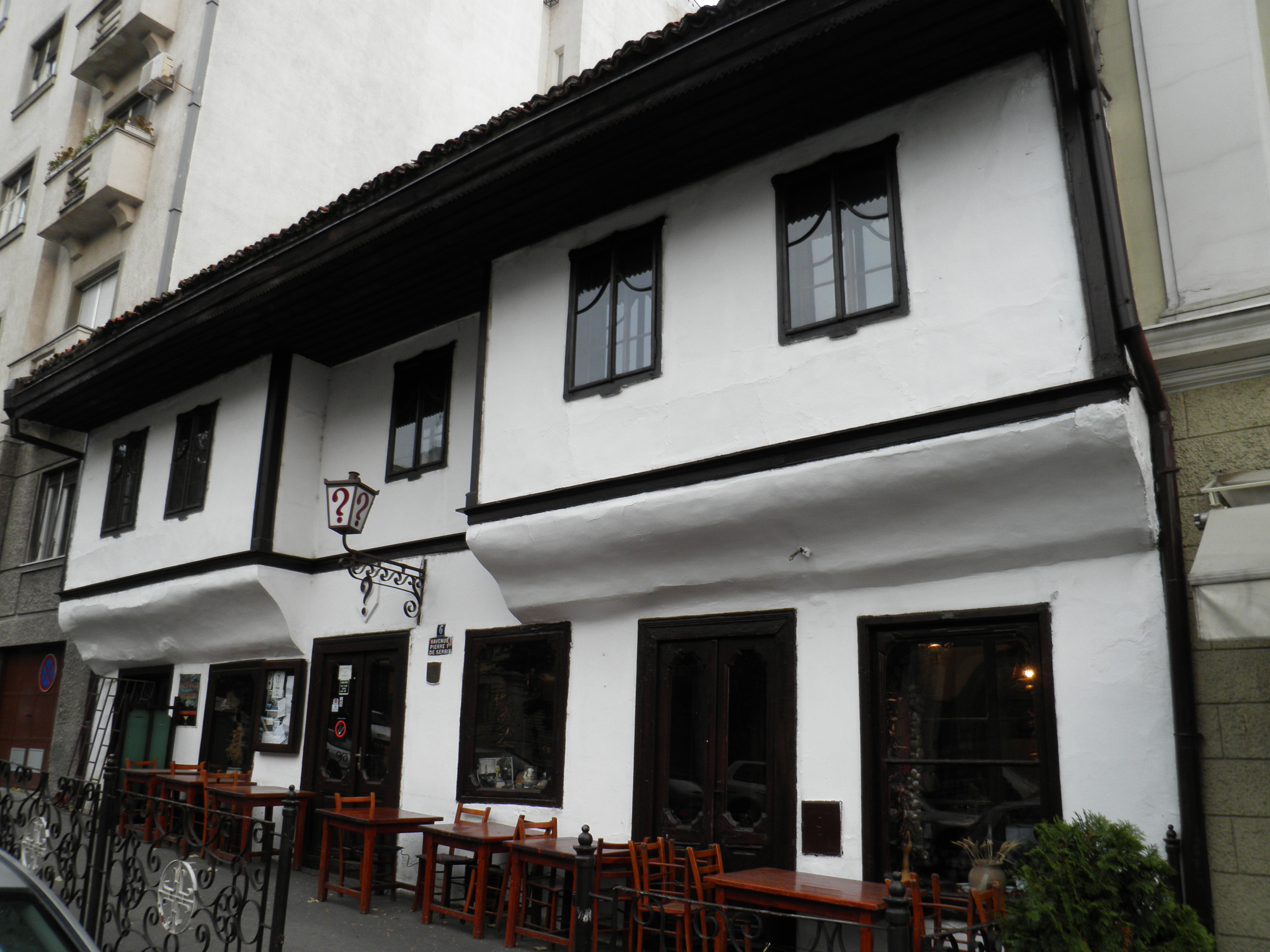
Altbelgrader Café Fragezeichen

Mit der Befreiung Belgrads verschwanden die meisten osmanischen Bauwerke mit Ausnahme der Bajrakli-Moschee, der Türbe von Damad Ali-Paşa sowie der Balkanischen Konaken (Residenzen) und Stadthäuser mit der (Residenz) der Fürstin Ljubica, (Konak der Fürstin Ljubica) (1829–1831), dem CAFÉ „?“ (1823) und des Manak-Hauses (um 1830) sowie des Vuk- und Dositej-Museums (Vukov i Dositejev muzej). Es ist im Gebäude der einstigen Großen Schule untergebracht, die 1808 der serbische Aufklärer und erste serbische Bildungsminister Dositej Obradović als Lyzeum eröffnete.
Außerhalb der Stadt liegt der Konak des Fürsten Milos im Park Topčider. Nach den Konaken für seine Ehefrau und Kinder in der Stadt ließ Fürst Miloš Obrenović diesen 1831–1834 bauen.
Zu den Außenbezirken hin wird die Bausubstanz zunehmend moderner und zeigt kaum Stilelemente des typisch Balkanischen.

### Europäischer Klassizismus

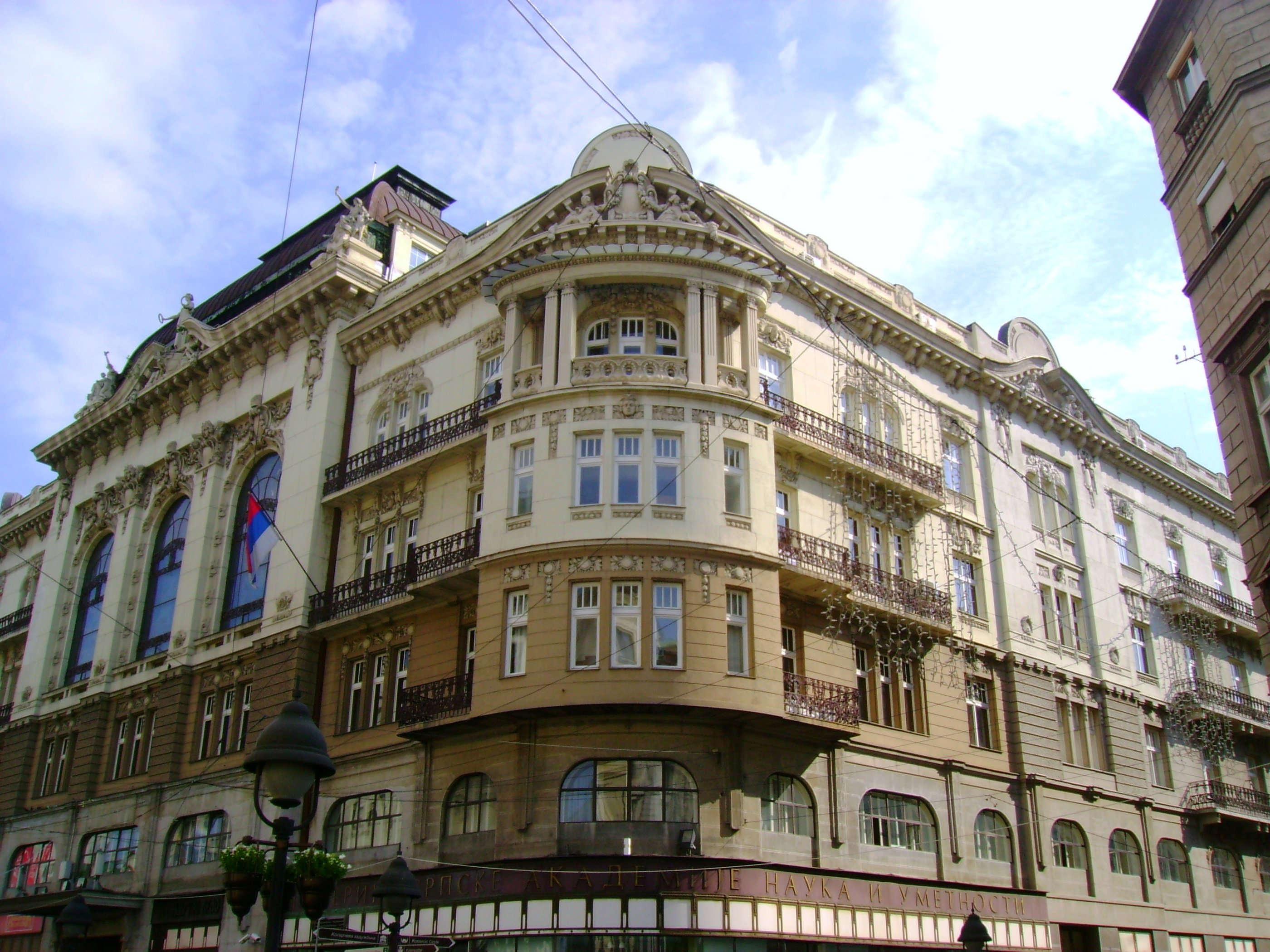
Historistisches Gebäude der Serbischen Akademie, 1923–1924

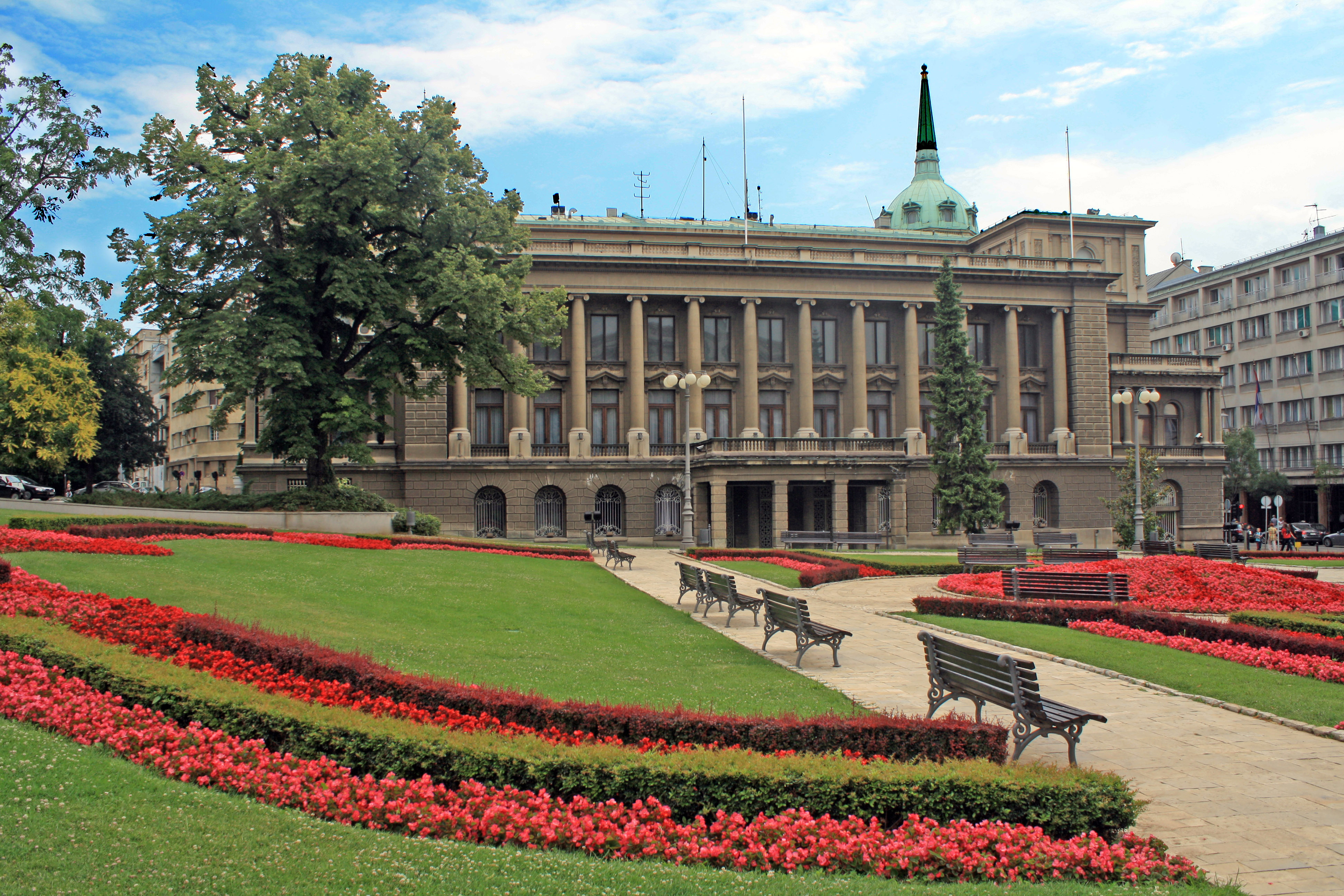
Das neue Schloss, Sitz des Serbischen Präsidenten, Stojan Titelbah, 1911–1922

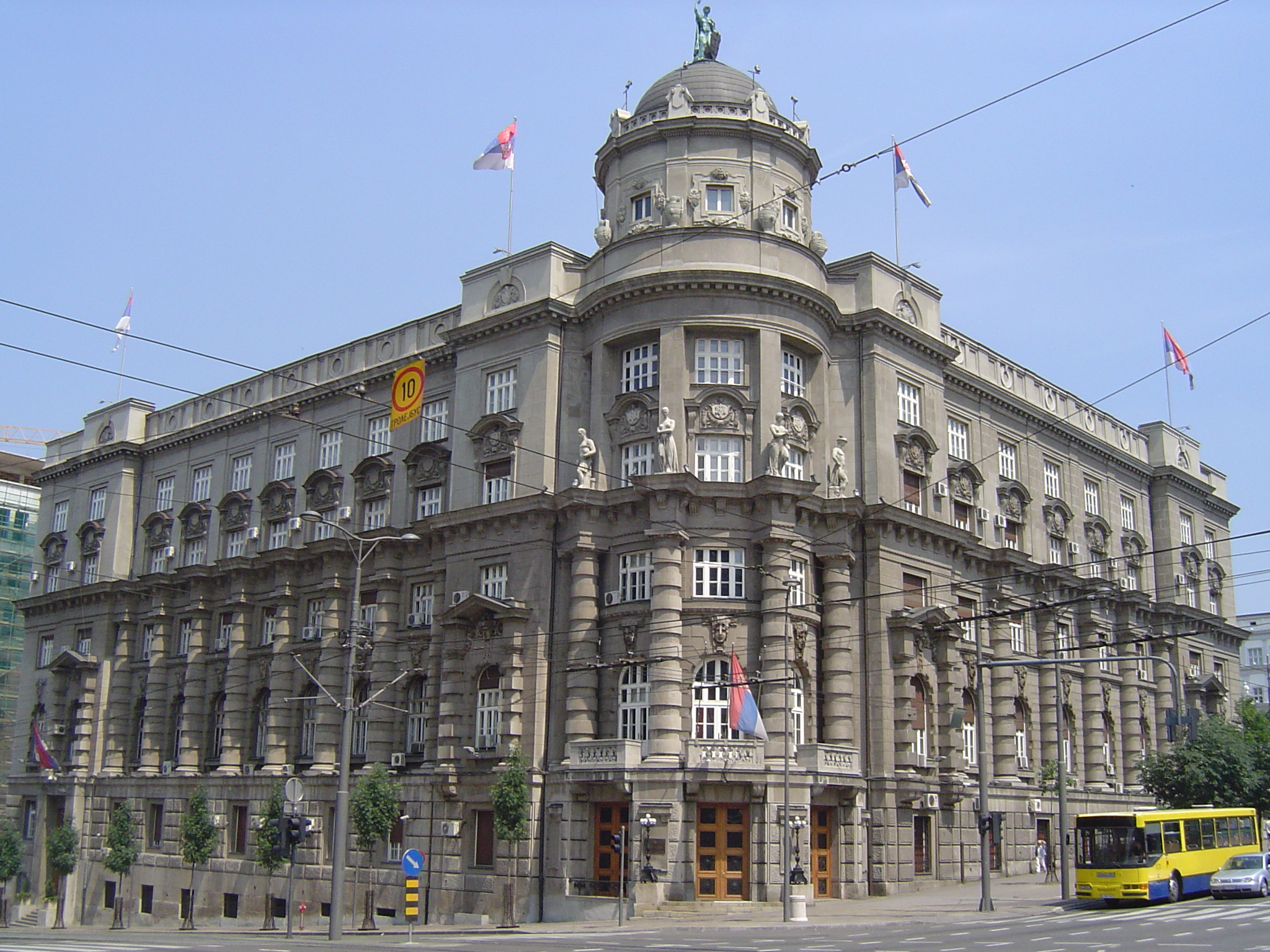
Regierungsgebäude Serbiens, Nikola Petrovič Krasnov, 1926–1928

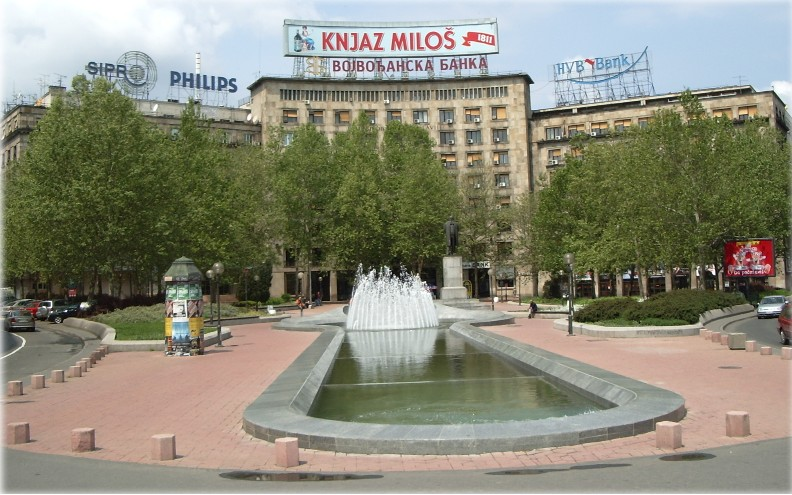
Dom Sindikata, Versammlungsort der KP Jugoslawiens

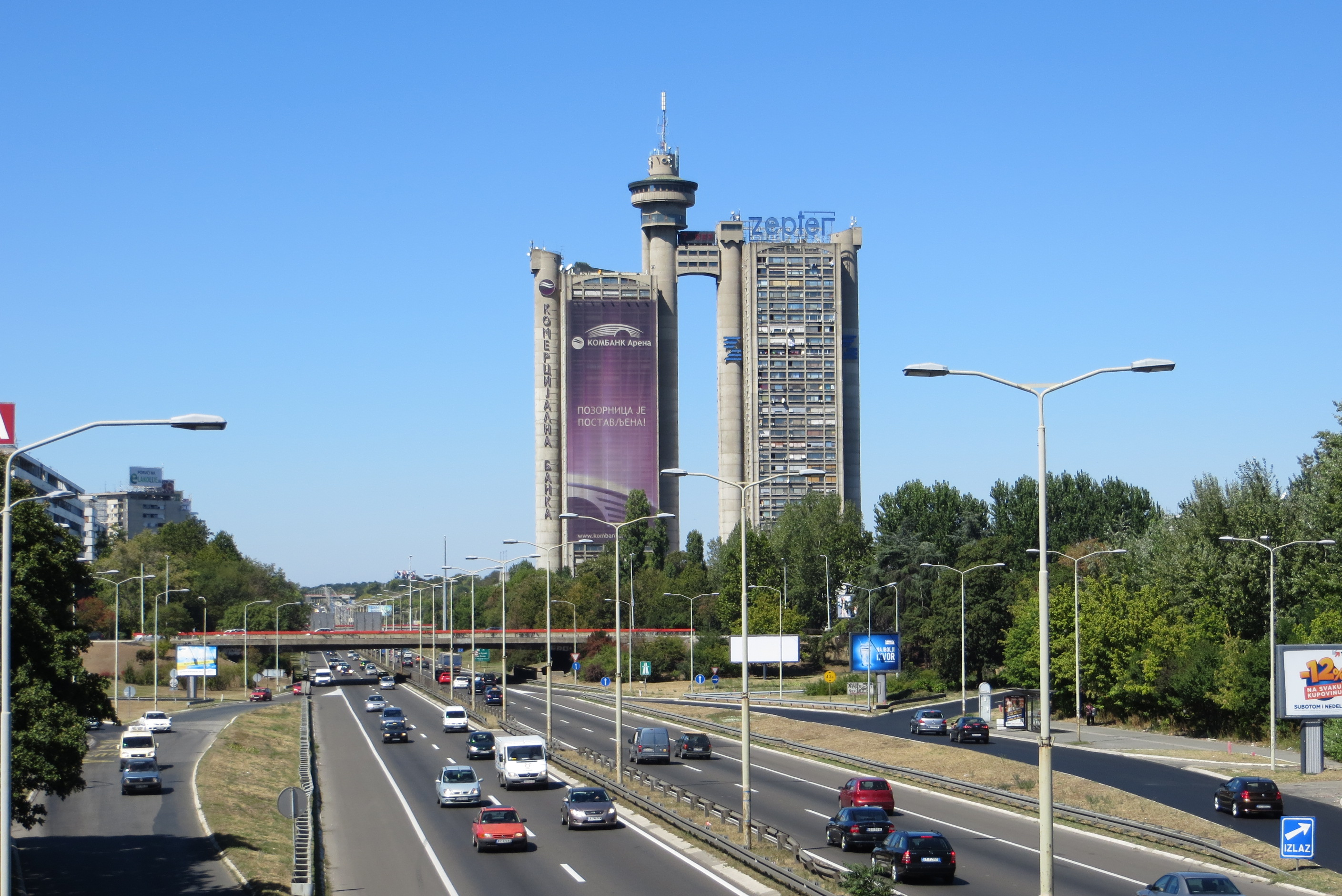
Betonriese des Genex-Turms, der auch als das Westliche Tor Belgrads bezeichnet wird.

Die städtebauliche Erneuerung Belgrads ist eng mit dem Namen Emilijan Josimović verbunden, dessen 1867 ausgearbeiteter Regulierungsplan angenommen wurde. Er ließ die Stadtmauer mit dem Stadttor der Stambol kapija schleifen, Straßen begradigen und in der Folgezeit Gebäude im gängigen Stil der Neoklassik errichten.
Die Serbischen Architekten des 19. Jahrhunderts griffen westliche Stile wie den Neoklassizismus, die Romantik und die akademischen Kunst auf. So entstanden das Nationaltheater (1868/1869) auf dem Trg Republike an Stelle des Stambol Kapija nach Plänen des Architekten Aleksandar Bugarski. Der Bau entspricht dem allgemeinen Typ der Theaterhäuser jener Zeit, besonders dem Gebäude der Mailänder Scala, deren Renaissance-Konzeption und dekorative Bearbeitung übernommen wurden. Das Sveti-Sava-Haus entstand 1890, das Gebäude des ersten serbischen Observatoriums 1891. Des Weiteren ließ die Stadtverwaltung bis zum Jahr 1902 am Platz der Republik das Serbische Nationalmuseum nach Plänen von Andre Stevanović und Nikola Nestorović errichten. Vor dem Museum befindet sich das Reiterstandbild des Fürsten Mihailo Obrenović von Enrico Pazzi von 1882. Von Bedeutung ist das 1906 errichtete Gebäude des Dritten Belgrader Gymnasiums. Das Gebäude der alten Telefonzentrale in Belgrad entstand 1908. Aus den zahlreichen klassizistischen Gebäuden der Prachtstraße Belgrads, der Knez Mihailova ulica (Fürst-Michael-Straße), ragt besonders die 1924 fertiggestellte Serbische Akademie der Wissenschaften und Künste nach 1912 ausgearbeiteten Entwürfen von Dragutin Đorđević und Andre Stevanović im akademischen Stil mit Elementen der Sezession heraus. Eines der wenigen Bauwerke der Sezession in Belgrad ist das Hotel Moskva. Es stammt von 1908 und liegt prominent auf dem Terazije.
Eine Verlängerung der Prachtstraße Knez Mihailova erfolgte mit der Ulica Kralja Milana Ende des 19. und Anfang des 20. Jahrhunderts, vom Terazije aus. Hier entstanden das Alte Schloss, die offizielle Residenz der Obrenović-Dynastie. Diese wurde 1882–1884 ebenfalls von Aleksandar Bugarski im akademischen Stil erbaut und übertraf in Größe und Ausstattung alle bisherigen Residenzen der serbischen Herrscher in der Stadt. Darin ist im 21. Jahrhundert die Stadtverordnetenversammlung von Belgrad untergebracht. Gegenüber befindet sich das Neue Schloss, zwischen 1911 und 1922 erbaut. Ursprünglich von König Peter I. Karađorđević geplant, war es bis 1933 die offizielle Residenz von König Alexander I. Karađorđević, der 1933 nach der Verlegung seiner ständigen Residenz auf den Dedinje das Gebäude als Museum König Peters I. der Stadt übergab. Hier residiert seit den 1990er Jahren der Präsident von Serbien.
Außerhalb der Stadt, auf dem Dedinje ist das königliche Schloss zusammen mit dem Beli dvor mit der Kapelle des Hl. Apostel Andreas zu finden. Von 1903 bis zum Ausbruch des Zweiten Weltkrieges residierte hier die Karađorđević-Dynastie. Das Königliche Schloss ist im neobyzantinischen Stil errichtet und ahmt in seinen Innenräumen die Prachträume im Moskauer Kreml nach.

### Sozialistischer Klassizismus

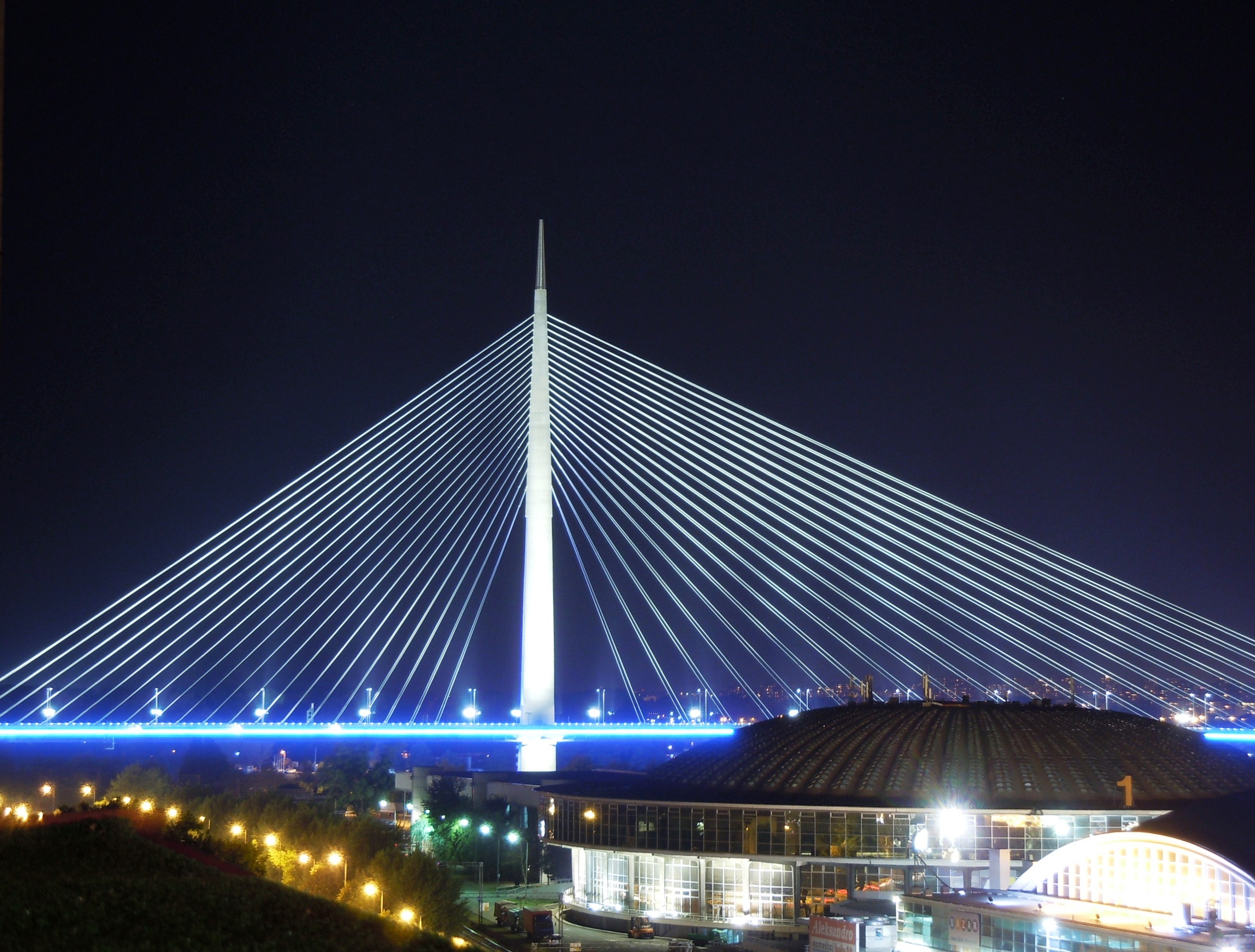
Die Ada-Brücke wurde 2013 eröffnet und ist eines der neuen Wahrzeichen Belgrads.

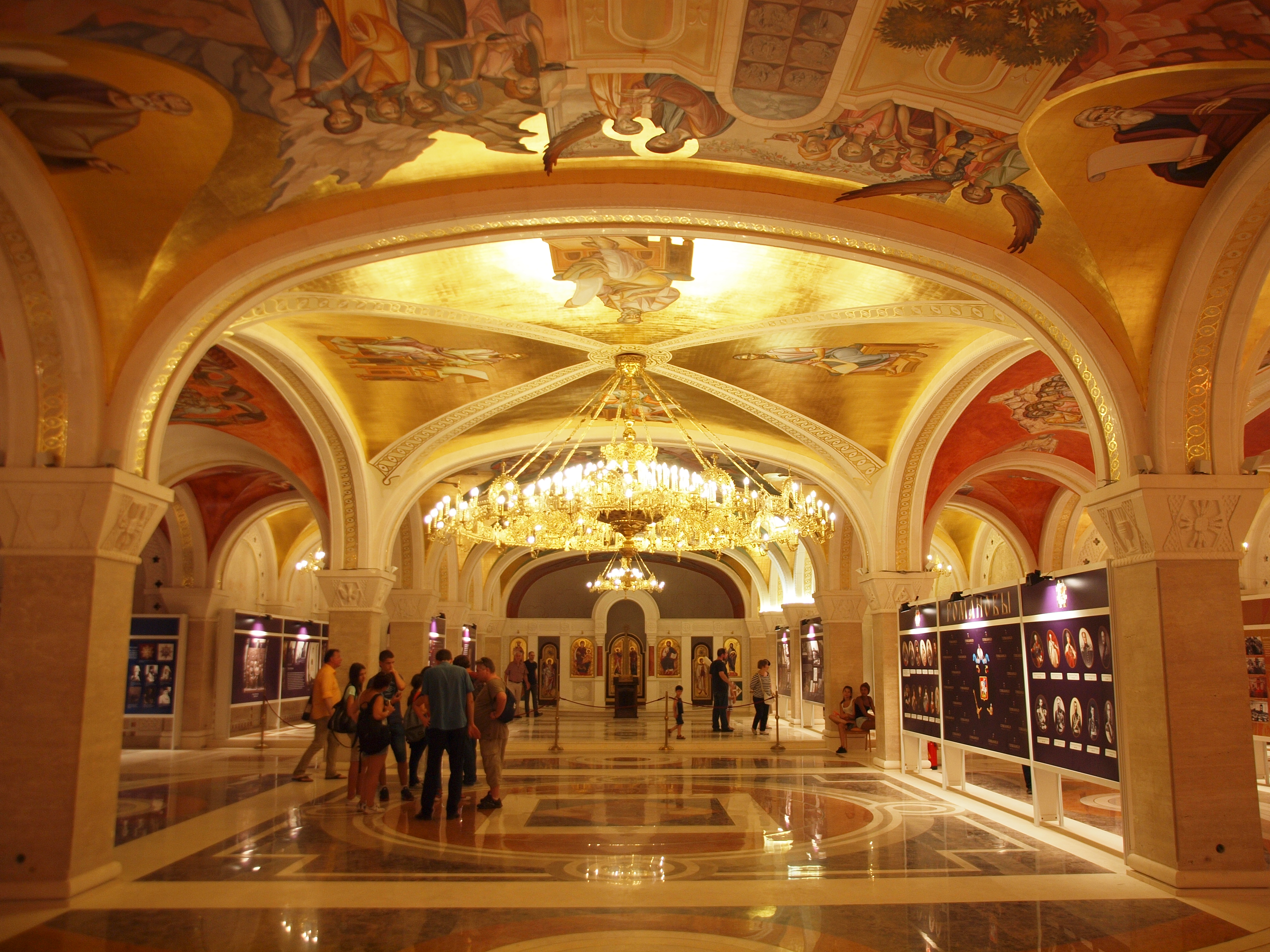
Krypta der Kathedrale des Hl. Sava auf dem Vračar

Nach dem für Serbien siegreichen Ersten Weltkrieg wurde Belgrad als Hauptstadt des zur Regionalmacht gewachsenen Königreichs Jugoslawien baulich angepasst. Es entstanden großzügige Regierungs- und Repräsentationsbauten und präsentierten sich als Metropole der westlichen Balkanhalbinsel.
Auf dem Gipfel der 511 Meter hohen Avala südlich von Belgrad erinnert das Denkmal des Unbekannten Soldaten an die Gefallenen des Ersten Weltkriegs. Das Monument gilt als Hauptwerk des Hauskünstlers der Karadordevic Dynastie, des kroatischen Bildhauers Ivan Meštrović. Für den Bau des Denkmals wurden insgesamt 8000 m³ Granit aus Jablanica beschafft. Die Monumentalfiguren der acht Karyatiden, die die jugoslawischen Völker verkörpern, wurden aus Blöcken von bis zu 15 Tonnen Gewicht gearbeitet. Das siegreiche Ende des Krieges wurde dagegen mit dem bronzenen Siegesmonument des Pobednik auf der Terrasse der Belgrader Festung sichtbar gemacht.
Hervorhebenswert sind die Bauten russischer Architekten in der Stadt. Diese waren während und nach der Russischen Oktoberrevolution aus Moskau und Sankt Petersburg emigriert. Der Monarch Aleksandar Karađorđević beauftragte sie mit der Errichtung weiterer Monumentalbauten, wie bereits mit dem Hotel Moskva begonnen. Der bedeutendste russische Architekt dieser Zwischenkriegsperiode war Nikola Petrovič Krasnov. Von Krasnov stammen das während der NATO-Bombardierung 1999 schwer beschädigte heutige Regierungsgebäude Serbiens (Zgrada Vlade Srbije 1926–1928, vormals Finanzministerium), das Außenministerium (1926–1929), die Innenarchitektur der Skupština und die Räume des Königlichen Schlosses auf dem Dedinje. Weitere russische Emigranten wie Vasilij Fjodorovič Baumgarten errichteten das Generalstabsgebäude (1924–1928), Viktor Lukomski das Gebäude des Serbischen Patriarchats (1936), und von Valerij Staševski stammt die russisch-orthodoxe Kirche im Tašmajdan. An der endgültigen Gestaltung der Alexander-Newski-Kirche wirkte der russische Architekt Vasilij Androsov.
Der mittelalterliche serbisch-byzantinische Stil wurde mit dem Ende der 1930er im Stadtteil Vračar begonnenen Kathedrale Hl. Sava als größter christlich-orthodoxer Kathedrale Südosteuropas wieder belebt. Mit einer Grundfläche von 3500 m² zu 7570 m² entspricht sie ungefähr den Dimensionen der Hagia Sophia in Istanbul. Zeitgleich wurde die zweitgrößte Kirche, die Markuskirche, begonnen, die erst 1941 vollendet werden konnte. Sie steht unweit der Nationalversammlung Serbiens, der Skupstina, und ahmt den Stil des Klosters Gračanica nach, welches das herausragende sakrale Bauwerk der Palaiologischen Renaissance und eines der bekanntesten Bauwerke der byzantinischen Kunst überhaupt ist.
Die nach dem Zweiten Weltkrieg an die Macht gekommenen Kommunisten Titos übernahmen die klassizistischen monarchistischen Bauwerke und -traditionen. Sie griffen zugleich auf zeitgenössische Modelle des Sozialistischen Klassizismus und nach 1948 auf den Internationalen Stil, der durch die Schule von Le Corbusier geprägt ist, zurück. Dem kommunistischen Baugedanken entsprachen die Monumental-Gedenkstätten sowie die mit zahlreichen heroischen Darstellungen von Partisanenschlachten geschmückten Inneneinrichtungen der Regierungsgebäude. Zu den wenigen zum Sozialistischen Klassizismus zählenden Bauwerken in Belgrad gehören die säulen- und turmgeschmückte Glavna Posta, das Gebäude der Eisenbahndirektion und das Haus Dom Sindikata am Platz Trg Nikole Pašića (ehemaliger Marx-Engels-Platz).
Außer den zahlreichen Wohnblöcken in Novi Belgrad entspricht auch der Genex-Turm (Mihajlo Mitrović; 1970–1980) dem von Le Corbusier geprägten Begriff des Brutalismus. Die Einflüsse des westeuropäischen Baustils führten in den 1960er Jahren dazu, dass Architekten des ehemaligen Jugoslawien Wolkenkratzer mit Glasfassade errichten konnten, darunter der Palata Ušče (Mihajlo Janković; 1961) und die Beograđanka (1979).
Die nach dem Zweiten Weltkrieg erfolgende Stadterweiterung auf der linken Save-Seite führte zur Konzeption der völlig neuen Großstadtgemeinde Novi Beograd. Hier plante um 1947 das Team von Anton Urlih, Vladimir Potočnjak, Zlatko Najman und Dragica Perak das heute Palata Srbije genannten Gebäude, das 1959 unter der leitung von Mihajlo Janković vollendet wurde. Daneben schufen Stojan Maksimović (Sava Kongresszentrum, 1977, Hotel Interkontinental, 1979) und Branislav Jovin (Mostarska petlja) weitere bedeutende moderne Bauwerke Belgrads. Zu den überregional künstlerisch herausragenden Architekturen der Modernen Zeit in Belgrad gehören der Palata Srbije und das Museum für Moderne Kunst.

### Moderne
Das Gebäude des Handwerksverbandes in Belgrad wurde 1933 errichtet.
Die serbische Regierung hat mit dem Investitionsfonds „Emaar Properties“ in Dubai das gemeinsame Bauprojekt Beograd na vodi („Belgrad am Wasser“, engl. Titel Belgrade Waterfront) ins Leben gerufen, dessen Ziel es ist, eine neue Geschäftsdrehscheibe in Belgrad zu schaffen. Dieses Projekt sieht den Bau von etwa 1,5 Mio. m² Nutzfläche auf einer Gesamtfläche von 88 Hektar vor. Das Vorhaben soll in fünf bis sechs Bauphasen umgesetzt werden. Das ganze Projekt dürfte laut Meinung der Investoren in fünf bis sieben Jahren umsetzbar sein und entsteht auf dem Gelände des bisherigen Belgrader Hauptbahnhofs mit allen Haupt- und Nebengleisen. Dafür wurden bis Juni 2018 sämtliche Zugverbindungen zum alten Hauptbahnhof in den neuen Bahnhof Beograd Centar verlegt. 2016 standen Polizei und Politik aufgrund ihrer Rolle bei der Durchsetzung von Abrissen im vom Bauprojekt betroffenen Viertel Savamala in der öffentlichen Kritik. Mehrfach kam es zu Demonstrationen gegen die Abrissarbeiten.
Der Mangel an Finanzmitteln und zahlreiche administrative Probleme hatten bislang den Bau des neuen Bahnhofs verzögert. Dieser soll aus einem Kredit des kuwaitischen Fonds zur arabischen Wirtschaftsentwicklung, im Wert von 25 Millionen Euro, fertiggestellt und die Fläche für den neuen Stadtteil frei gemacht werden. Die gesamten Investitionskosten des Projekts Beograd na vodi sollen sich auf knapp 3 Milliarden Euro belaufen.

## Verkehrsinfrastruktur

### Luftverkehr

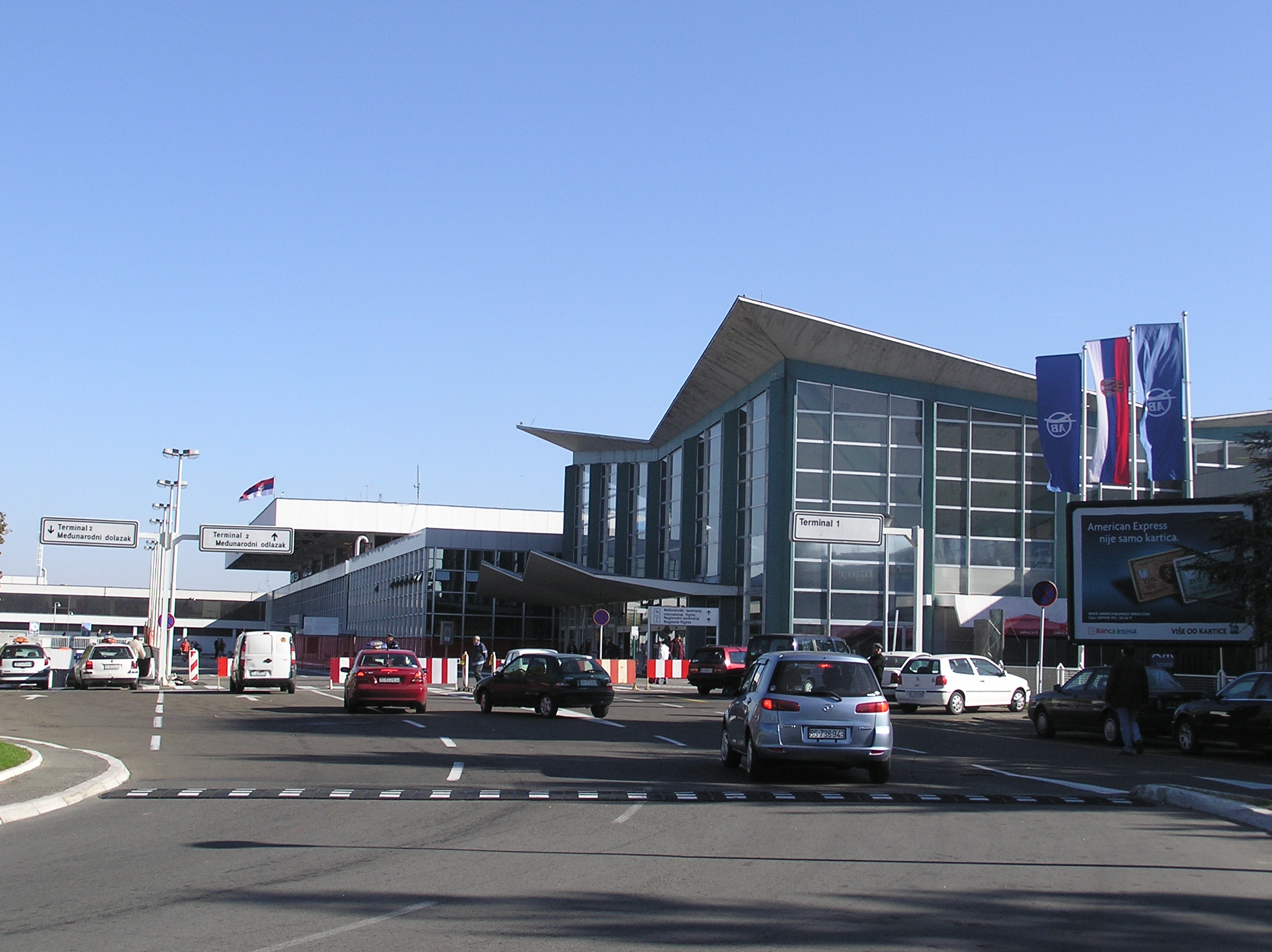
Flughafen „Nikola Tesla“ in Surčin

Der 1962 eröffnete Flughafen Belgrad „Nikola Tesla“ liegt 18 km vom Stadtzentrum entfernt in Surčin. Er ersetzte die vorhergehenden internationalen Flughäfen Pančevo (1923) und Beograd (1927; zwei Kilometer südlich Zemun). Am Flughafen „Nikola Tesla“ befinden sich die Technischen Basen der Fluggesellschaften Air Serbia und Aviogenex sowie das Luftfahrtmuseum und die Hubschrauberstaffel der Polizei. Direkte Linienflüge gibt es zu allen Metropolen Europas. Während der Urlaubssaison verbinden zudem Charterflüge Belgrad mit den Touristikzentren am Mittelmeer. Die Anzahl der Passagiere stieg von rund 1,6 Millionen im Jahr 2002 auf rund 4,6 Millionen im Jahr 2014 und 6,1 Millionen 2019. Der Flughafen ist damit mit weitem Abstand der verkehrsreichste im Westbalkan. 2019 war er einer der am schnellsten wachsenden Flughäfen in nicht EU-Märkten und der neunt-schnellstwachsende in Europa. Betreiber des Flughafens ist die französische Unternehmensgruppe Vinci Airports, die diesen 2018 für die Summe von 501 Mio. Euro für 25 Jahre gepachtet hat. Vinci hat sich außerdem verpflichtet 736 Mio. Euro in die Infrastruktur des Flughafens zu investieren. Neben einer mehr als verdoppelten Anzahl an Gates mit Fluggastbrücken, einen neuen Tower sowie eine Tiefenrekonstruktion der Landebahn ist die Verbesserung der Stadtanbindung Hauptziel der Investitionen. Durch die Maßnahmen wird „Nikola Tesla“ mehr Gates mit Fluggastbrücken aufweisen, als alle internationalen Flughäfen auf dem Westbalkan zusammengenommen. Als einziger wird er ebenfalls für ein Fluggastaufkommen im zweistelligen Millionenbereich konzipiert sein. Vinci airports ermöglicht es damit diesen als einen „zukünftigen zentralen Flughafenhub im Westbalkan“ aufzustellen. Neben dem Flughafen in Surčin besteht noch eine Luftwaffenbasis im Batajnica und ein Fabrikflughafen der UTVA-Werke in Pančevo, die allerdings nicht für Linienflüge genutzt werden.

### Schienenverkehr

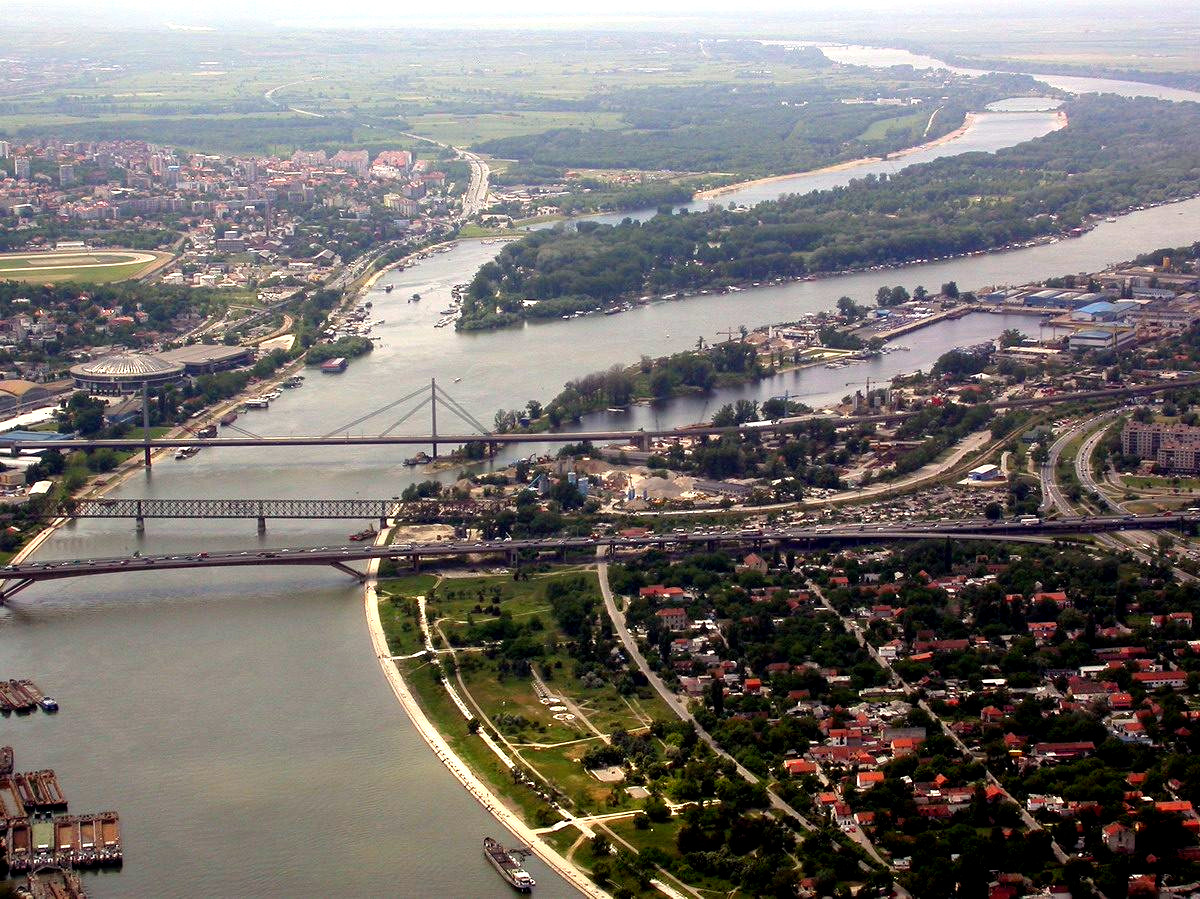
Eisenbahn- und Straßenbrücken über der Save (Gazela, Alte- und Neue Eisenbahnbrücke)

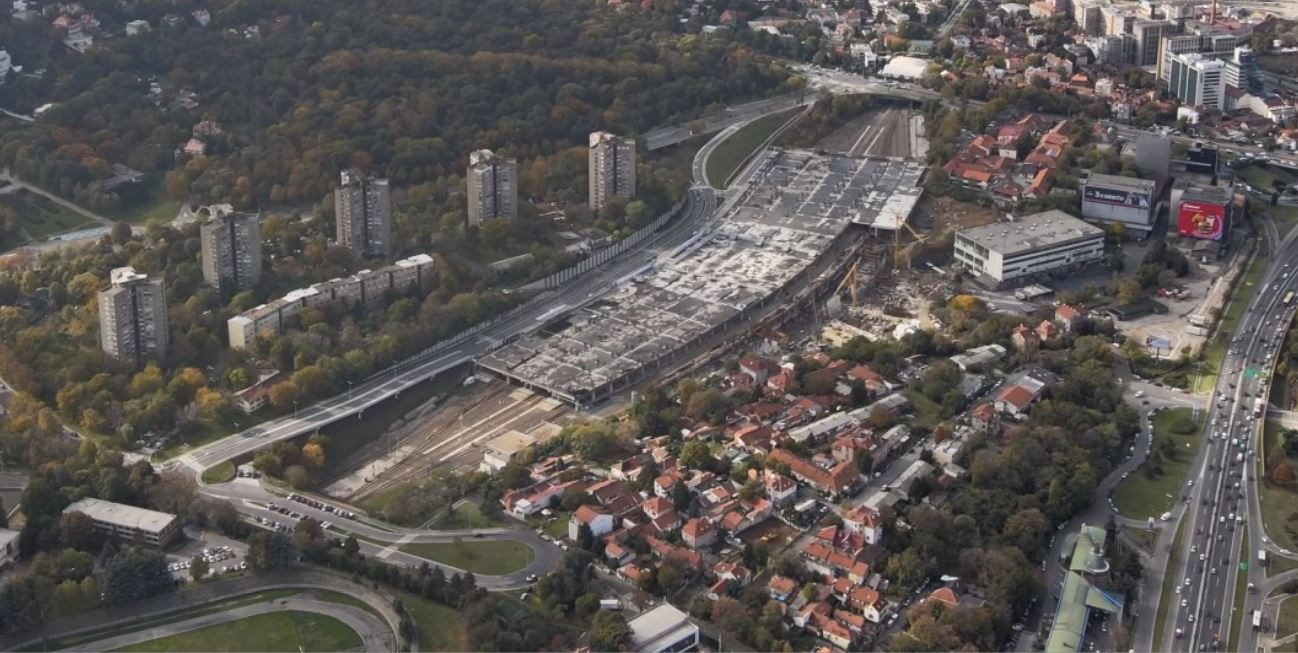
Der unvollendete neue Hauptbahnhof in Belgrad hat 6 Bahnsteige und 10 Bahngleise, die über Tunnel durch die Stadt führen

Nachdem der historische Hauptbahnhof, ehem. Haltestation von Orient- und Akropolis-Express, geschlossen wurde, sind der Bahnhof Beograd Centar und der Bahnhof Novi Beograd die wichtigsten Fernbahnhöfe der Stadt. Das neue Schienenkonzept der Stadt wurde 1971 in amerikanisch-jugoslawischer Kooperation in einer elementaren Rekonstruktion der Eisenbahninfrastruktur im Neuen Belgrader Eisenbahnknoten beschlossen und etappenweise realisiert. Aus der Evaluierung vieler einzelner Studien (1967–1971) entstand ein Schienenverkehrsplan mit grundsätzlicher Trennung von Güter- und Personenverkehr. Gedacht war die Vernetzung von Fernbahn, Stadtbahn und U-Bahn an mehreren zentralen Verkehrsknoten. Schienengebundene Verkehrsträger sollten das Rückgrat des ÖPNV im GSP bilden. Die Projektumsetzung, die mit dem Bau der Neuen Belgrader Eisenbahnbrücke (⊙) 1974 begonnen hatte, entwickelte sich aufgrund zahlreicher langjähriger Verzögerungen zu einem in Teilen desaströsen Bauvorhaben. 1975 wurde in einem Architekturwettbewerb Aussehen und Konzept des neuen Durchgangsbahnhof Belgrad Zentrum (⊙) bestimmt; 1977 der erste Spatenstich gesetzt. Doch selbst nach über vier Jahrzehnten Bauzeit, ist der 2016 offiziell zum Hauptbahnhof der Stadt gekürte Bahnhof nicht vollendet worden. In den bisherigen Ausbaustufen wurden nur Teile des massiven Betonbauwerks von 450 m × 100 m Ausdehnung errichtet. Hierüber fahren heute alle Fern-, Regional- sowie lokalen Eisenbahnverbindungen außer den (Stand 2020) noch vom Bahnhof Topčider mehrmals täglich verkehrenden Zugverbindungen in Richtung Adriaküste auf der Bahnstrecke Belgrad–Bar. 2021 sollen die Bauarbeiten an den fehlenden Gleisen und der Überbauung am unvollendeten ersten Bahnsteig fertiggestellt werden; über einen Anschlusskredit der Weltbank sollen danach alle Elektroinstallationen fertiggestellt und über einen schon gewählten privaten Investor in spätestens drei Jahren auch das Bahnhofsgebäude vollendet worden sein.
Bis Ende 2021 soll hierüber in einer ersten Ausbaustufe via Novi Sad die Verbindung Budapest-Belgrad als Schnellfahrstrecke bedient werden. Belgrad wird so wohl erstmals etwa 2025 an das europäische Schienenschnellverkehrssystem angebunden. Die zukünftige 350 km lange Schnellfahrstrecke Belgrad–Budapest, von der 185 km auf serbischen Gebiet liegen, ist die erste Investition dieser Art in Europa, die durch die China Railway Group realisiert wird. 2020 fiel ebenfalls der Beschluss, die wichtige, 202 km lange Südstrecke durch den Morava-Korridor nach Niš in der weiteren Verbindung nach Griechenland, Türkei und Bulgarien als Schnellfahrstrecke auszubauen. Auch für die dritte Hauptstrecke der Železnice Srbije, die Adriaanbindung Belgrad–Bar, wurde 2020 mit der RŽD ein kompletter Ausbau auf serbischen Territorium vereinbart. Günstige Prognosen werden auf den transversalen Balkanverbindungen insbesondere dem Güterverkehr zugemessen, da China Mittelmeerhäfen als Containerhubs aufwertet und hierüber auf Schienenweg Waren nach Mitteleuropa transportiert.

### Straßenverkehr
Belgrad ist an das europäische Fernstraßennetz über den Paneuropäischen Verkehrskorridor X angebunden, der in seiner Straßenvariante dem ehemaligen Autoput Bratstvo i jedinstvo entspricht und zu dem die Stadtautobahn mit der Brücke Gazela (⊙) als Hauptarterie des Transitverkehrs dient. Bestehende Autobahnen verbinden Belgrad mit Novi Sad, Niš und Zagreb. Die abschnittsweise fertiggestellte Belgrader Ringautobahn sowie der im Bau befindliche Innere Magistralen-Halbring (Unutrašni magistralni poluprsten) mit der Neuen Savebrücke sind die derzeit bedeutendsten Straßenverkehrsprojekte. Zentraler Verteiler im Straßenbahn- und Busverkehr und daher Hauptverkehrsknoten sowie verkehrsreichster Platz der Metropole ist die Slavija. Hier fällt die Fernverkehrs-Magistrale der Kralja Milana mit der Nemanjina ulica zusammen. Besonders neuralgisch ist das Bahnhofsviertel, in dem die zusätzlich den Straßenbahnverkehr bedienende Savska ulica den Straßenverkehr an den Belgrader Hauptbahnhof und den Fernverkehrs-Busbahnhof anbindet und diesen von und zur Gazela sowie den weiteren Flussbrücken Brankov Most und Savski most leitet.

### Öffentlicher Nahverkehr
Der öffentliche Personennahverkehr nimmt in Belgrad eine bedeutende Rolle in der innerstädtischen Beförderung ein. Er liegt über den Beförderungszahlen mitteleuropäischer Metropolen (Berlin 24,6 %, Zürich 23 %), obwohl in Belgrad ein U-Bahn-Netz fehlt sowie ein S-Bahn-Netz nur rudimentär entwickelt existiert.
Hierbei hat der Busverkehr mit 40 % den größten Anteil, gefolgt von Straßenbahn (2 %), Trolleybus (1,3 %) und Schienenverkehr (0,5 %).

#### Straßenbahnen, Omnibusse

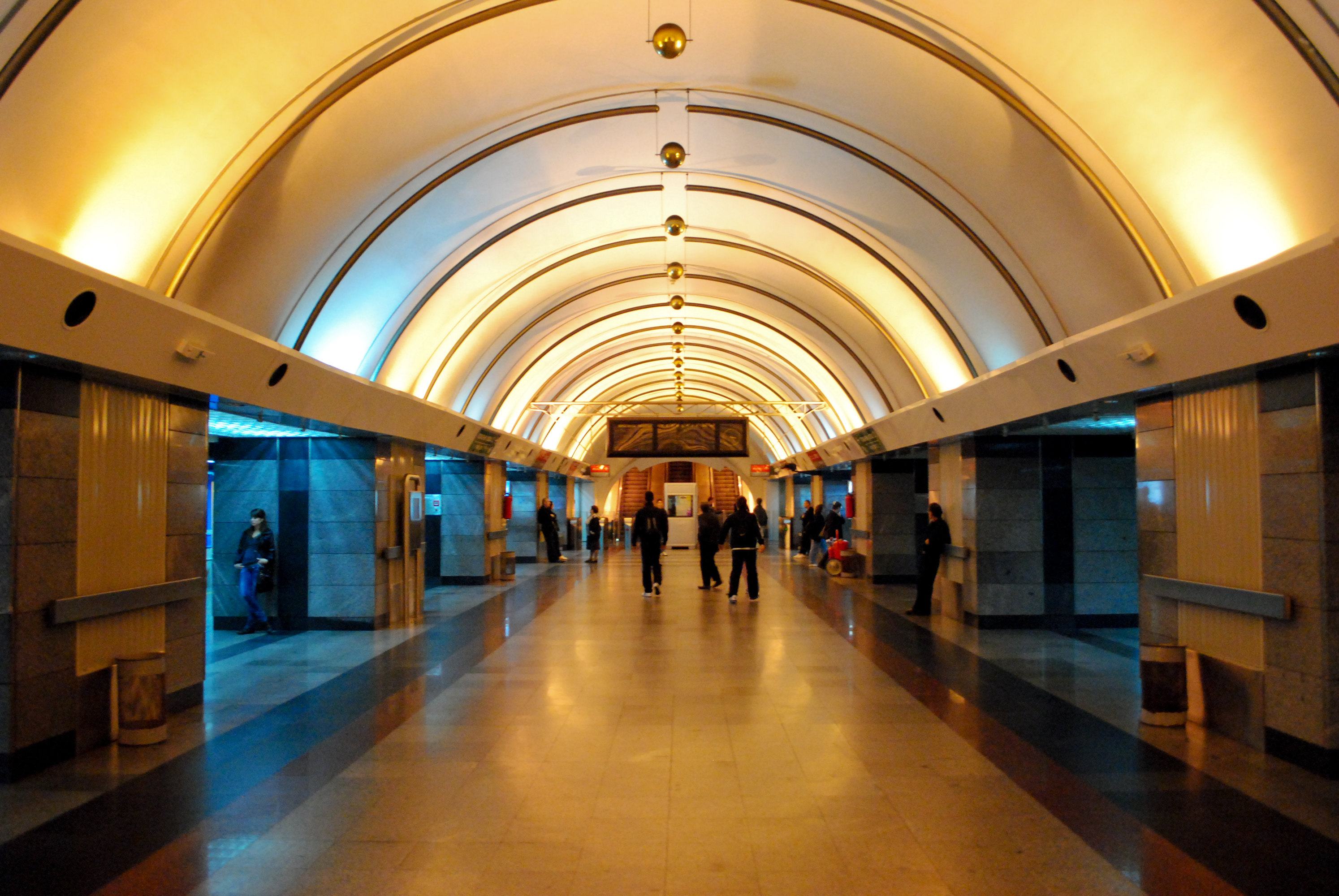
Station der Stadtbahn Beovoz Vukov spomenik

Das städtische Verkehrsunternehmen GSP Beograd ist Hauptträger des öffentlichen Personennahverkehrs. Es unterhält die Straßenbahn Belgrad (zwölf Linien), den Oberleitungsbus Belgrad (sieben Linien) sowie 112 Autobuslinien. Zusätzlich verkehren einzelne private Autobuslinien. Die Vorstadtgemeinden sind zumeist nur mit Autobussen des Verkehrsunternehmens Lasta zu erreichen. Innerstädtisch bedient die GSP die BG:Voz genannte Stadtbahn mit acht Bahnhöfen. An drei Umsteigebahnhöfen ist diese mit den Vorortzügen des Beovoz der Železnice Srbije verbunden. Zahlungsmittel für die meisten Verkehrsmittel (außer Beovoz und Taxi) war die berührungslos abbuchende BusPlus-Karte. Mittlerweile findet ein Ticketverkauf nur noch per SMS und an einigen Verkaufsstellen statt. Zwischen 0 und 4 Uhr war der ÖPNV seit Mai 2023 kostenlos, bevor 2025 die allgemeine Kostenfreiheit eingeführt wurde.
Seit Januar 2025 ist der ÖPNV Belgrads rund um die Uhr für alle kostenfrei.

#### S-Bahn

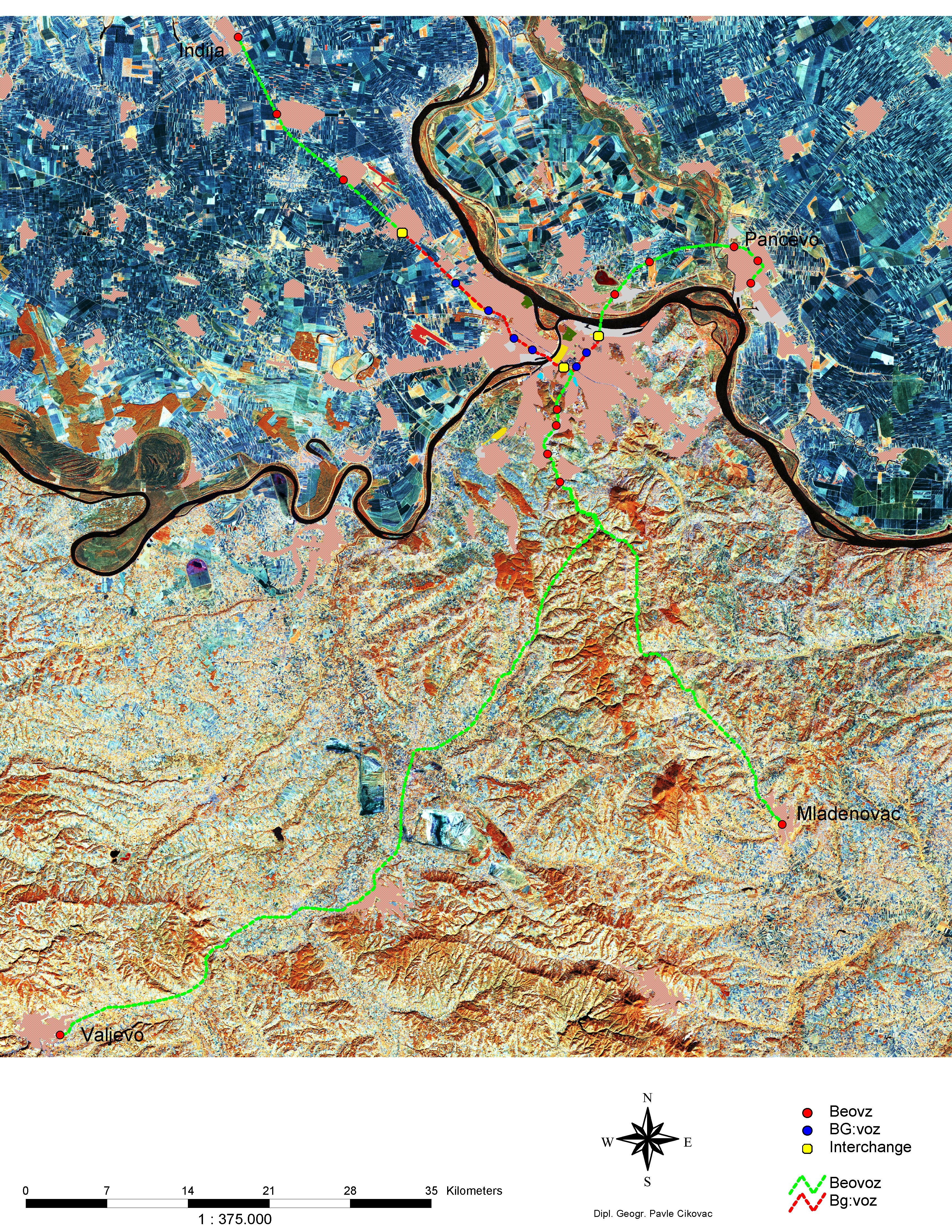
Liniennetz der Belgrader Stadtbahnen

Das Liniennetz der Beovoz wurde 1991/1992 im Fahrplan der damaligen ŽTP-Beograd eingeführt. Seitdem wurde es auf fünf Linien mit insgesamt 330 km Länge ausgebaut. Es quert das zentrale Stadtgebiet in zwei in Nord-Süd-Richtung verlaufenden, insgesamt 35 km langen und bis zu 43 m tiefen Tunneln. Über die Stationen Beograd centar, Karadordev park und Vukov spomenik wird das engere Stadt-Zentrum angebunden. Im Jahr 2010 wurde BG:Voz gegründet. Diese befördert die Fahrgäste auf der Stammstrecke des neuen Belgrader Eisenbahnknotens, der Verbindung Batajnica–Pančevački most. Die Beovoz-Zuggarnituren ergänzen den innerstädtischen S-Bahn-Verkehr auf den Verbindungen nach Valjevo, Inđija, Resnik, Pančevo und Mladenovac mit den Umstiegsbahnhöfen zum BG:Voz in Batajnica, Beograd Centar und Pančevački Most. Zentraler Knoten im Schienenfern- und -nahverkehr ist der Bahnhof Novi Beograd (im Jahr 2012). Über Vukov Spomenik und Beograd centar soll die Stadtbahn an die zukünftige U-Bahn angebunden werden. Ein Ausbau zum Flughafen Surčin wird erörtert. Die Stadt sieht für die kurz- bis mittelfristige Verkehrsplanung das S-Bahn-Netz als wichtigsten zu entwickelnden Verkehrsträger. In Stoßzeiten wird auf der Stammlinie des BG:Voz eine Taktfrequenz von 15 Minuten gewährleistet. Während der Beovoz von den Železnice Srbije betrieben wird und Fahrscheine an den Bahnschaltern der Bahnhöfe gekauft werden müssen, ist der BG:Voz in das integrierte System der GSP-Beograd eingebunden. Das benutzt die oben genannten elektronischen Chipfahrkarten BusPlus, die nicht an den Bahnschaltern bezogen werden können.

#### Metro Belgrad
Der Plan für den Bau einer U-Bahn für Belgrad bestimmt seit etwa 2005 die Verkehrsplanung der Stadt. Der serbische Staat hat das Projekt in seine Agenda der drei wichtigsten Infrastrukturmaßnahmen mit aufgenommen. Die Stadt hatte für die weitere Realisierung eine Kommission von Fachleuten großer U-Bahn-Systeme in Europa einberufen, die getrennt Expertisen abgaben. Mit der Grundsatzentscheidung zum U-Bahn-Bau ist ein Schlussstrich unter zwei Jahrzehnte kontroverser Debatten gezogen worden. Der Stopp der Metro-Planung durch die Stadt 1982 gilt den heutigen Verkehrsplanern als gravierender Fehler, da trotz der geschätzten Kosten von umgerechnet 1,1 Mrd. Euro für 14 km Streckenlänge eine tragfähige Verkehrsentwicklung ohne ein unabhängiges Nahverkehrs-Schienensystem nicht möglich scheint.
Die Eröffnung der ersten Linie ist für 2028, die der zweiten Linie für 2030 vorgesehen.

### Schiffsverkehr
Belgrad liegt an der Donau, dem Schifffahrtsweg, der die Länder West- und Mitteleuropas mit den Ländern Südost- und Osteuropas verbindet. Durch die Errichtung des Stausees und des Wasserkraftwerkes Eisernes Tor an der Donau entwickelte sich Belgrad zu einem wichtigen Flusshafen. Seit der Inbetriebnahme des Rhein-Main-Donau-Kanals besitzt Belgrad eine Wasserverbindung zur Nordsee. Der Hafenkomplex an der Donau nimmt eine Fläche von 120 Hektar ein und ist eines der Zentren für den Gütertransport. Auf dieser Fläche befinden sich 290.000 m² geschlossene Lagerhallen und 650.000 m² offene Lagerplätze sowie ein Container-Terminal von 44.000 m². Seit dem Ende der Jugoslawienkriege wird Belgrad vermehrt von Donaukreuzfahrtschiffen angesteuert, die teilweise bis ins Biosphärenreservat Donaudelta fahren. Für die Kreuzfahrtschiffe gibt es einen eigenen Hafen an der Mündung der Save.

## Soziale Infrastruktur und Bildungswesen

### Schulwesen und Universitäten

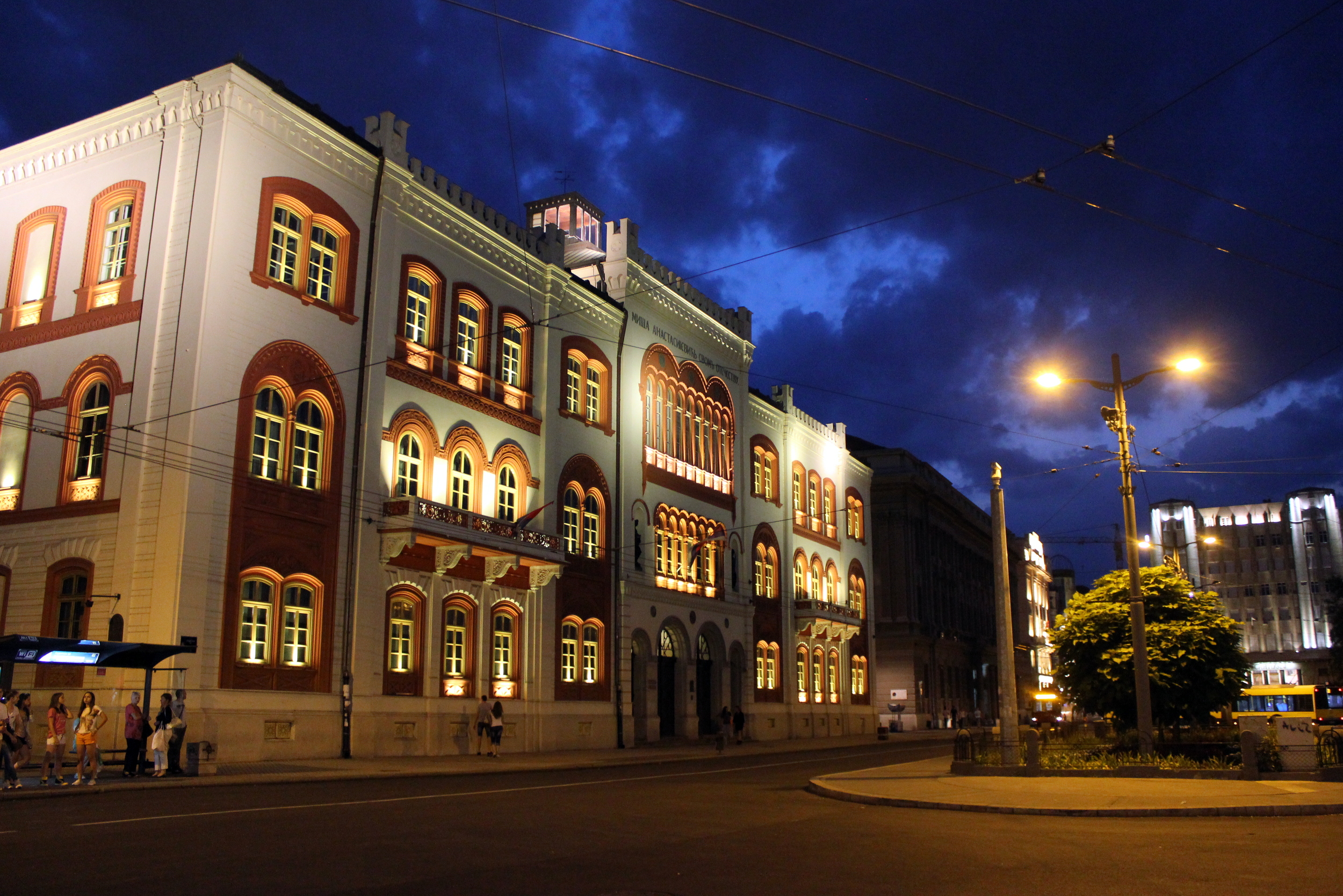
Das Kapitän-Miša-Gebäude, der Kolarac ist neben seiner Funktion des Rektorats der Universität Belgrad auch die wichtigste Heimstätte der Belgrader Sinfoniker und Veranstaltungsort klassischer und moderner Konzerte.

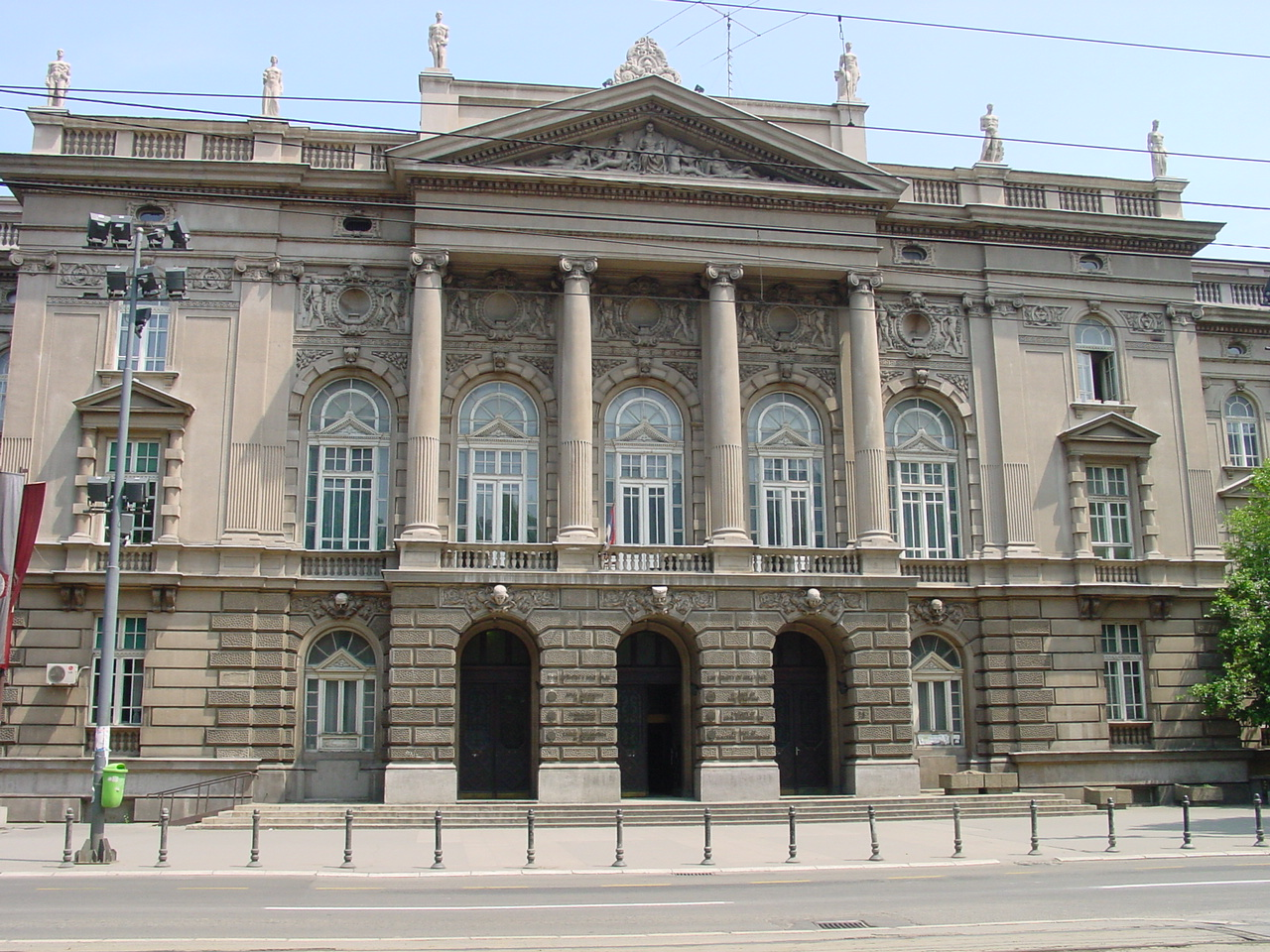
Elektrotechnische Fakultät der Universität Belgrad

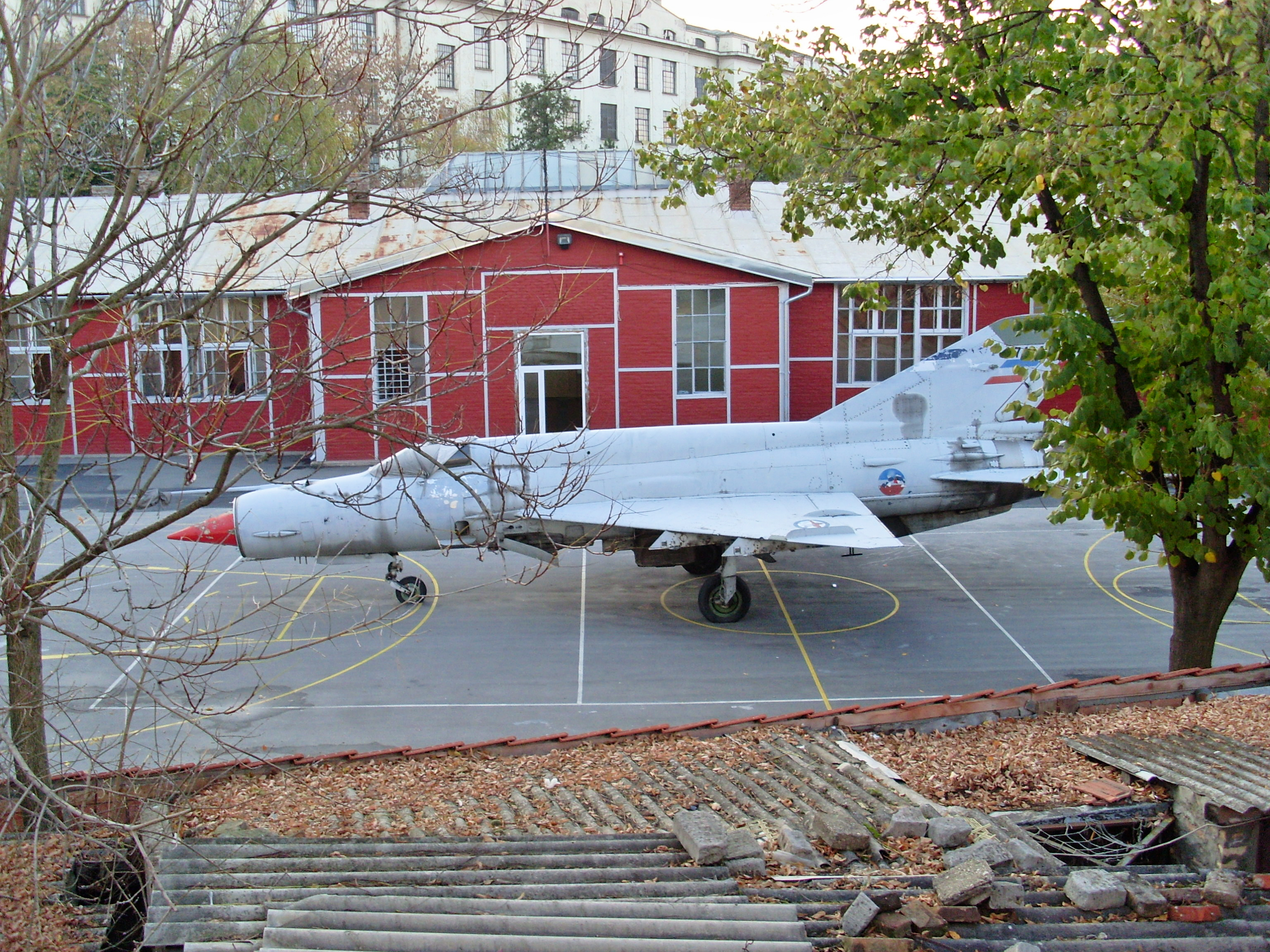
Die berufsausbildende Technische Luftfahrtschule „Petar Drapsin“, eine Mittelschule für Luftfahrttechniker mit ausgemusterter MiG-21 im Schulhof

Belgrad besitzt 280 kommunale Schulen mit einem zweigliedrigen Schulsystem. Davon vermitteln 195 die achtjährige Grundschulbildung und 85 gehören der Mittelstufe an, darunter 51 berufsbildende Mittelschulen. 21 Gymnasien und 8 Kunstschulen ermöglichen eine weitergehende Hochschulausbildung. Die Belgrader Gymnasien sind überwiegend nach Nummern geordnet (Erstes-, Zweites Gymnasium… etc.). Im Jahr 2008 waren insgesamt 230.000 Schüler registriert, die in 22.000 Klassenzimmern in über 500 Gebäuden verteilt sind. Die Gesamtfläche der Schulunterrichtsräume beträgt 1.100.000 Quadratmeter.
Belgrad ist Standort zweier staatlicher Hochschulen, einer privaten Hochschule sowie zahlreicher wissenschaftlicher Forschungseinrichtungen, der Serbischen Akademie und weiterer staatlicher höherer Bildungsinstitutionen. Die Universität Belgrad ging hervor aus der Großen Schule, die zwischen 1808 und 1813 bestand und sich ursprünglich im Konak der Fürstin Ljubica befand. Anlässlich der Neueröffnung 1863 zog die Große Schule in das Kapitän-Miša-Gebäude, ein repräsentatives Gebäude im Stadtteil Stari Grad. Fast 50 Jahre später, 1905, wurde sie zur Universität. Sie ist damit die früheste Institution für höhere Bildung in Serbien und eine der ersten der Balkanhalbinsel. Mit mehr als 89.000 Studenten an 31 Fakultäten und 8 wissenschaftlichen Forschungseinrichtungen ist sie im 21. Jahrhundert auch eine der größten der Region. Die einzelnen Fakultäten liegen weit über das Stadtgebiet verstreut. Um den Studentski trg sammeln sich die Fakultäten für Philosophie, Philologie und die Mathematisch-Naturwissenschaftlichen Fakultäten. Die Fakultät für Wirtschaftswissenschaften unterhalb des Zeleni Venac sowie die Medizinischen Fakultäten unterhalb des Vračar befinden sich im Stadtteil Savski Venac. Im Stadtteil Palilula sind die Rechtswissenschaftliche Fakultät, die Universitätsbibliothek Belgrad sowie die Fakultät für Bergbau und Geologie, die Technische Fakultät, die Fakultät für Architektur und Bauingenieurwesen untergebracht. Anfang der 1990er bezogen einige Fakultäten einen Campus am Stadtrand: die Fakultäten für Pharmazie und Pharmakologie konnten in mehrere Gebäudekomplexe im Stadtteil Kumodraž umziehen und sich durch eine moderne wissenschaftlich-technische Ausstattung und die großzügigen Laboratorien zu führenden Instituten in Europa entwickeln. Ein neuer Standort für die bisher auf mehrere Gebäude verteilten Einrichtungen der Biologischen Fakultät ist, nach fast zwanzigjähriger Baupause im ursprünglich nur für die Botanischen Institute im Botanischen Garten Jevremovac vorgesehenen halbfertigen Rohbau, durch Erweiterung der ursprünglichen Baupläne und einer gemeinsamen Integration der Institute von der Universitätsleitung im Oktober 2008 beschlossen worden.

### Wissenschaftliche Forschungseinrichtungen
Das Institut für Nuklearwissenschaften „Vinča“ mit dem einzigen experimentellen Kernreaktor des Landes, das „VTI“ („Vojno Tehnički Institut“) in Žarkovo als einziges Institut Südosteuropas der aerodynamischen Forschung im Flugzeug- und Raketenbau der ehemaligen JNA und heutigen VJ, das acht große Windkanal-Anlagen, darunter mehrere Anlagen mit Windkanälen, die Überschallgeschwindigkeit erreichen, unterhält, und das Militärgeografische Institut („Vojno-geografski Institut“) (VGI) unweit des Zentralfriedhofs „Novo Groblje“, nehmen unter den mathematisch-technischen Forschungseinrichtungen eine bedeutende Stellung ein.
Dem Umweltschutz widmet sich das Biologische Institut „Siniša Stanković“, der Landeskunde, geomorphologischen und anthropogeographischen Forschung das Geographische Institut „Jovan Cvijić“, der Erhaltung der Biodiversität das Naturkundemuseum Belgrad und der Erforschung von Medizinalpflanzen das Institut „Josif Pančić“. Eine weitere Einrichtung ist das Institut für Immunobiologie und Virologie „Torlak“. Zentrales historisches Archiv des Landes ist das „Istorijski Arhiv Srbije“ (Historisches Archiv Serbiens), bedeutende historische und ethnologische wissenschaftliche Forschungsinstitute, die sich in ihren geisteswissenschaftlichen Fächern der Kenntnis der Balkanhalbinsel verpflichten, sind der Serbischen Akademie der Wissenschaften angegliedert, neben dem genannten „Geographischen Institut Jovan Cvijić“, das „Balkanologische Institut“ (Balkaološki Institut), „Institut für Byzantistik“ (Vizantijski Institut), „Institut der Serbischen Sprache“ (Institut za Srpski jezik) sowie das „Ethnographische Institut“ (Etnografski Institut).

### Gesundheitswesen
Belgrad verfügt über 59 Gesundheitseinrichtungen und zwar 16 Gesundheitszentren, 4 Klinik- und Krankenhauszentren, 3 Spezialkrankenhäuser, 5 Kliniken, 1 Klinikzentrum, 14 Anstalten und Institute mit stationärer Behandlung, 12 Einrichtungen ohne stationäre Behandlung, 3 Anstalten für den Schutz der Gesundheit und die Apothekengesellschaft „Beograd“ mit über 100 Apotheken. Die Gesundheitseinrichtungen mit stationärer Behandlung verfügen über insgesamt 12.035 Standardbetten.
In Belgrad befindet sich zudem die Militärmedizinische Akademie. Sie wurde 1884 eröffnet und ist heute das größte Krankenhausbauwerk in Serbien.

## Sonstige Infrastruktur
In Vinča bei Belgrad wird (2019) eine Müllverbrennungsanlage gebaut, obwohl die Europäische Investitionsbank deren Finanzierung abgelehnt hat, weil sie nicht den Standards entspricht, die Serbien als EU-Beitrittskandidat akzeptiert hat. Am 26. Oktober 2019 wurde Belgrad offiziell zur Stadt mit der weltweit größten Luftverschmutzung, gefolgt von Bosniens Hauptstadt Sarajevo. Alte Menschen, Kinder und Asthmatiker leiden besonders darunter.
Belgrad hat keine einzige Kläranlage; sein gesamtes Abwasser fließt ungereinigt in die Donau.

## Kultur

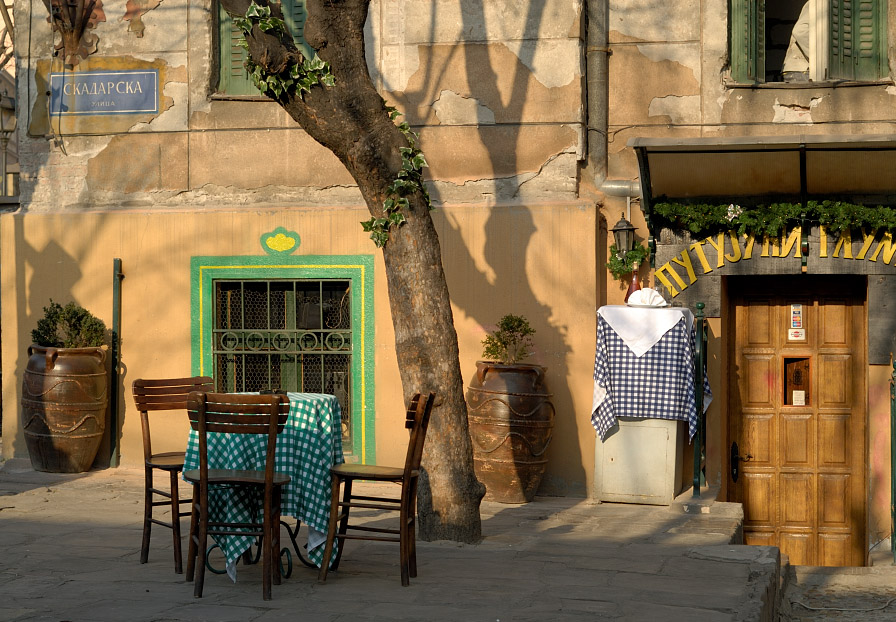
Restaurant in der Skadarlija

### Grundsätzliches
Belgrad ist durch eine dynamische und vielfältige Kultur geprägt. Dabei vermittelt die Stadt durch ihre ehemalige Grenzlage zwischen Orient und Okzident sowie der Position Jugoslawiens im Kalten Krieg eine eigenwillige kulturelle Mischung. Eine gewisse Nostalgie an die große Zeit als ehemalige Residenzstadt des sogenannten „Roten Monarchen“, Marschall Josip Broz Tito, als die Stadt auch „Hauptstadt“ der Blockfreien Bewegung war, schwingt bei den Einwohnern in der von sozialistischer Stadtplanung geprägten modernen Architektur noch immer deutlich mit. Titos nachhaltiges Erbe wird daher auch touristisch allenthalben gewinnbringend vermarktet. Exemplarisch dafür wird eine Sightseeing-Rundfahrt vom Bahnhof-Donauhafen um die Landzunge des Kalemegdans herum bis zum ehemaligen königlichen Bahnhof Topčider in Titos Luxuszug mit seinen im Art-déco-Stil gehaltenen Salons angeboten.

### Musik
Die Stadt war eines der wichtigsten Zentren der jugoslawischen Rockmusik der 1980er: VIS Idoli, Ekatarina Velika und Šarlo Akrobata stammten aus Belgrad. Andere bekannte Belgrader Rockmusikgruppen sind Riblja čorba, Bajaga i Instruktori. Die Stadt ist zudem Zentrum des Turbo-Folk, dessen international bekannteste Epigonin Ceca Ražnatović hier lebt. Heute ist die Stadt mit den Gruppen Beogradski Sindikat, Škabo und Marčelo auch wichtigster Treffpunkt der heimischen Hip-Hop-Szene sowie der serbischen Blasmusik, darunter das Boban-Marković-Orchester.

### Theater und Oper

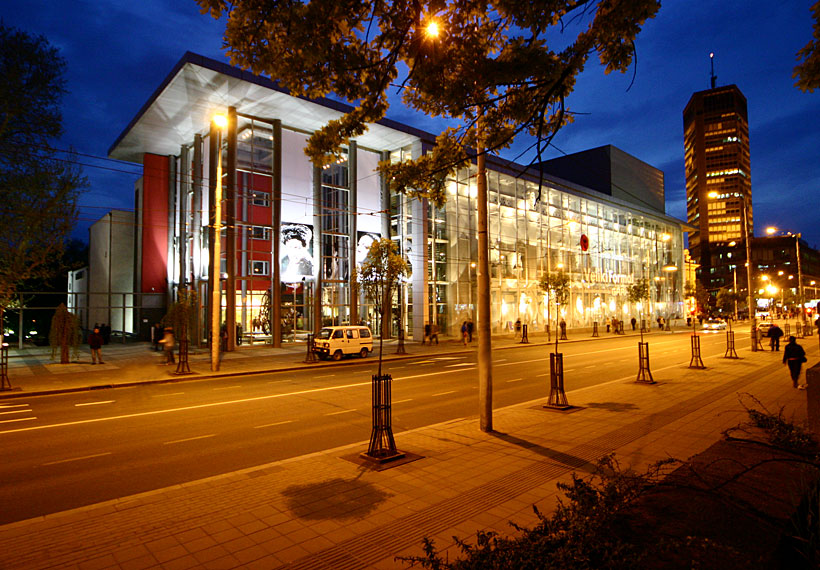
Das nach einem Brand 1997 wiederaufgebaute Jugoslawische Schauspieltheater (Jugoslovensko Dramsko pozorište)

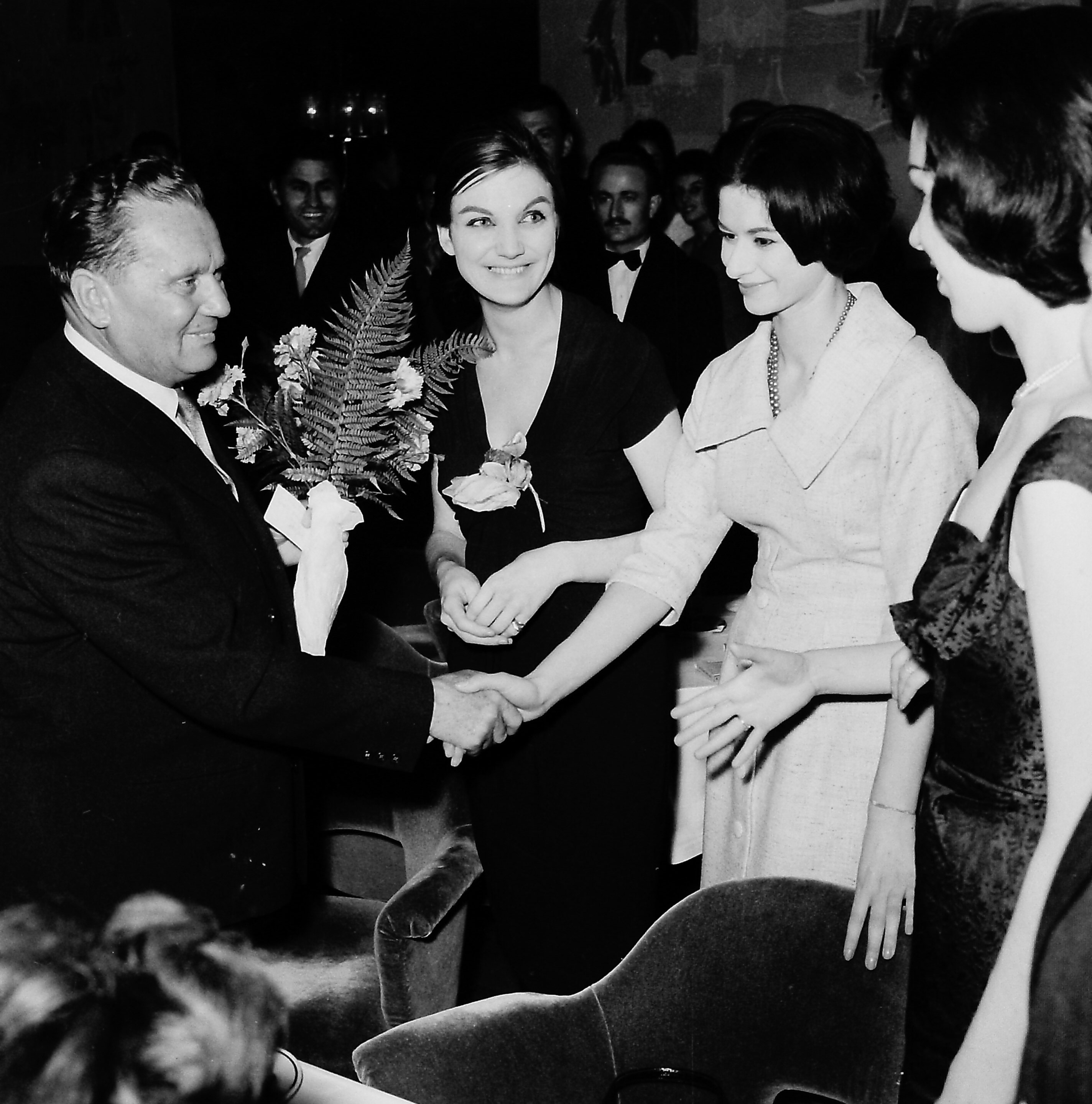
Dame Margot Fonteyn wurde beim Gastspiel 1954 des damaligen Sadler Well's Ballet im Nationaltheater von Belgrad von Tito begrüßt. Die Bevölkerung hatte das Gastspiel des späteren Royal Ballet mit überwältigender Teilnahme gefeiert

Aus den zahlreichen Theatern ragen die renommierten Bühnen des Belgrader Nationaltheaters, des Theaters am Terazije, des Jugoslawischen Schauspieltheaters – Jugoslovensko dramsko pozorište, des Belgrader Schauspieltheaters – Beogradsko dramsko pozorište und des Ateliers 212 heraus. Das Jugoslovensko dramsko pozorište zeigt herausragende Werke von Autoren aus dem ehemaligen Jugoslawien, darunter die Theaterstücke von Dobrica Ćosić, Jovan Hristić, Velimir Lukić – Slobodan Šnajder, Dušan Kovačević, Dejan Dukovski und Biljana Srbljanović.
Das Belgrader Schauspieltheater ist mehr auf die klassischen und avantgardistischen internationalen Werke spezialisiert, darunter zeichnen sich die Aufführungen von Arthur Miller, Tennessee Williams und Bertolt Brecht aus.
Im Atelier 212 fand unter anderem die erste Aufführung in Osteuropa von Becketts Warten auf Godot statt. Daneben finden sich Stücke von fast allen bedeutenden modernen Autoren. Im Atelier 212 fand auch 1967 zum ersten Mal das Belgrader Theaterfestival BITEF statt.
Eines der jüngsten Theater Belgrads ist das erst 1984 gegründete Zvezdara-Theater. Durch die Aufführung zeitgenössischer Werke von Dušan Kovačević, Aleksandar Popović und Siniša Kovačević ist es schnell zu einer bedeutenden Institution geworden. Unter den hier auftretenden Schauspielern finden sich viele bekannte Film- und Fernsehschauspieler: Danilo-Bata Stojković, Bogdan Diklić, Lazar Ristovski (unter anderem in Underground), Ljiljana Dragutinović, Danilo Lazović, Bora Todorović, Mihajlo-Miša Janketić, Dragan Jovanović, Milena Dravić u. a.
Oper und Ballett sind im Nationaltheater sowie in Zemun im Madlenijanum-Opernhaus angesiedelt. Ballett wird in Belgrad erst seit 1923 gezeigt. Dabei waren es in der Anfangszeit russische Emigranten, die Repertoire und Ausbildung übernahmen. Die Bolshoi-Elevin und spätere Direktorin des Nationaltheaters, Nina Kirsanova, sowie die ehemalige Solistin im Mariinski-Ballett Sankt Petersburgs und Solistin in Diahilews Ballets Russes, Jelena Poljakova, wurde erste Primaballerina des Serbischen Nationaltheaters, etablierten hier in den 1920ern alle großen französischen und russischen Klassiker wie Don Quichotte, Giselle, Petrushka, Coppélia, Dornröschen, Nussknacker und Schwanensee sowie Scheherazade. Als einer der ersten männlichen Solisten dieser russischen Emigranten-Generation, war Oleg Sergeevič Grebenščikov von 1924 bis 1946 auch Ballettmeister und Komponist im Nationaltheater. In diese Zeit fallen auch der Besuch der großen Primaballerina der Ballets Russes Tamara Karsawina 1928 und 1927 von Anna Pavlova in Belgrad. Im Repertoire sind die Aufführung aller klassischen europäischen Choreografien, darunter insbesondere Petipas, sowie die vor allem dem einheimischen Publikum bekannten Stücke zu Goran Bregovićs Kraljica Margo und Stevan Hristićs Ballett Ohridska legenda. Der Ausbildung der Bühnentänzer des Nationaltheaters widmet sich die staatliche Ballettschule „Lujo Davico“. Unter den hier ausgebildeten Balletttänzern und ehemaligen Solisten des Belgrader Balletts ist insbesondere Ašhen Ataljanc international bekannt geworden. An eine denkwürdige Ballettaufführung des Royal Ballet im Belgrader Nationaltheater erinnert Dame Margot Fonteyn, die sie in den 1950ern mit ihrem damaligen Partner Robert Helpmann durch einen überwältigenden Empfang des Belgrader Publikums als herausragendste Aufführung in ihrer annähernd fünfzigjährigen Weltkarriere beschreibt.
Die Belgrader Philharmonie existiert seit 85 Jahren (1923 gegründet), hat aber bis jetzt noch keinen eigenen philharmonischen Bau. Klassische Konzerte finden vor allem im Konzertsaal der Zadužbini Ilije M. Kolarca (kurz Kolarac Kapitän-Miša-Gebäude) statt.
Das einzige Musical- und Revuetheater Südosteuropas ist das seit 1948 bestehende Theater am Terazije – Pozorište na Terazijama. Es zeigt Aufführungen bekannter Musicals von Gershwin, Cole Porter, Bernstein, Bob Fosse, Richard Rodgers, Oscar Hammerstein und anderen.

### Museen

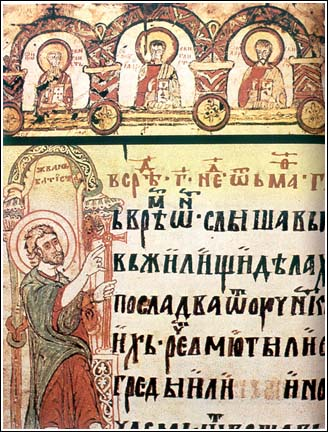
Das Miroslav-Evangelium in der Nationalbibliothek ist das älteste serbische schriftliche Zeugnis und seit 2005 UNESCO-Weltdokumentenerbe

Das bedeutendste Museum ist das 1844 gegründete Serbische Nationalmuseum. Es beherbergt eine Kollektion von 400.000 Ausstellungsstücken (mehr als 5600 Gemälde sowie 8400 Zeichnungen und Drucke), darunter mehrere ausländische Meisterwerke sowie das Miroslav-Evangelium aus dem 12. Jahrhundert.
Das Armeemuseum zeigt die Militärgeschichte des Landes von der Antike bis zu den NATO-Luftangriffen 1999, darunter Teile der in Srem abgeschossenen Lockheed F-117.

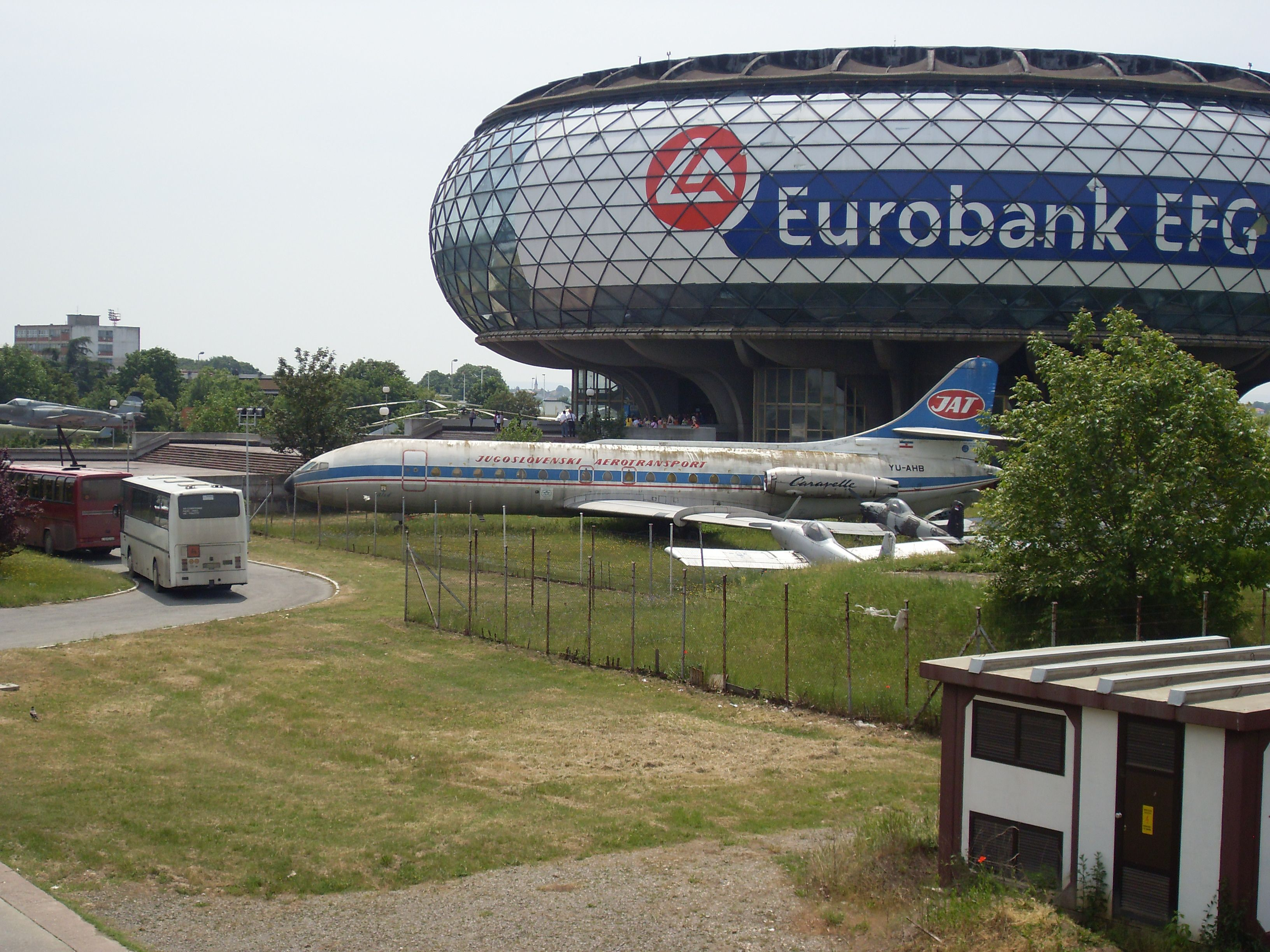
Luftfahrtmuseum Belgrad

Das Luftfahrtmuseum am Flughafen zeigt mehr als 200 Flugzeuge mit Konzentration auf die inländische Luftfahrtgeschichte sowie den während des NATO-Luftkrieges eingesetzten Waffen und Flugzeugen. Viele Flugzeuge befinden sich auch im Außenbereich des Museums. Das Ethnografische Museum birgt eine reiche Auswahl an Volkstrachten des ehemaligen Jugoslawiens mit über 150.000 Objekten.
Das Museum für moderne Kunst besitzt 8540 Werke, die auf dem Territorium des ehemaligen Jugoslawien entstanden sind.
Das 1952 gegründete Nikola-Tesla-Museum präsentiert Memorabilien des Physikers sowie Nachbauten seiner Erfindungen. Das Museum verwaltet auch den reichen Nachlass des Wissenschaftlers. Ein dem Wirken der Sprachreformatoren Vuk Stefanović Karadžić und Dositej Obradović gewidmetes Museum ist das Vuk- und Dositej-Museum. Eines der ungewöhnlicheren Museen in Belgrad ist das Museum afrikanischer Kunst, gegründet in den Tagen der Solidarität mit den Entwicklungsländern.

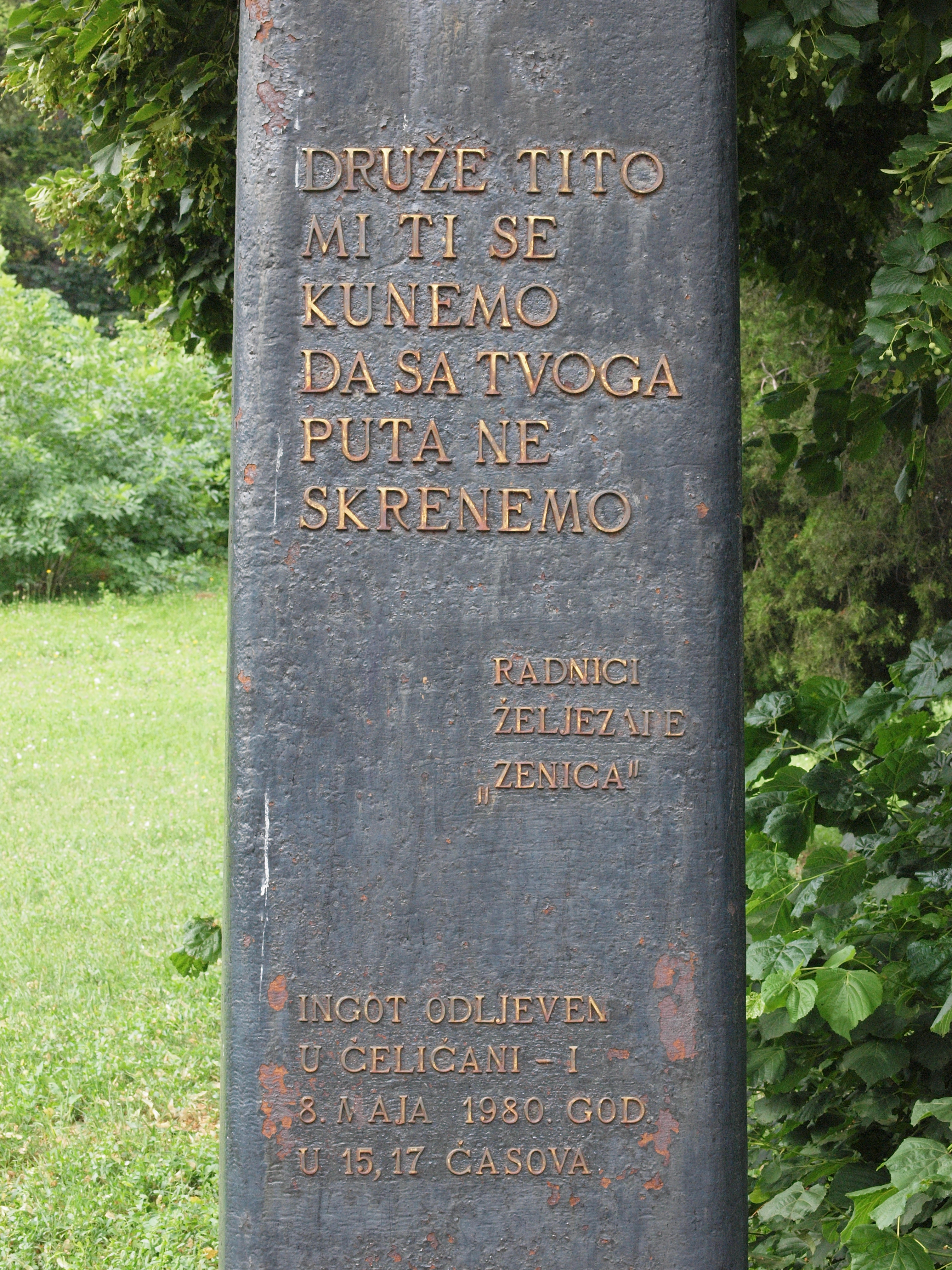
Gedenksäule Titos vor dem Gebäude-Komplex der Museen der Geschichte Jugoslawiens

Das meistbesuchte Belgrader Museum ist das dem früheren Präsidenten Jugoslawiens, Marschall Josip Broz Tito, gewidmete Museum der Geschichte Jugoslawiens. Es liegt in der ehemaligen verbotenen Stadt im Stadtteil Savski Venac auf dem Dedinje. Der Museumskomplex besteht seit 1980 mit dem Mausoleum Titos, das der Erinnerung an den Präsidenten und kommunistischen Machthaber sowie Kriegshelden gewidmet ist. Da ein nicht unerheblicher Teil der verbotenen Stadt aber bis 2002 in Teilen noch von Slobodan Milošević bewohnt war und von einer hohen Betonmauer, dem Beogradski zid, von dem Memorialkomplex Titos getrennt war, konnte man erst Ende 2008 den ganzen Komplex an das Memorialmuseum 25. Mai anschließen. Damit gehören auch die ehemalige Residenz Titos und Miloševićs, die Villa in der Užička ulica 11, die während der NATO-Bombardierung Ziel eines Angriffes war und heute als einziges Objekt in einem schlechten Zustand ist, das Jagdhaus sowie die legendäre ovale Geheimresidenz Miloševićs, die Villa Mir, in der die Verhandlungen mit Milošević zu seiner Übergabe an das Kriegsverbrechertribunal in Den Haag geführt wurden, zum Museum.
In unmittelbarer Nähe des Parlamentsgebäudes steht das im Jahr 1923 gegründete Postmuseum. Im Stadtbezirk Savski Venac befindet sich das Serbische Eisenbahnmuseum mit rund 4000 Ausstellungsstücken. Mit 95.000 Kopien von einheimischen und internationalen Filmen ist das Jugoslawische Filmarchiv das größte der Region und befindet sich unter den 10 größten weltweit.

### Ess- und Trinkkultur
Die traditionelle Belgrader Küche ist geprägt von den Einflüssen der türkischen, österreichisch-ungarischen und allgemein der Balkan-Küche. Bedingt durch die Lage der Stadt nahe der Grenze zu Ungarn sowie durch osmanische und balkanische Einflüsse finden sich Speisen verschiedener Länder. So stammen Fleischgerichte aus türkischer und ungarischer Küche, Mehlspeisen kamen aus Österreich oder der böhmischen Küche (zum Beispiel Palatschinken, serbisch palačinke). Zum Essen wird insbesondere in den Restaurants des Bohèmeviertels Skardarlija die Starogradska muzika gespielt.
Belgrad bietet eine Anzahl großer traditioneller Bauernmärkte, deren bekanntester der Zeleni venac ist.
Zum Stadtbild Belgrads gehören in belebten Gegenden Grillimbisse mit verschiedenen Grillfleischsorten und gegrilltem Gemüse.
Seit 2003 wird das Belgrader Bierfestival veranstaltet.

#### Belgrader Kafana
Eine weitere Besonderheit der Belgrader Kultur stellt die Kafana, das Belgrader Kaffeehaus, dar. Hier wird neben dem typischen Turska kafa (entspricht einem Mokka) eine Vielzahl anderer Kaffeespezialitäten sowie Grillgerichte wie die Ćevapčići (oft mit Ajvar und einem Fladenbrot) serviert. Dazu reicht man gern Obstbrände – Rakija –, insbesondere Slivovic und verschiedene Süßspeisen. In den zahlreichen auf Süßspeisen spezialisierten Poslastičarnica findet sich auch die bekannte Belgrader Mandeltorte (Beogradska torta od badema), wie beispielsweise im prachtvoll dekorierten Kaffeehaus Ruski Car, das aus dem Jahre 1890 stammt.

#### Rakiakultur
Belgrad liegt inmitten eines bedeutenden Obstanbaugebietes, der Šumadija. Da Serbien zudem weltweit zweitgrößter Pflaumen-Produzent ist, aus denen die traditionelle Šlivovica gebrannt wird, verwundert es nicht, dass dieses typische Nationalgetränk bei vielerlei Anlässen angeboten wird.

### Veranstaltungen
Belgrad ist Veranstaltungsort vieler jährlicher kultureller Großveranstaltungen. Dazu gehören das Belgrader Filmfest FEST und das Belgrader Theater- und Tanzfest BITEF (Belgrade International Theatre Festival, Belgrader Theaterfestspiele), eines der ältesten Theaterfestivals, das seit den 1970er-Jahren zu den wichtigsten Theaterfestivals in Europa zählt.
Weiterhin zu nennen sind das Belgrader Sommerfest BELEF, das Belgrader Musikfest BEMUS, der Oktobersalon und die Internationale Belgrader Buchmesse.
Zahlreiche in Belgrad ansässige ausländische Kulturorganisationen führen Theater- oder Kinovorstellungen und Konzerte durch. Zu diesen Organisationen gehören das Instituto Cervantes, das Goethe-Institut und das Centre Culturel Français, die alle in der Ulica Knez Mihailova liegen. Andere Kultureinrichtungen sind der American Corner, das Österreichische Kulturforum, der British Council und das Russische Zentrum für Wissenschaft und Kultur (Российский центр науки и культуры), das Confucius Institute, das Canadian Cultural Center, das Istituto Italiano di Cultura und das Culture Center of the Islamic Republic of Iran.
Die von zahlreichen Veranstaltungen begleiteten Tage Belgrads finden jedes Jahr am 16. und am 19. April statt. Sie gehen auf die zwei Daten der ersten urkundlichen Nennung, den 16. April 878 im Brief des Papstes Johannes VIII. an den bulgarischen Fürsten Boris und den 19. April 1867 zurück, als der letzte osmanische Kommandant der Festung von Belgrad, Ali Risa Pascha, Fürst Mihailo Obrenović die Schlüssel der Stadt übergab.
Seit 1996 findet zweimal jährlich die Modemesse Belgrade Fashion Week (Beogradska nedelja mode) statt. Mit einer zunehmenden internationalen Beteiligung soll die Stellung Belgrads als Modezentrum in Südosteuropa gefestigt werden.

## Freizeit

### Sport
Belgrad war im Laufe seiner Geschichte immer wieder Austragungsort von Welt- und Europameisterschaften und anderen internationalen Wettkämpfen, wie der ersten Schwimmweltmeisterschaften des Jahres 1973 oder der 34. Basketball-Europameisterschaft im Jahre 2005. Die Stadt besitzt mehr als 1000 Sportobjekte, unter ihnen 8 Stadien, 16 Sportzentren, 6 Schwimmhallen, 6 Sporthallen, eine Pferderennbahn, einen Golf Club u. a.
Im Amateurboxen wurden in Belgrad der Weltcup von 1987, die Weltmeisterschaften 1978, die Europameisterschaften der Jahre 1961 und 1973 sowie die Balkan-Meisterschaften von 1966 ausgetragen.
Im Profiboxen war Belgrad am 10. Juli 1976 Austragungsort des Europameisterschaftskampfes der EBU im Halbschwergewicht zwischen Domenico Adinolfi und Mate Parlov, den Parlov durch K. o. in der elften Runde gewann. Am 17. Juni 1978 wurde hier zudem der Weltmeisterschaftskampf der WBC im Halbschwergewicht zwischen Mate Parlov und John Conteh ausgetragen, den Parlov nach Punkten gewann.
Die größten Sportstätten der Hauptstadt sind:
- Nationalstadion Serbien in Bau
- das Stadion Rajko Mitić mit 55.000 Plätzen, das 1963 eröffnet wurde;
- das Partizan-Stadion mit 33.000 Plätzen, diente im sozialistischen Jugoslawien jeden 25. Mai als Austragungsort der Parade zum „Tag der Jugend“ für Tito;
- die Kombank-Arena, eine multifunktionelle Arena mit 20.000 Plätzen.

Mit dem Roter-Stern-Stadion entstand eines der modernsten Stadien im sozialistischen Jugoslawien. Eingeweiht wurde es am 1. September 1963 mit dem Fußball-Ligaspiel Roter Stern Belgrad gegen HNK Rijeka (2:1). Neben den Heimspielen des Clubs Roter Stern Belgrad finden hier immer wieder auch Länderspiele der serbischen Nationalmannschaft sowie vereinzelte Europapokal-Spiele diverser Belgrader Clubs statt.
Die Ada Ciganlija ist eine ehemalige Insel an der Save und ist heute das größte Belgrader Sport- und Freizeitobjekt. Nach seiner Verbindung mit dem Ufer wurde ein See geschaffen. Sie ist eine der beliebtesten Ziele für die Belgrader während des heißen Sommers. Die Ada verfügt über 7 km Strand und Objekte für verschiedene Sportarten.
Vom 1. Juli bis zum 12. Juli 2009 war Belgrad Gastgeber der 25. Sommer-Universiade. Für die Unterbringung der Sportler wurde die Universitätssiedlung Belville mit 14 Apartmenthäusern und 120.000 m² Wohnfläche gebaut.
Die bekanntesten Fußballvereine der Stadt sind Roter Stern und Partizan Belgrad. Aber auch OFK Belgrad, einer der ältesten Vereine Serbiens, Rad und der FK Zemun zählen zu den bedeutenderen.

### Nachtleben

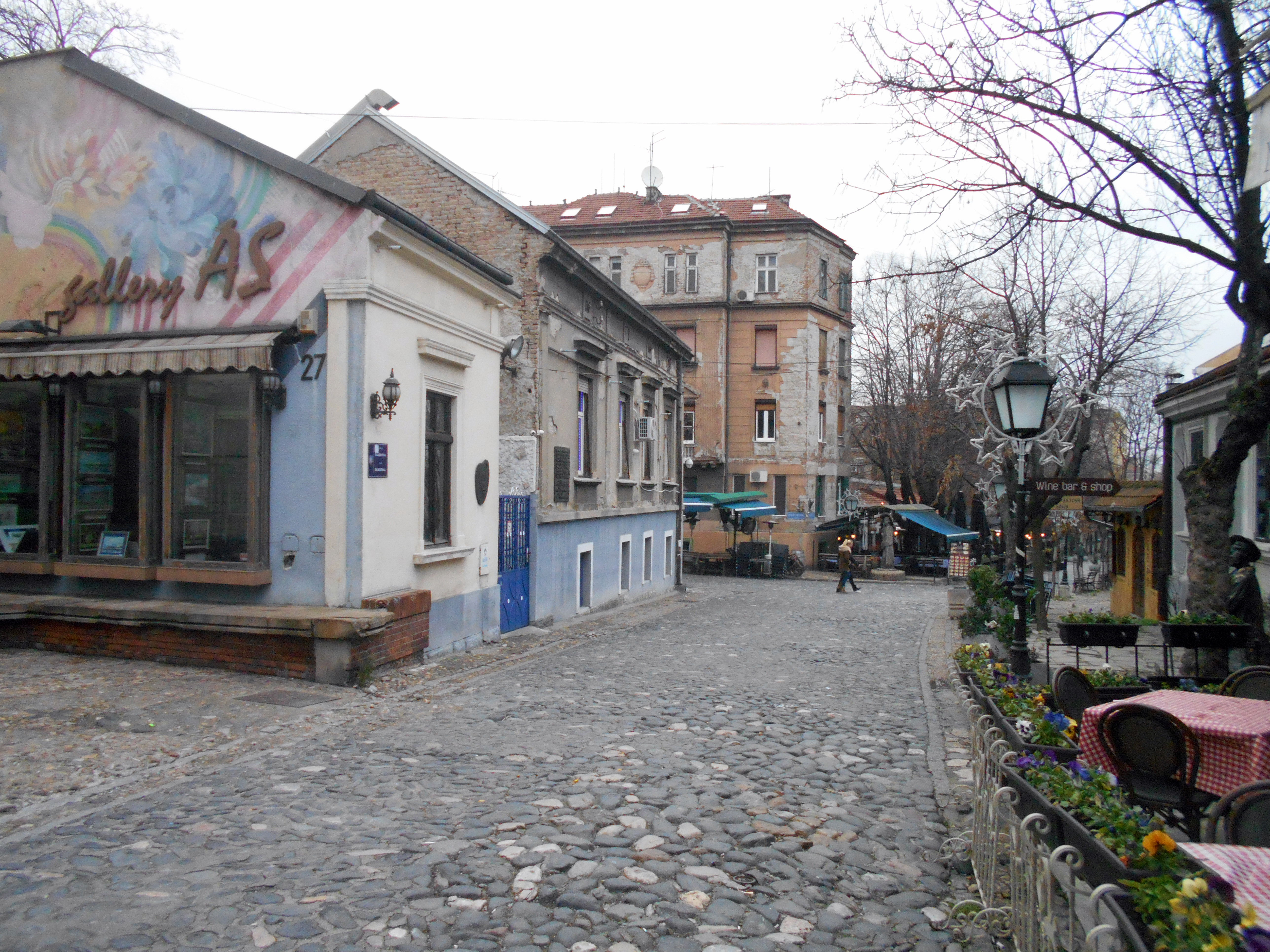
Das alte Bohèmeviertel Skadarlija

Sehenswerte Clubs befinden sich in schwimmenden Booten am Ufer der Save und der Donau. Seinen Ruf als Stadt mit pulsierendem Nachtleben bewahrt sich Belgrad bis heute.
Die Stadt ist häufig Wochenendziel für zahlreiche Touristen aus benachbarten Ländern, insbesondere aus dem ehemaligen Jugoslawien, durch das große Angebot an Clubs, Bars und Restaurants. Auch international besitzt das pulsierende Nachtleben Belgrads den Ruf einer führenden europäischen Partystadt.
Clubs wie das Akademija und KST (Klub studenata tehnike) befinden sich im Keller der Universität Belgrad und sind deshalb bei Studenten beliebt. Einer der bekannten Plätze für kulturelle Ereignisse ist das SKC (Student Cultural Centre) gegenüber dem Wahrzeichen Beograđanka. Viele nationale und internationale Stars treten im SKC auf.
Die Skadar-Straße ist mit ihren zahlreichen Cafés und Restaurants (serb. Kafana genannt) bekannt. Viele dieser Gastronomiebetriebe stammen aus dem späten 19. sowie frühen 20. Jahrhundert und haben durch ihre lange Geschichte einen gewissen Bekanntheitsgrad erlangt. Eine der ältesten Kafanas ist das Znak pitanja. Am Ende der Straße befindet sich die älteste Belgrader Brauerei, welche im 19. Jahrhundert gegründet wurde.

### Belgrader Parks, Naherholungsgebiete und Auenlandschaften

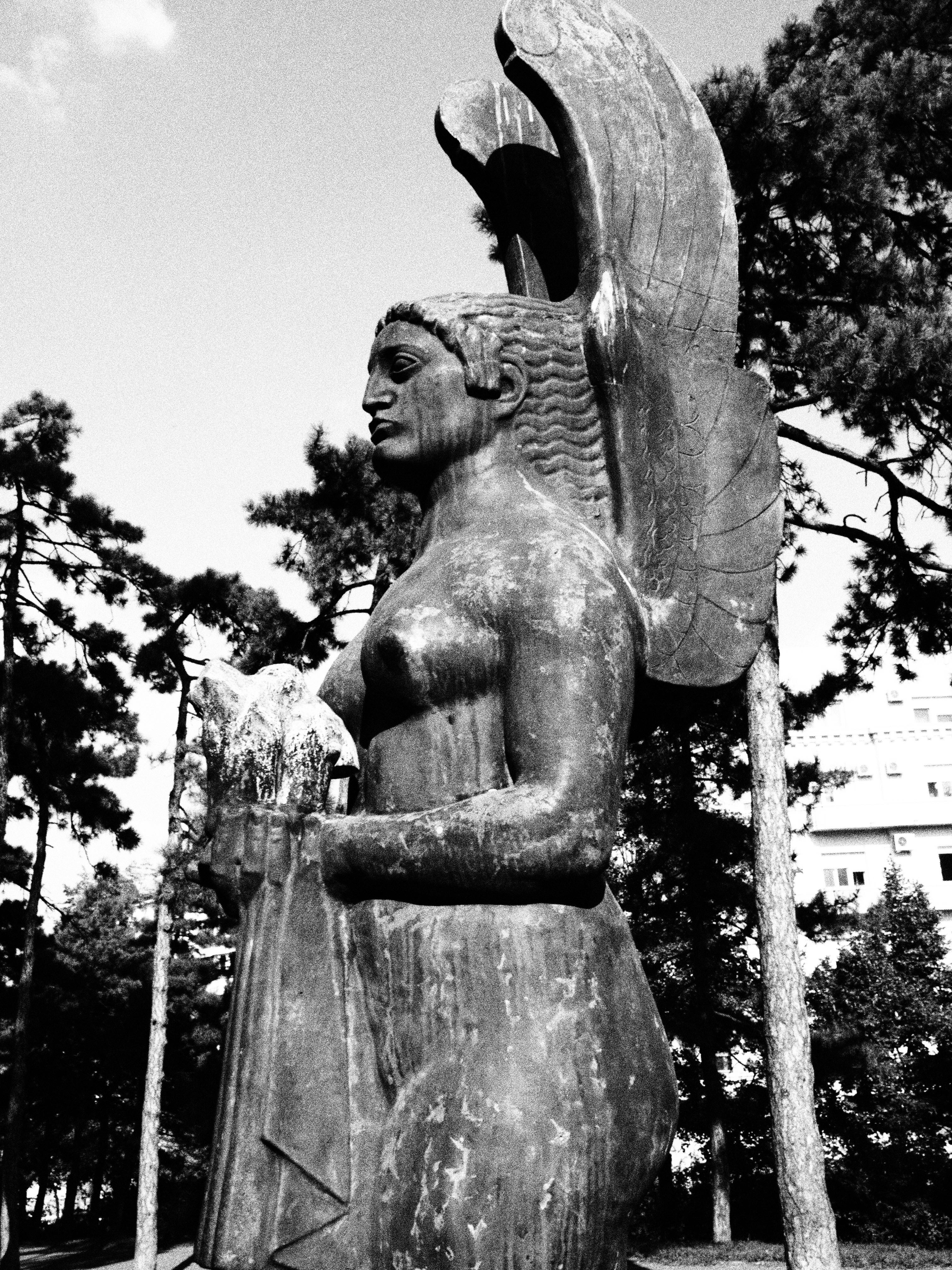
Im Mali Kalemegdan steht die zum Amselfeldzyklus gehörende Bronze Meštrovićs Anđeo smrti. Die Großplastik wurde erstmals 1911 auf der Weltausstellung in Rom ausgestellt.

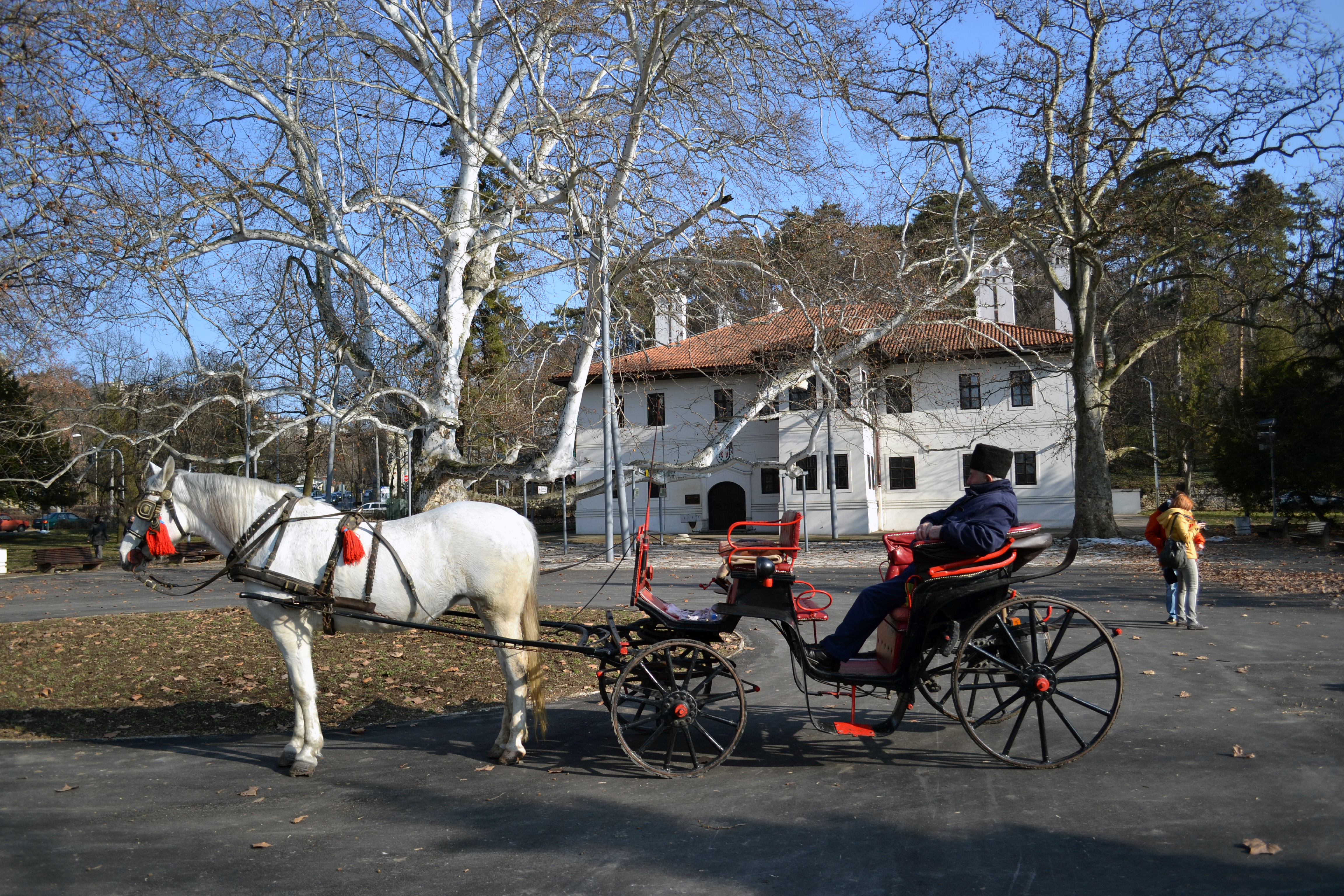
Konak von Miloš Obrenović in Topčider

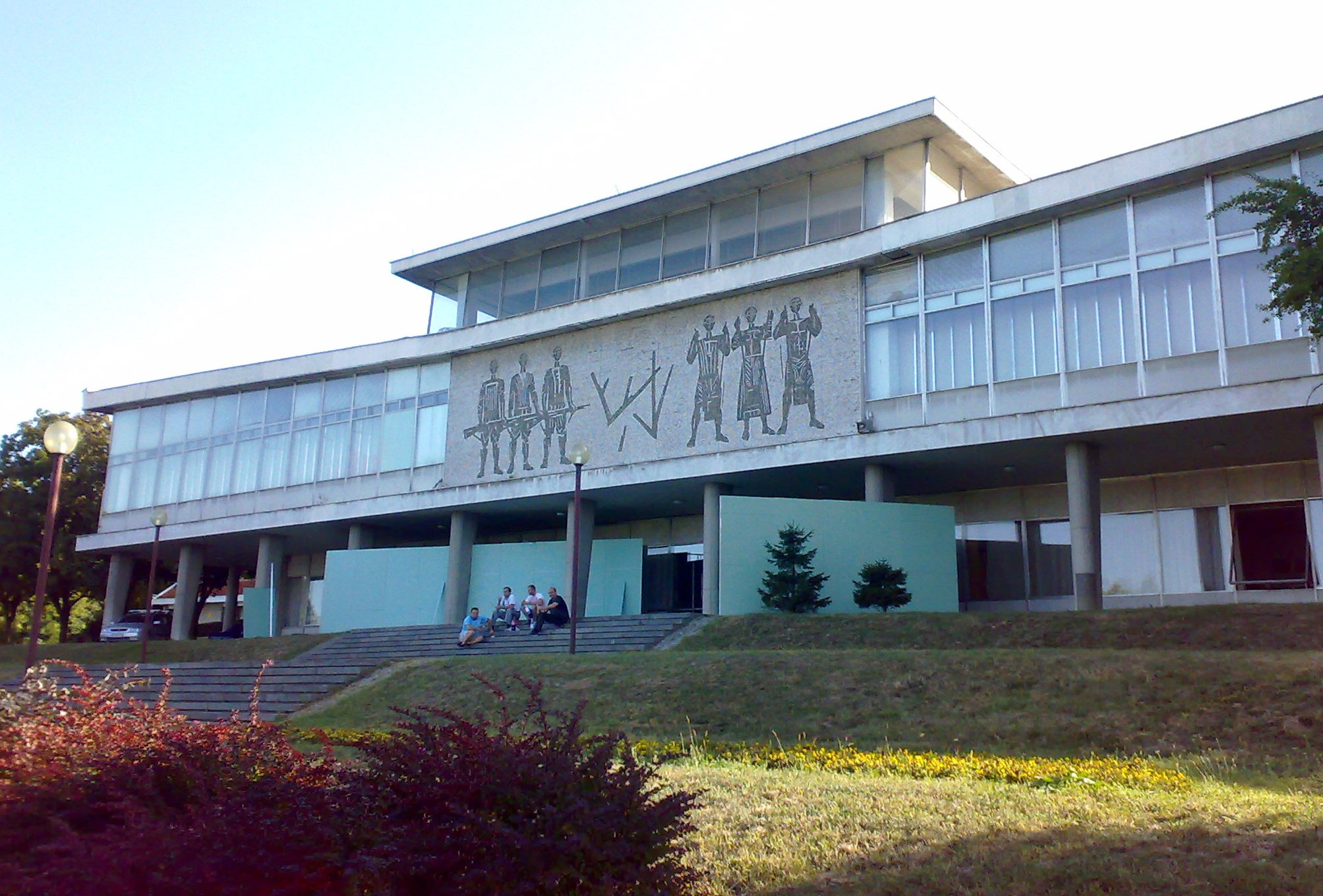
Park 25. Maj umfasst den Museumskomplex der Geschichte Jugoslawiens

In Belgrad sind – abgesehen von natürlichen Wald- und Grünflächen – insgesamt 65 Parks mit einer Gesamtfläche von 36,2 ha ausgewiesen.
Der bedeutsamste Park Belgrads ist der Kalemegdan. Im ehemaligen Glacis der Belgrader Festung sind heute unter anderem der 7 ha große Zoo, das Militärhistorische Museum von Belgrad, das Serbische Naturkundemuseum, die Galerie Cvijeta Zuzorić sowie die Bronzestatuen von Simon Roksandić (Borba Fischerbrunnen, 1906) und Ivan Meštrović (Pobednik, 1928, Denkmal des Dankes an Frankreich, 1934, Anđeo smrti, 1911) zu finden.
Gegenüber der Skupština liegt der Pionirski Park, der ursprünglich Bestandteil des Alten Schlosses war. Hier steht auch das Neue Schloss, der heutige Regierungssitz des Präsidenten Serbiens, sowie als Erinnerung an den Durchbruch der Entente an der Saloniki-Front und der Befreiung im Ersten Weltkrieg der Beobachtungsturm des serbischen Generalstabs vom Kajmakčalan. Zwischen Pionirski Park und der Straße Kralja Milana führt der Andrićev venac, der mit einer Bronze an den Schriftsteller Ivo Andrić erinnert.
Der 10,9 ha große Tašmajdan wurde in einem einstigen Steinbruch angelegt. Darin finden sich auch etliche Kavernen sowie ehemalige Militärschanzen. Der Park teilt sich in den Kleinen und Großen Tašmajdan. Im Großen Tašmajdan steht die Kirche Sv. Marko sowie eine russisch-orthodoxe Kirche.
Anstelle des aufgelösten türkischen Friedhofs, gegenüber der heutigen Universität Belgrads, wurde 1869 der erste Park Belgrads eingerichtet. Heute heißt er Akademski (Univerzitetski) Park. Von 1827 bis 1927 fand sich noch auf einer Seite des türkischen Friedhofs auch der zentrale offene Markt der Stadt.
Der Botanische Garten Jevremovac im Stadtteil Stari Grad gilt als einer der ältesten botanischen Gärten der Balkanhalbinsel. Im Jahr 1874 ursprünglich in Dorčol eingerichtet, stellte König Milan I. Obrenović 1889 4,5 ha seiner Obstgärten zur Verfügung mit der Auflage, den botanischen Garten nach seinem Großvater Jevrem zu benennen.
Um die Sava-Kathedrale und die serbische Nationalbibliothek liegt der Park des Heiligen Sava, dem sich der 2,86 ha große Karađorđev Park anschließt, in dem 1806 das Lager der serbischen Freiheitskämpfer unter Karađorđe beim Sturm auf die Festung lag.
Mit 211 ha sind die Veliko ratno ostrovo und mit 800 ha die Ada ciganlija sowie die waldreichen Košutnjak (330 ha) und Topčider-Hügel (111 ha) die größten Grünanlagen der Stadt. Oberhalb der Topčiderska reka auf dem Topčider liegen der Beli dvor der Karađorđević-Dynastie und das Königliche Schloss, die zwischen 1945 und 2000 auch als repräsentative Residenzen der sozialistischen Regierungen Jugoslawiens genutzt wurden. Im Tal der Topčiderska reka im heutigen Topčider-Park steht der in altbalkanischer Manier erbaute Milošev konak, die ehemalige Residenz Fürst Miloš Obrenović.
Der Erinnerung der jugoslawischen Geschichte widmet sich der Park 25. Maj, der aus der Residenz sowie der Begräbnisstätte (Kuča cveča) Josip Broz Titos besteht, dem heutigen Komplex des Museums der Geschichte Jugoslawiens. Zum Geburts- und Todestag Titos (4. Mai und 25. Mai) versammeln sich hier noch immer zahlreiche Anhänger des ehemaligen kommunistischen Partisanenführers und langjährigen Präsidenten Jugoslawiens.
In Novi Beograd bestehen an den Ufern von Save und Donau mehrere große Grünflächen. Im Mündungswinkel der Flüsse liegt der 14 ha große Park prijateljstva, der anlässlich der Ersten Konferenz der Blockfreien Bewegung 1961 eingerichtet wurde. In der Allee des Friedens wurden die Tafeln zahlreicher bedeutender Staatschefs, die symbolisch hier einen Baum pflanzten, aufgestellt. Neben dem Museum für Moderne Kunst findet sich auch das Denkmal der ewigen Flamme als Erinnerung an die NATO-Bombardierung von 1999. Vom Aussichtsturm in Gardoš oberhalb von Zemun bietet sich ein weiter Rundblick über die Donau, Zemun, das Belgrader Stadtzentrum und Novi Beograd.

### Stadtfest

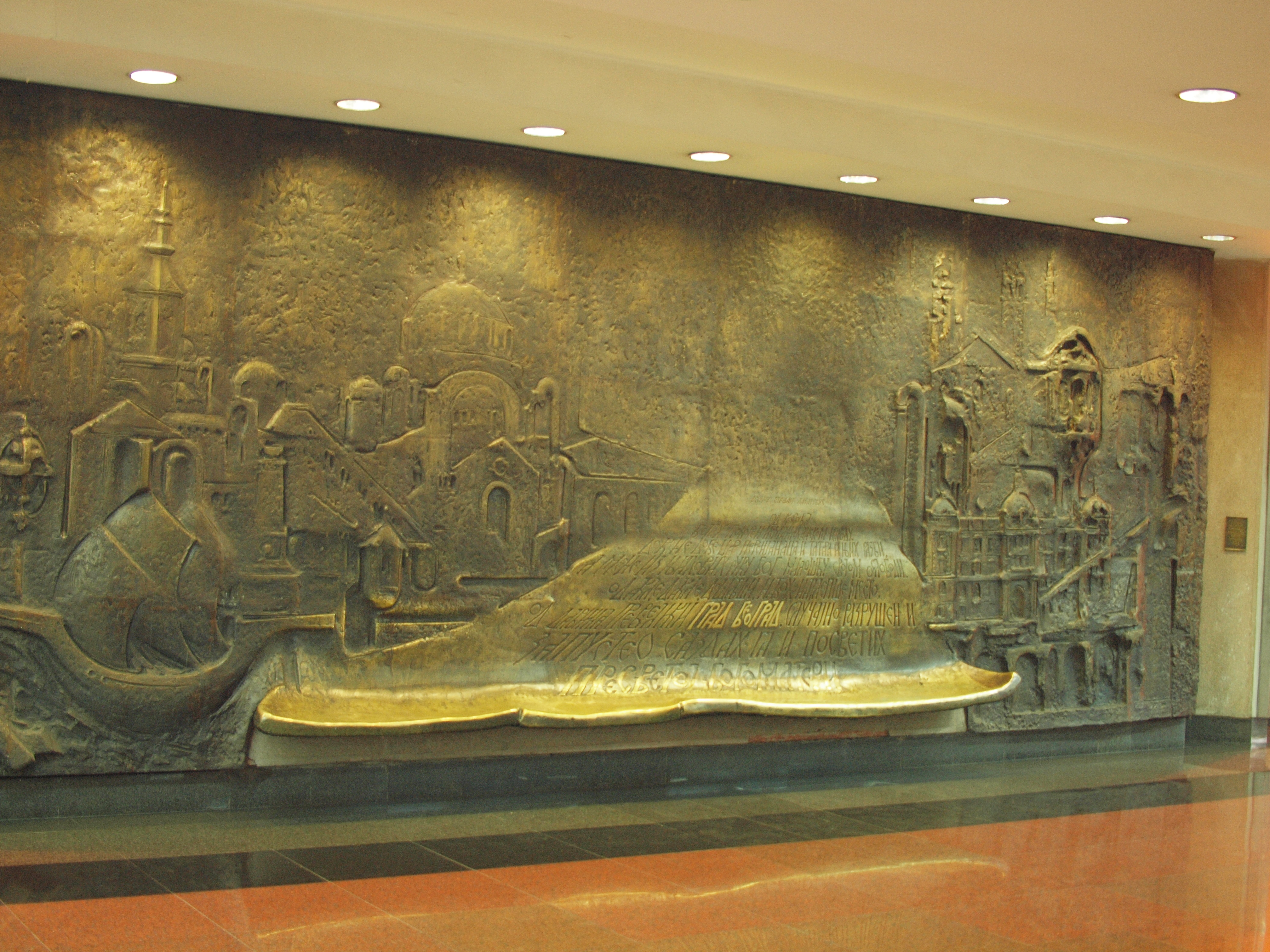
Bronzerelief Charta von Belgrad, Bahnhof Vukov spomenik

Das heutige Stadtfest am Spasovdan (Himmelfahrtstag) wurde anlässlich der Errichtung der Christi-Himmelfahrtskirche 1863 eingeführt und findet nach der Einstellung nach 1945 seit 1991 wieder jedes Jahr in Form einer Ikonen-Prozession zwischen dem Terazije – Slavija und der Christi-Himmelfahrts-Kirche statt.
Ursprünglich hatte Stefan Lazarević im Statut der Charta von Belgrad nach der glücklichen Rückkehr vom Schlachtfeld bei Ankara, als er von König Sigismund 1403 Belgrad erhielt, in der neuen Residenzstadt seines Despotats Mariä Entschlafung als Tag des Schutzpatronenfestes bestimmt. Mit der Übertragung zur Hauptstadt wählte er in der Povelja grada Beograda (dt. Charta von Belgrad) die Gottesgebärerin als Schutzherrin der Stadt. Die ursprüngliche Ikone der Muttergottes als Beschützung der Stadt hing im 15. Jh. über dem Tor des Despoten in der Festung von Belgrad. Gerade an diesem Tor fand am 22. Juli 1456 auch die entscheidende Schlacht zwischen den Ungarn unter Johann Hunyadi und den Osmanen unter Mehmed II. bei der ersten Türkenbelagerung der Stadt statt.

## Diverses
Aufgrund ihrer wechselvollen Geschichte wurden Belgrad zahlreiche Namen in unterschiedlichen Sprachen beigefügt. Vom keltischen und römischen Singidunum über das byzantinische Singidon hieß die strategisch wichtige Festung und Siedlung bis ins 19. Jahrhundert auch Alba Graeca (lateinischer Name). Dieser Name deutet auf die Zeit der byzantinischen (graeca – griechischen) Vormachtstellung in dieser Region. In byzantinischen Quellen wurde die Stadt als Veligradon bezeichnet – eine leichte Abwandlung von Belgrad. Auch wurde die Stadt als Alba Bulgarica (Name der Stadt durch den Einfall der Protobulgaren), Bello grado (italienisch), Nándorfehérvár und Landorfehérvár (während der Herrschaft der Ungarn im Mittelalter) oder Griechisch Weißenburg, wie man sie damals im 19. Jahrhundert im Deutschen Reich kannte. Während der Herrschaft der Osmanen wurden Belgrad auch die Beinamen wie Dar Ul Jihad, was so viel bedeutete wie Haus des Krieges, Haus der Freiheit sowie Hügel des Kampfes und Ruhmes verliehen. Als Beograd, die weiße Stadt, tauchte die serbische Metropole erstmals bereits im Jahr 878 in einem Brief des Papstes Johannes VIII. an den bulgarischen Fürsten Boris I. als episcopus Belogradensis auf. Der Name geht wahrscheinlich auf die helle Farbe des Kalksteins, der für den Bau der Befestigung genutzt wurde, zurück, während der awarische Name historisch verloren ging.
Drei Zerstörer der Königlich Jugoslawischen Marine wurden als Beograd-Klasse bezeichnet.

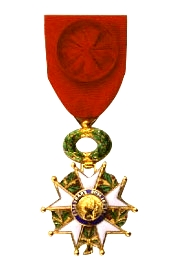
Orden der Ehrenlegion

Die Stadt Belgrad erhielt im Laufe der Geschichte folgende Auszeichnungen:
- Orden der Ehrenlegion: Übergeben vom französischen Marschall und Ehrenwoiwoden des serbischen Heeres, Franchet d’Esperey am 21. Dezember 1920. Außer Belgrad sind noch drei Städte außerhalb Frankreichs im Besitz dieses Ordens: Lüttich (Belgien), Luxemburg (Luxemburg) und Stalingrad (heute Wolgograd, Russland).
- Das Tschechische Kriegskreuz: Übergeben von der damaligen Übergangsregierung der Tschechoslowakei in Paris am 7. November 1918 als höchste Auszeichnung. Verliehen für Mut und Kühnheit im Kampf gegen den Feind und für Heldentaten im Kampf um die Unabhängigkeit von 1914 bis 1918.
- Orden des Karađorđe-Sterns mit Schwertern: Übergeben vom damaligen König Petar II. Karađorđević am 18. Mai 1939. Der Karađorđe-Stern war die größte und bedeutendste Kriegsauszeichnung im ehemaligen Jugoslawien.
- Orden des Volkshelden: Übergeben am 10. Oktober 1974. Dieser Orden ist eine Auszeichnung für Personen, die den Titel eines Volkshelden erworben haben.

Die vier genannten Orden befinden sich zudem auf dem Großwappen Belgrads abgebildet zusammen mit dem Wappen Belgrads.
2006 wurde die Stadt vom renommierten fDi Magazine (Herausgeber: Financial Times) als „Stadt der Zukunft Südeuropas“ ausgezeichnet.
In einer Rangliste der Städte nach ihrer Lebensqualität belegte Belgrad im Jahre 2018 den 139. Platz unter 231 untersuchten Städten weltweit.
Belgrad ist Namensgeber für den Asteroiden (1517) Beograd im Asteroidengürtel zwischen Mars und Jupiter. Am 28. März 1938 wurde der Asteroid von dem Astronomen Milorad B. Protić entdeckt und von ihm nach seiner Geburtsstadt Belgrad benannt.
Belgrad ist ebenfalls Namensgeber der Münchner Belgradstraße.
Das Heim des Jevrem Grujić war 1961 das erste deklarierte städtische Kulturdenkmal.